# جلال الدين أكبر
السُلطَانُ الأَعظَم والخَاقَانُ المُكرَّم سُلطانُ الإسلام ب[›] وكَافِت الأَنَام وَصَاحِب الزَّمان أَبُو الفَتح جَلَالُ الدِّين مُحمَّد أَكبَر پادشاه غازي بن مُحمَّد همايون بن مُحمَّد بابُر الگوركاني (بالفارسية: السُلطَانُ الأَعظَم والخَاقَانُ المُكرَّم سُلطانُ الإسلام وكَافِت الأَنَام وَصَاحِب الزَّمان ابوالفتح جَلَالُ الدِّين مُحمَّد اَكبَر پادشاه غازى بن مُحمَّد همايون بن مُحمَّد بابُر  گورکانی، وبالأردية: السُلطَانُ الأَعظَم والخَاقَانُ المُكرَّم سُلطانُ الإسلام وكَافِت الأَنَام وَصَاحِب الزَّمان ابوالفتح جَلَالُ الدِّين مُحمَّد اَكبَر پادشاه غازى بن مُحمَّد ہمایوں غازى گورکانی) (7 رجب 949هـ - 30 جُمادى الأولى 1014هـ المُوافق فيه 15 تشرين الأوَّل (أكتوبر) 1542م - 13 تشرين الأوَّل (أكتوبر) 1605م) المعروف اختصارًا بِجلال الدين أكبر أو أكبر الكبير أو أكبر الأعظم، هو ثالث سلاطين مغول الهند، وقد حكم من سنة 963هـ المُوافقة لِسنة 1556م إلى سنة 1014هـ المُوافقة لِسنة 1605م.
وُلد أكبر سنة 949هـ المُوافقة لِسنة 1542م لِلسُلطان نصير الدين همايون وحميدة بانو بيگم، وتولَّى بعد وفاة أبيه وهو في الثالثة عشرة من عُمره، تحت إشراف ووصاية أتابكه بيرم خان، ولم يحكم البلاد فعليًّا إلَّا سنة 1562م، بعد أن قضى على مُربِّيه الذي تلاعب به خِلال سنيّ حداثته. يُعدُّ أكبر أعظم مُلُوك الهند في العصر الوسيط على الإطلاق، فقد حكم حوالي خمسين عامًا، أسهم خلالها بِجُهُوده الكبيرة في نهضة البلاد، وجعل الدولة المغوليَّة الهنديَّة إحدى أفضل وأقوى الدُول في العالم آنذاك. كان مُنفتحًا سياسيًّا ودينيًّا، بعيد النظر، أضاف فصلًا جديدًا في تاريخ الهند، أوتي من القُوَّة البدنيَّة وقُوَّة الاحتمال، ومن النشاط والشجاعة الشيء الكثير بِحيث أصبح مفزعة الشرق كُلِّه، ومما يُروى عنهُ أنَّهُ كان يُروِّض أشد الفيلة شراسة وهو ابن أربع عشرة سنة، وحدث أن تمرَّدت إحدى القُرى ضدَّه فأسرع يُهاجمها على ظهر فيله، ولم يُبالِ بِالنبال المُنهالة عليه والتي راحت تتكسَّر على درعه، ثُمَّ اندفع بِفيله مُخترقًا الحواجز ودخل البلدة وأحرقها. أمَّا هيئته الخارجيَّة، فقد وُصف أنَّه كان مربوعًا، عريض المنكبين، أعقف الساقين، تقدح عيناه نارًا، لهُ شاربان خفيفان وصوتٌ جهوريّ، حنطيّ اللون، وكان له من الهيبة والوقار والرصانة ما يجعل المرء الذي يراه يُدرك أنَّهُ أمام ملك. اتصف أكبر بِالطيبة واللُطف على الإجمال، وكان يمتلك زمام أمره ويُخفي سريرته، أمَّا إذا استشاط غيظًا وغضبًا، أنزل الرُعب في القُلُوب. كان أكبر أُميًّا يجهل القراءة والكتابة، وعلى الرُغم من ذلك فإنَّهُ استمع إلى قصص وحكاياتٍ كثيرة، وأُوتي ذاكرةً هائلة، فكان يحفظ جيدًا أسماء شُعراء الإسلام ومُؤرِّخيهم، كما ألمَّ بِتعاليم الإنجيل والعقائد الرئيسيَّة في الديانة المسيحيَّة، ومبادئ الهندوسيَّة والمجوسيَّة، وكان يُجادل ويُناقش عن معرفة، بِدقَّة واستبانة. عُرف بِذكائه الفطري الواسع وبِمنطقه السليم، ونظر إلى الأُمُور من فوق، لكنَّ روح البداوة بقيت مُجيَّشة فيه. أدرك جيدًا ما فات أبيه همايون وجدِّه بابُر، وكانت لهُ نظرة شاملة وفكرة عالية عن السياسة والدولة، ووقف على الظُرُوف التي تمَّت فيها الغلبة لِلمغول وساعدت على ترسيخ دولتهم.
اعتنى أكبر بِجُيُوش دولته وتجيزها وتدريبها لِينهض على الوجه الأكمل بِالحُرُوب التي تحتَّم عليه خوضها، وقد أدرك جيِّدًا فلسفة التكتيك العسكري القائلة: «إن لم تُبادر بِالهُجُوم، استُهدفت له، وتعرَّضت لهُ بِأسرع ممَّا تظن». حارب طوال حياته المديدة مُجاهدًا من أقصى الهند إلى أقصاها، فغزا الگُجرات وسورت وأفغان البنغال ومملكة أُريسَّة وسلطنة أحمد نگر، ثُمَّ انكفأ لِيُخمد ثورة الراجپوتيين وثورة البنغاليين والبيهاريين والثورة التي قام بها التيموريُّون، كما ردَّ الهجمات والتعدِّيات التي تعرَّضت لها بلاده من قِبل الأوزبك، وأعاد فتح كابُل، وضمَّ إلى مُمتلكاته كشمير، حتَّى صُنِّف من بين أعظم الفاتحين في تاريخ الهند والعالم الإسلامي، وعدَّه المُؤرِّخون الهُنُود أعظم عاهلٍ عرفته الهند مُنذُ أيَّام أشوكا، حامي البُوذيَّة ومُوحِّد الهند، ووضعوه في مصاف أعاظم المُلُوك الذين عرفهم العالم في عصره. تمتَّعت الهند باقتصادٍ متينٍ قويٍّ في عهد أكبر، وعرفت حياةً ثقافيَّةً مُزدهرةً ونشطة كان أكبر راعيها، وعلى الرُغم من كونه أُميًّا، إلَّا أنَّهُ أسَّس مكتبةً ضخمةً ضمَّت حوالي 24,000 مُجلَّد بِاللُغات السنسكريتيَّة والفارسيَّة والعربيَّة والروميَّة واللاتينيَّة والكشميريَّة، وعهد بإدارتها إلى عشرات المُؤلِّفين والمُترجمين والفنَّانين والخطَّاطين، كما أنشأ مكتبةً خاصَّة بِالنساء في مدينة فتحپور، وأنشأ المدارس في طول البلاد وعرضها لِتعليم المُسلمين والهندوس. كان أكبر مُسلمًا سُنيًّا في بداية حياته، ثُمَّ ابتكر دينًا جديدًا سمَّاه الدين الإلٰهي، وهو مزيجٍ من المُعتقدات الإسلاميَّة والهندوسيَّة وبعض المسيحيَّة والمجوسيَّة، وأمر حاشيته وأتباعه باعتناقه، ويُحتمل أنَّ ما حمله على ذلك كان التناقضات الدينيَّة الكبيرة الموجودة بِالهند ورغبته بِلم شمل شعبه تحت رايةٍ دينيَّةٍ واحدة، على أنَّ أغلب الناس التي اعتنقت الدين الجديد عادت ونبذته بِمُجرَّد وفاة أكبر.

## حياته قبل السلطنة

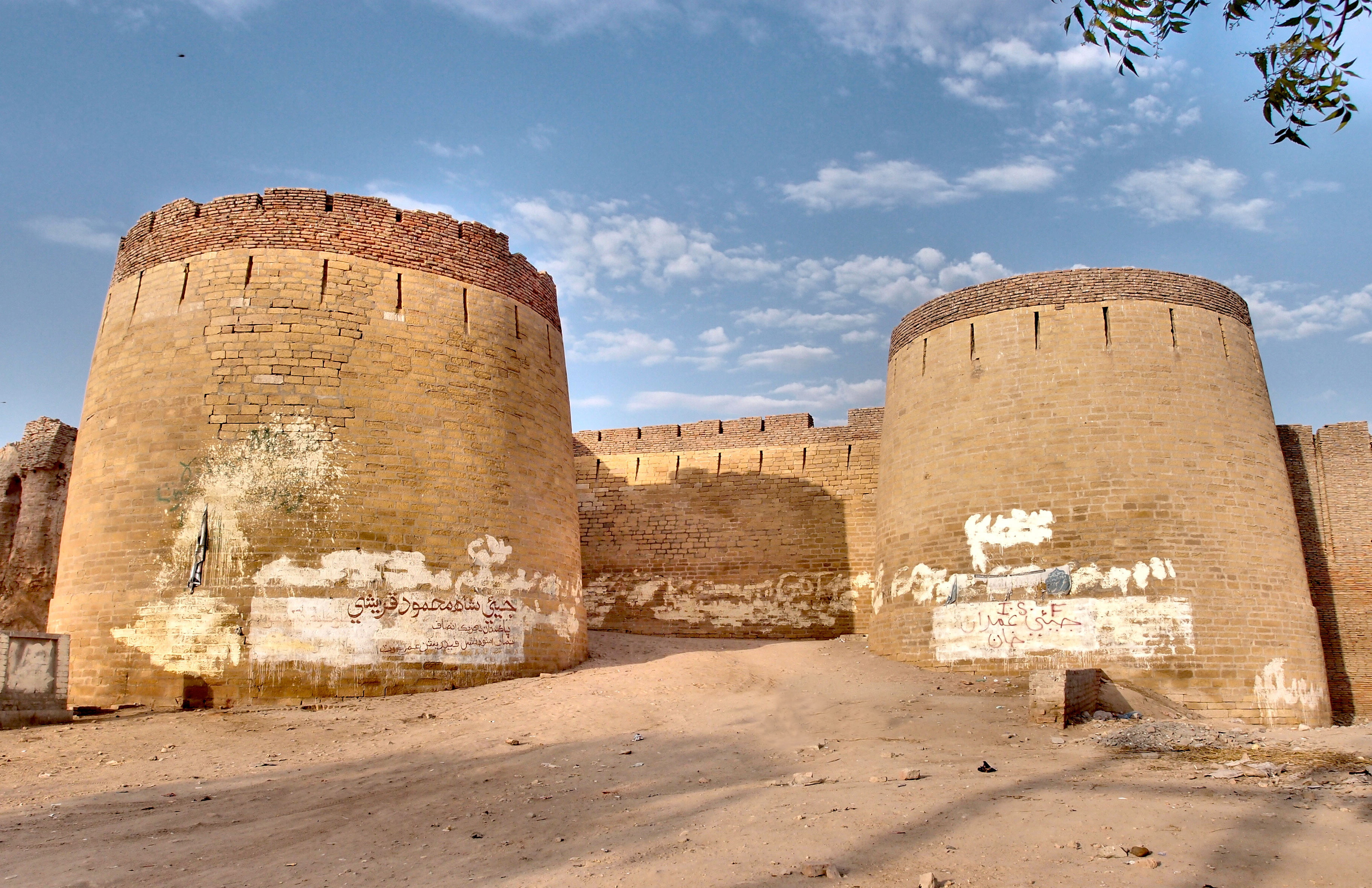
قلعة عُمركوت حيثُ وُلد جلالُ الدين أكبر.

وُلد أكبر يوم 7 رجب 949هـ المُوافق فيه 15 تشرين الأوَّل (أكتوبر) 1542م، في قلعة «عُمركوت» بِالسند، لِلسُلطان نصير الدين همايون وحمیدة بانو بيگم، ابنة الشيخ علي أكبر الجامي، وقيل أنَّ ولادته كانت في شهر ربيعٍ الأوَّل المُوافق فيه شهر شُباط (فبراير) من السنتين سالِفتا الذكر، في ذات القلعة المذكورة، حيثُ حلَّ همايون وزوجته ضيفان على حاكمها الهندوسي «رانا پراساد الراجپوتي». وكان همايون آنذاك طريدًا هائمًا يطوُفُ بِالسند بعد أن هزمه شير شاه الأفغاني مؤسس سلطنة آل سور، في «معركة قنوج» سنة 947هـ الموافقة لسنة 1540م وأخرجه من الهند كُلِّها، وتنكَّر لهُ إخوته وامتنعوا عن مساعدته، وتخلَّى عنه مُعظم رجاله، فأصابه اليأس لولا أن استقبله صاحب عُمركوت، ثُمَّ بُشِّر بِولادة ابنه، فإذا به يتحوَّل إلى مُقاتلٍ على أعلى مُستويات الصلابة والعُنف بعد أن أعطته ولادة هذا الطفل دافعًا عظيمًا، وأقسم لِيُقاتل ويُقاتل حتَّى يُعيد بناء مُلكٍ جديرٍ به ليرثه ابنه من بعده، فخاض حُرُوبًا ومعارك دامية عديدة، ولكنَّهُ خسرها الواحدة تلو الأُخرى، فعاد وخرج من عُمركوت وسار بِأُسرته حتَّى وصلوا إلى قندهار التي كانت تحت حُكم أخيه كامران ميرزا، ولمَّا علِم بِأنَّ الأخير يُريد القبض عليه والفتك به فرَّ بِنفسه إلى الدولة الصفويَّة بِإيران، واضطرَّ إلى ترك ابنه أكبر يقع في قبضة عمِّه (أي أخ همايون) عسكري ميرزا، لكنَّ الأخير كان كريمًا نحو ابن أخيه، فلم يُصبه بِسُوء.

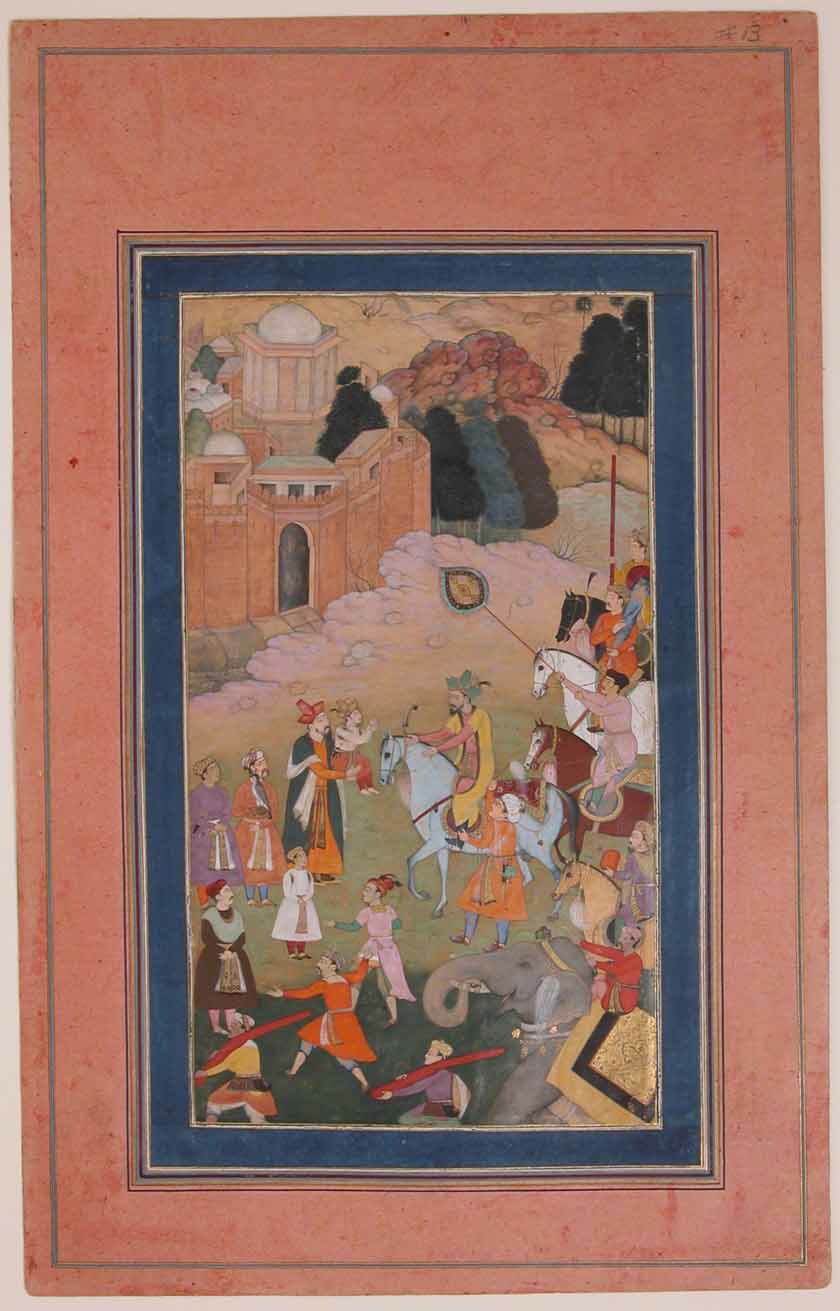
همايون يجتمع بِإبنه أكبر بعد فُراقٍ طويل.

تربَّى أكبر في بلاط عمِّه كامران طيلة فترة غياب والده في إيران، وحظي بِرعاية وعطف زوجة عمَّه بِشكلٍ خاص، وأمضى سنوات صغره يتعلَّم الصيد والجري والقتال، ممَّا جعلهُ مُحاربًا قديرًا، غير أنَّهُ لم يتعلََّم القراءة والكتابة، فعاش سنوات الفُتُوَّة الأولى مع السيف والخيل وألعاب الفُرُوسيَّة، مُعرضًا كُلَّ الإعراض عن آداب العصر، وعن أساليب الحُكم والإدارة، غير أنَّهُ كان يُحضر إلى مخدعه ليلًا من يقرأ له قصص وأخبار تاريخ الإسلام والمُسلمين. وفي يوم 22 ذي القعدة 958هـ المُوافق فيه 20 تشرين الثاني (نوڤمبر) 1551م، قُتل هندال ميرزا، الشقيق الأصغر لِهمايون، في معركةٍ ضدَّ قُوَّات أخيه كامران، فحزن همايون على مقتل أخيه حُزنًا شديدًا، وفي سبيل تكريم ذكراه، خطب ابنته رُقيَّة سُلطان بيگم لابنه أكبر، وتمَّت مراسم الخِطبة في مدينة كابُل بُعيد وقتٍ قصيرٍ من تعيين أكبر نائبًا لِلسلطنة في غزنة. منح همايون ابنه وخطيبته كُل ثروة عمِّه هندال بِالإضافة لِجُنُوده وأتباعه، وخصَّهُ بِإحدى إقطاعاته لِتدُرَّ عليه مالًا، وعيَّنه قائدًا على عساكر هندال. احتُفل بِزواج أكبر ورُقيَّة في مدينة جالندهر بِالپُنجاب ما أن بلغ كِلاهما الرابعة عشرة من العُمر، فأصبحت رُقيَّة بِهذا أولى زوجات أكبر وقرينته الرئيسيَّة.
لم يهدأ همايون، وأصرَّ أن يُتابع الحرب والقتال، فكان يجمع القليل من القُوَّات من هُنا ومن هُناك، ولكنَّهُ كان مُصممًا على أن يصل إلى هدفه، وأن يستعيد ابنه ويبني لهُ مُلكًا. وبعد جُهدٍ مُتطاول استطاع أن يُسيطر على قندهار وكابُل سنة 1555م، وهُناك اجتمع همايون وزوجته حميدة بابنهما أكبر، بعد طول فراقٍ وعناء. ولمَّا تمَّ لهمايون النصر على خُلفاء شير شاه واستعاد مُلكهُ بِالهند، عيَّن ابنه حاكمًا على الپُنجاب ومعهُ بيرم خان مُستشارًا له ومُوجهًا. التفت همايون بعد ذلك إلى ابنه لِيُربيه، ولِيُعدُّه كي يحكُم من بعده، فأحضر لهُ أهم الأستاذة والعُلماء، وأشهر المُربين قُدرةً على تعليم الصبية والفتيان، ولكنَّهم وجدوا أنفسهم أمام فتىً على غير ما ألفوه من الصبية والفتيان، فكان ذهنه أبعد ما يكون عن الدرس عكس الكثير من الفتيان الذين - وإن عاندوا - كانوا يُحصِّلون شيئًا من العِلم بعد فترة، أمَّا أكبر فكان صلبًا عنيدًا بحيثُ استنفذ طاقة أساتذته، ففشلوا حتَّى في تعليمه مُجرَّد القراءة والكتابة. كُلِّف أكبر من طرف والده - قُبيل وفاته بِفترةٍ قصيرة - بِمطاردة الأمير إسكندر شاه السوري، سُلطان دلهي وأحد خُلفاء شير شاه الذي هزمه همايون وأجبره على الالتجاء إلى جبال الپُنجاب، فسيطر على مدينة «كلانور» وأخذ يجمع الرجال والأموال لِيُهاجم مُمتلكات المغول مُجددًا، لِذلك أرسل همايون ابنه ومُستشاره بيرم خان لِقمع هذا الثائر والقضاء عليه قبل استفحال خطره.

## مُبايعة أكبر بِعرش المغول
في شهر ربيع الأول سنة 963هـ المُوافق فيه شهر كانون الثاني (يناير) سنة 1556م توفي نصير الدين همايون والد جلال الدين أكبر، وذلك بعد أن انزلقت به عصاه وهو يصعد درج مكتبته في دلهي فوقع مغشيًا عليه، وتوفي بعد ذلك. وما إن وصلت أخبار وفاة همايون إلى ابنه أكبر وهو في «كلانور» بالپنجاب يطارد الثائر «إسكندر السوري»، وبعد إقامة شعائر الحزن، بادر أتابكه وصاحب أبيه الحميم (والذي رافق أكبر لمساعدته) «بيرم خان» إلى المناداة به سلطانًا على الهند باسم «جلال الدين مُحمَّد أكبر»، ولم يكن يتجاوز إذ ذاك الرابعة عشرة من عمره، وقد كان ذلك في يوم الجُمُعة 2 ربيع الأوَّل 963هـ الموافق فيه 14 آذار (مارس) 1556م. ولصغر سن أكبر قام أتابكه بيرم خان بالوصاية عليه والنيابة عنه في تدبير أمور السلطنة، وقد استمرت فترة الوصاية حتى سنة 967هـ المُوافقة لِسنة 1560م. ويُقسِّم المُؤرِّخون مُدَّة حُكم أكبر إلى ثلاث مراحل زمنيَّة: الأولى هي التي كان الحُكم الفعلي فيها بِيد أتابكه بيرم خان، والثانية هي التي حاولت فيها بعض نساء القصر فرض إراداتهنَّ وإملاء رغباتهنَّ على السُلطان الشاب، وذلك بعد أن نجحن، من واقع الدسائس والمُؤامرات والخِداع، في إبعاد بيرم خان بِحُجَّة تشيُّعه؛ والثالثة التي انفرد فيها أكبر بِشُؤون الحُكم، وتُعدُّ الأطول بِوصفها امتدَّت بين سنتيّ 969 و1013هـ المُوافقة لِما بين سنتيّ 1562 و1605م، والأزهى في تاريخ المُسلمين في الهند. ويُمكن تقسيم مُدَّة حُكم أكبر التوسُّعيَّة إلى ثلاث مراحل زمنيَّة أيضًا: الأولى التي بسط خلالها سُلطانهُ على الهند كُلِّها، وتُغطِّي المُدَّة الزمنيَّة بين سنتيّ 965 و983هـ المُوافقة لِما بين سنتيّ 1558 و1576م؛ والثانية التي أتمَّ خلالها تأمين الحُدُود الشماليَّة الغربيَّة ومناطقها، التي تُعد أخطر أبواب الهند، وتُغطِّي المُدَّة الزمنيَّة بين سنتيّ 988 و1004هـ المُوافقة لِما بين سنتيّ 1580 و1596م؛ والثالثة التي بدأ فيها يتوغَّل في بلاد الدكن حتَّى تمَّ لهُ إخضاع مُعظمها، وتُغطِّي المُدَّة الزمنيَّة بين سنتيّ 1006 و1009هـ المُوافقة لِما بين سنتيّ 1598 و1601م.

## سلطنته في ظل بيرم خان

### الأوضاع السياسيَّة في الهند عشيَّة اعتلاء أكبر العرش

خريطة تُظهر تطوُّر حُدُود دولة مغول الهند في ظل سلطنة أكبر.

لم يعش نصير الدين همايون طويلًا بعد أن استعاد الحكم، فورث أكبر عن والده حكم بلاد تسودها الاضطرابات، كما انتشرت المجاعات والأمراض في أنحائها، فقد كانت الأجزاء الشمالية من الهند بما فيها دلهي وآغرة قد ضربها الطاعون الذي أودى بحياة الكثير من الناس. وكان عرش دلهي كان قد أصبح كالكرة تتداولها أيدي الأفغان والمغول، ولم تعد السلطنة إلا تعبيرًا جغرافيًا أو مجموعة من الولايات.
كما غدت السيادة على الإقليم الشمالي الغربي من الهند موضع نزاع بين أمراء أسرة سور الأفغانية «إسكندر شاه السوري» و«محمد عادل شاه السوري»، فقد جمع إسكندر شاه جيشًا كبيرًا في الپنجاب وبدأ يتحفز للانقضاض على دلهي وآغرة واسترداد الأراضي التي أخرجه نصير الدين همايون منها، وأما مُحمَّد عادل شاه فقد تراجع إلى الأقاليم الشرقية واستقر في چنار وأخذ يعمل على توسيع نفوذه هناك، وفي نفس الوقت بعث قائده الهندوسي «هيمو البقال» على رأس قوات كثيفة فأحرز لنفسه بطولة فائقة بانتصاره في أكثر من اثنتين وعشرين معركة، ثم توقف بقواته بالقرب من آغرة بعد ذلك في مرتقبًا الفرصة المواتية لاستردادها من جديد.
لم تكن أسرة سوري وحدها من تهدد سلطان أكبر بالهند، حيث تعرض كذلك لتهديد أخيه «محمد حكيم ميرزا» الذي أعلن استقلاله بكابُل، ثم أخذ بعد ذلك يتطلع ببصره إلى أرض الأرض نفسها والجلوس على عرشها. وقد كانت كابُل طريق تعد أرض الرجعة للسلاطين المسلمين بالهند، وطريق الإمدادات التي كانت تمدهم بمحاربي بلاد ما وراء النهر.
وكانت ولايات السند والمُلتان وكشمير قد انفصلت عن سلطان دلهي بدورها لسنين خلت، في حين راح الأمراء الراجپوتيون يغتنمون ما أتاحه لهم اضطراب الأحوال من فرص لاستعادة الكثير من سلطانهم القديم ونفوذهم الذي فقدوه أثناء حكم ظهير الدين بابر واستعادوا سيطرتهم على قلاعهم «ميوار» و«جيسلمير» و«بوندي» و«جُدهفور». واستردت «مالوة» و«سلطنة الگُجرات» استقلالهما بعد أن نقضتا الحلف الذي كان بينهما وبين الحكومة المركزية أثناء حكم محمد تغلق. وكانت «أُريسَّة» و«خوندنة» مستقلتين. وثبت أمراء الدكن المسلمون أقدامهم في بلادهم من جديد، في «خاندش» و«برار» و«بيدر» و«أحمد نگر» و«بيجافور» و«گُلكُندة». وكان الأمراء الهنادكة أصحاب «إمارة ڤيايانگر» في الجنوب يجهدون في المحافظة على استقلالهم من اعتداءات جيرانهم المسلمين أمراء الدكن. وكان الپُرتغاليون بدورهم يقيمون في حصونهم القوية في «گووه» و«ديوا» على شاطئ الهند الغربي بعد أن خاضوا معارك عنيفة ضد سلاطين الگجرات المسلمين وأعوانهم من سلاطين المماليك والعثمانيين.

### الصراع مع هيمو البقَّال ومعركة پاني پت الثانية

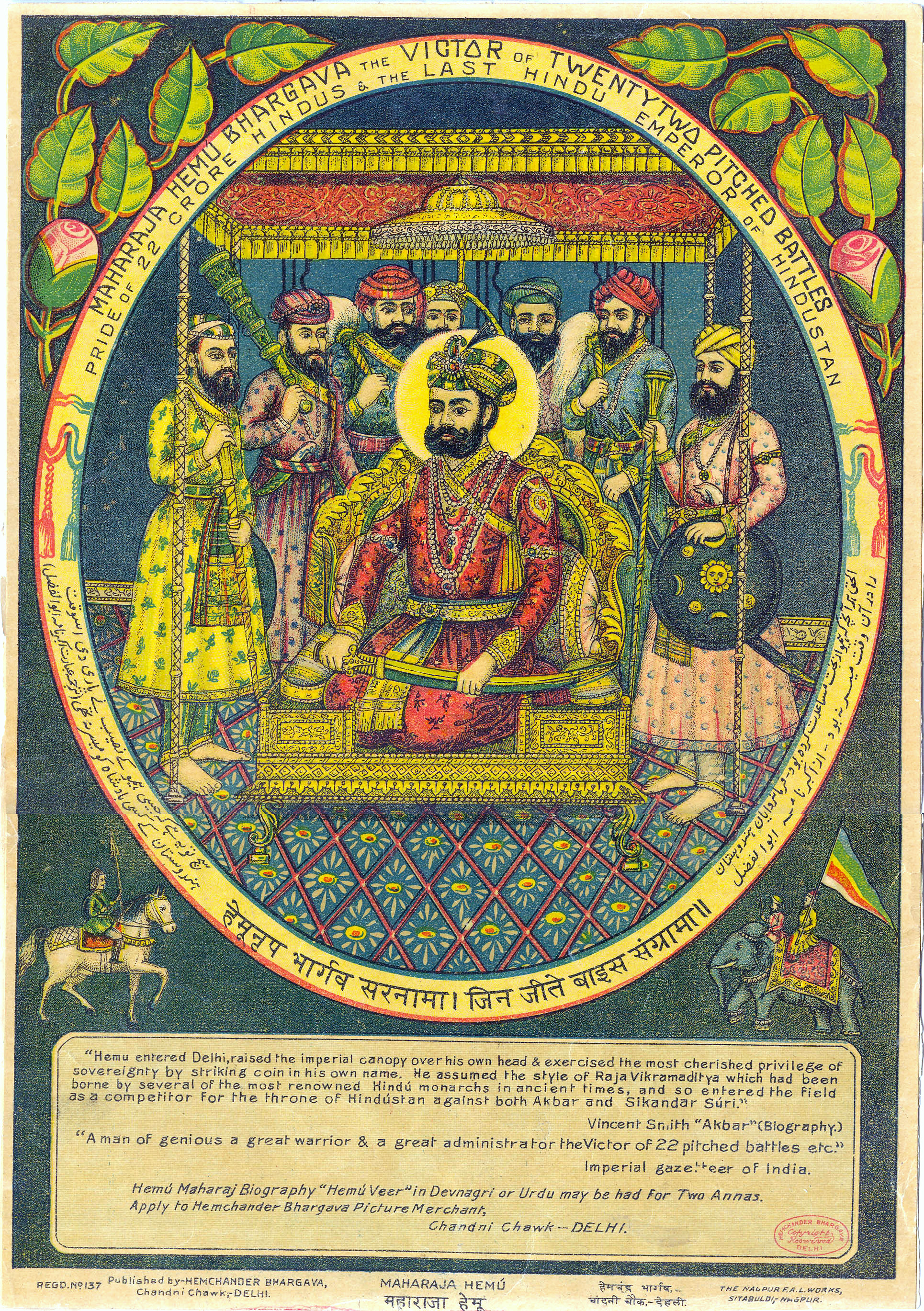
رسم تخيلي للقائد الهندوسي هيمو البقَّال. كان في أول أمره بقالًا بمدينة رواري بإقليم موات ثم عهد إليه بمراقبة الأسواق، حتى صار مديرًا لإمدادات الجيش، وما زال يرتقي حتى بلغ مرتبة القيادة وصار وزيرًا للسلطان محمد عادل شاه السوري.

يذكر المؤرخون أنه كان من حسن حظ أكبر عندما اعتلى عرش آبائه في هذه السن الحرجة وفي هذا الوضع المضطرب أن وجد إلى جانبه الوزير بيرم خان، الذي بذل جهده لمساعدة سيده وتدعيم ملكه إلى أن بلغ رشده واكتملت رجولته. وجد بيرم خان أن الخطر الأكبر يتمثل في آل سور، فقرر التخلص منهم أولًا، وكان هؤلاء يجهدون لاسترداد ملكهم المفقود. وفي الوقت الذي كان فيه بيرم خان يجد في مطاردة إسكندر شاه السوري في الپُنجاب اقتحم «هيمو (هيمون)» قائد محمد عادل شاه السوري مدينة آغرة على رأس خمسين ألف فارس وخمسمائة من الفيلة، وأرغم واليها إسكندر أوزبك على التقهقر إلى دلهي.
أدرك أكبر فورًا على أثر هذه الضربة أن دلهي هي الهدف التالي لهيمو، فبادر إلى تسيير تعزيزات عسكرية بقيادة علي قُلي حاكم سمبهال، ويبدو أن هيمو علم بذلك، فأسرع إلى المدينة وسبق التعزيزات المغولية، فاصطدم بحاكمها «تردي بيگخان» وانتصر عليه. وقد لاذ تردي بيگخان بالفرار بعد هزيمته ناجيًا بنفسه دون أن يفطن أن عدوه عدل عن مطاردته، وقد كان السبب في كسر قوته تأخر وصول الإمدادت إليه من جهة، وقوة عدوه من جهة أخرى، وذهب إلى «سرهند» مع إسكندر أوزبك، ولحق بهما علي قُلي عندما علم بسقوط دلهي. دخل هيمو مدينة دلهي في جو من الانتصار، واتخذ لنفسه على أثر هذا النصر لقب «بكرماديت» الهندوسي القديم، وأبدى رغبة قوية في إحياء أمجاد أمته القديمة، ومناهضته للإسلام والمسلمين. وبدأت تداعبه الآمال بعد هذه الانتصارات أن يستأثر بالعرش المغولي لنفسه مهملًا شأن سيده عادل شاه، فضرب السكة باسمه، ورفع المظلة السلطانية فوق رأسه، وولى خاصته ورجاله في مناصب الدولة وشؤون الولايات، وسيطر على المنطقة الواقعة بين غواليور ونهر ستلج.

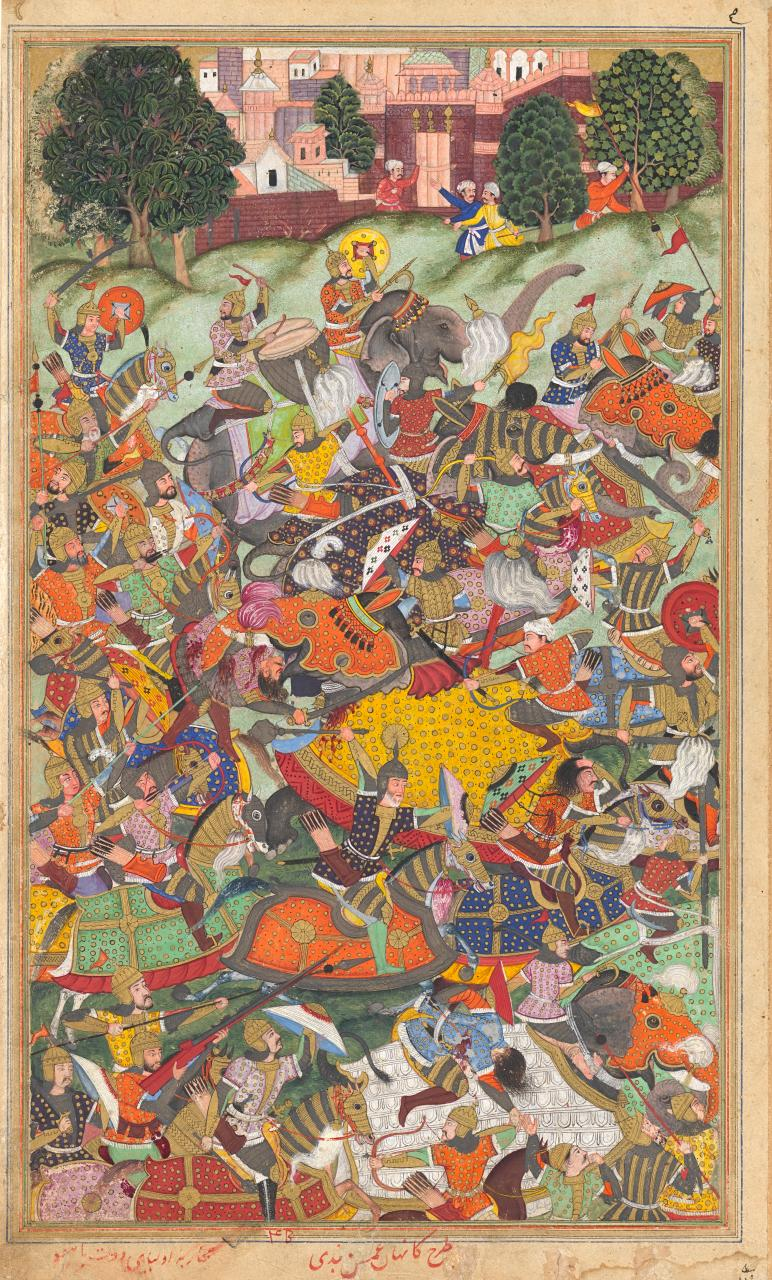
هزيمة هيمو في معركة پاني پت الثانية.

كان أكبر في غضون ذلك في غولندار، وعندما علم بسقوط آغرة ودلهي تلقى نصيحة من معظم قادة جيشه بالتراجع نحو كابل، لكن أكبر ووزيره بيرم خان قاوموا هذه التوجه وأصروا على القتال لأن في تنفيذه قضاء على آمال الأسرة المغولية، وتشير المصادر أن هؤلاء القادة الذين أشاروا بالتراجع قد هالتهم كثرة قوات هيمو، التي كانت تبلغ مائة ألف من الجند وخمسمائة من الفيلة، بالمقارنة مع ضآلة قواتهم التي لم تكن تعدو عشرين ألفًا بين فرسان ومشاة. أمر بيرم خان بالقبض على تردي بيگخان وقتله لأنه لم يحسن التصرف أثناء مواجهته للعدو، وليكون عبرة لغيره من القادة. عهد أكبر إلى صهره خضر خان بمواصلة قتال إسكندر شاه السوري، ثم خرج هو على رأس قواته للقاء القائد الهندوسي هيمو وعصبته.
التقى الطرفان في سهل پاني پت في يوم 2 محرم 964هـ الموافق فيه 5 تشرين الثاني (نوڤمبر) 1556م. واستطاعت فرقة من طلائع الجيش المغولي أن تعرقل هيمو بالاستيلاء على مدفعيته، ومع ذلك استطاع هيمو أن يكتسح جناحي جيش أكبر، فأصاب ذلك الجيش المغولي بالذعر، إلا أن تغييرًا وجه المعركة فجأة، وذلك بعد أن أصيب هيمو بسهم في عينه أفقده وعيه، ثم وقع على الأرض، وحين طلب من فَيَّاله أن يسير به وبدابته إلى خارج ميدان المعركة توهم أفراد جيشه وقوع الهزيمة بهم، فانفرط عقدهم لساعتهم وتفرق شملهم، ووقع هيمو نفسه في الأسر، وجيء بالأسير إلى أكبر فأشار عليه وزيره بيرم خان بأن يقلته، إلا أن أكبر رفض أن يحقق هذه الرغبة معتبرًا أنه ليس من الشهامة ولا من الفروسية التنكيل بأعزل جريح، وعدو منهزم، وعند ذلك استل بيرم خان سيفه وتولى هو قتل هيمو، ثم بعث برأسه إلى كابل وبجثته إلى دلهي ليرى الثائرون مصير صاحبهم عبرة لهم وعظة. كان من نتائج هذه النصر أنه تمت إزالة أقوى معارض لأكبر، وتشتيت شمل جيشه، وغنم الجيش المنتصر غنائم كثير، تشمل مبالغ طائلة من المال، و1500 من الفيلة، وتقدم أكبر واستعاد دلهي وآغرة والمناطق المجاورة، وضاعت آمال الهندوس لتكوين مُلك خاص بهم في الهند، وشكل خطوة تمهيدية للقضاء نهائيًا على حكم الأفغان في الهند، وارتفعت مكانة الجيش المغولي منذ ذلك الحين.

### القضاء على آل سور الأفغان
بعد القضاء على هيمو واسترجاع دلهي وآغرة التفت أكبر ووزيره بيرم خان إلى أسرة آل سور الأفغانية الذين ما زالوا يطالبون بالعرش ليقضي عليهم، وقد كانت هزيمة القائد الهندوسي الكبير هيمو قد حطمت آمالهم ونال اليأس من نفوسهم منالًا شديدًا، وقد كان أكبر قبل معركة پاني پت الثانية قد أرسل جيشًا لقتال إسكندر شاه السوري، خرج أكبر إلى لاهور فبلغ جالندهر وبعد أن علم إسكندر شاه بذلك ارتدَّ من تلال «سيوالِك» إلى حصن «مانكُت» فاعتصم فيه. حتى إذا ما قدم أكبر ومدفعيته إلى هذا الحصن شدّد الحصار عليه، فاضطر إسكندر إلى طلب الصلح، وتعهد بالولاء التام للسلطان أكبر مقابل السماح له بالمسير إلى البنغال بأمان، وحفظ أكبر على هذا الأمير كرامته فولاه «بهار» و«خريد» في الشرق؛ فلبث بها حتى وافته منيته بعد عامين في سنة 977هـ المُوافقة لِسنة 1569م. وأما محمد عادل شاه السوري فقد اقتحم عليه خضر خان وإخوته مقره في «چنار» فدحروا قواته وقتلوه في رجب 966هـ المُوافق فيه نيسان (أبريل) 1559م انتقامًا لمقتل أبيهم «محمد خان البنغالي». وحاول «شير شاه الثاني بن عادل شاه السوري» أن يسيطر على جونفور بعد مقتل والده، فتصدى له القائد المغولي خانزمان وهزمه، وضم أملاكه إلى الدولة المغولية. أما إبراهيم شاه السوري فقد زينت له بعض القبائل الأفغانية الاستيلاء على ولاية مالوه، حتى إذا فشل في اقتحامها تحول إلى ولاية «أُريسَّة» في إقليم البنغال فبقي فيها حتى سنة 975هـ المُوافقة لِسنة 1568م حيث لقي مصرعه على يد القائد المغولي «سليمان كِراني».

### ثورة علي قُلي
كان علي قُلي أحد القادة الأوزبكيين الكبار، رُقِّي إلى رُتبة «خانزمان» (خان زمان) بعد معركة پاني پت سنة 963هـ المُوافقة لِسنة 1556م تقديرًا لِجُهُوده وشجاعته، والتفَّ حوله كثيرٌ من الجُند والقادة والأُمراء. وفي سنة 967هـ المُوافقة لِسنة 1560م، حاول الأفغان، بِقيادة شير شاه بن عادل شاه السوري، الاستيلاء على جونفور، انطلاقًا من حصن چنار، فتصدَّى لهم علي قُلي وهزمهم بِجيشٍ جرَّار، ويبدو أنَّهُ اغترَّ بِقُوَّته فرفض بعد انتصاره أن يرُد الفيلة التي غنمها إلى السُلطان، فخرج أكبر بِنفسه من مدينة کالپي لِقتاله وزحف نحو جونفور، وعندما سمع علي قُلي بِخُرُوجه أسرع بِتقديم الولاء والطَّاعة له، واصطحب معهُ الفيلة وغنائم الحرب وبعض الهدايا ووضعها بين يدي السُلطان، فعفا عنهُ وتغاضى عن عصيانه وثبَّتهُ في حُكم جونفور.

### سُقُوط بيرم خان

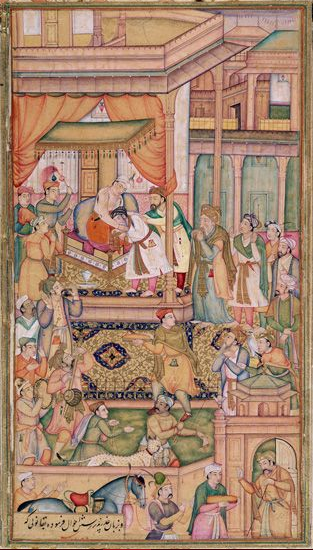
إحضار بيرم خان أمام السُلطان أكبر بعد وُقُوعه في الأسر.

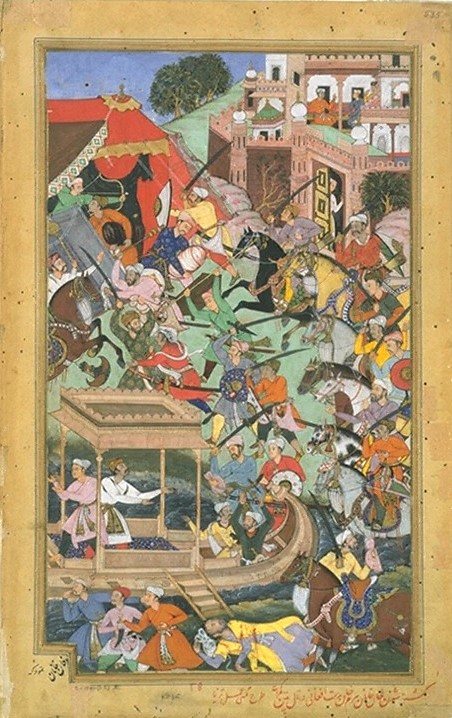
اغتيال بيرم خان في طريقه إلى مكة المكرمة على يد مبارك خان اللوحاني ثأرًا لمقتل والده على يديه في إحدى المعارك.

يشير المؤرخون إلى أن بيرم خان تركماني المولد، شيعي المذهب، وكان من أخلص أتباع نصير الدين همايون والد أكبر، فقد تحمل معه كل متاعب الحياة في منفاه، ووقف إلى جانبه في أشد الأوقات، وكان ناصحًا وفيًا له حتى استعاد ملكه في الهند. ولم يكن أقل إخلاصًا لأكبر الذي تولى الوصاية على عرشه، فقد كان سياسيًا محنكًا وإداريًا حازمًا، يبذل قصارى جهده في تصريف شؤون الدولة على أحسن وجه، وتم له القضاء على أسرة سور الأفغانية، وخاض معه غمار معركة پاني پت الثانية وتم لهم الانتصار بتوجيهاته، وفي عهد وصايته على العرش اُستُعيدتْ «دلهي» و«آغرة» والمناطق المحيطة بهم، وضم «آچمير» و«گواليار»، واقتحمت «جونفور»، وأمنت الحدود الشمالية الغربية، فأمكن بذلك للسلطنة أن تستعيد أغلب الأراضي التي كانت لها أيام ظهير الدين بابر. وعمل كذلك على تثقيف السلطان الشاب وحضه دومًا على طلب العلم والتزود بالمعرفة.
وبعد أن تم له هذا كله، بدأ بيرم خان يوجه جهوده نحو الحالة الداخلية، لكن هذا الوزير لم يلبث أن اصطدم بأطماعه الشخصية وبالسلطان الذي يتولى الوصاية عليه. ولقد عرف أكبر فضل هذا الرجل عليه وهمته وحزمه تثبيت ملكه، وأنه المسؤول عن نجاحه في الأعوام الأولى من حكمه، فخلع عليه لقب «خان خانان» أي أمير الأمراء، وجعله وكيلًا للسلطنة. إلا أن هذا الوزير ارتكب عدة هفوات أدت إلى تكتل أعدائه ضده، ومن ثم إسقاطه، منها أنه كان يغار من حاشية السلطان، ولا يسمح أن يحصل أحد منهم من رعاية أو فضل إلا بإذنه وبعد استشارته، وأنه كان يتصف بالكبر والتعالي على الحاشية، وأنه رفع من شأن أبناء مذهبه الشيعي وخصهم بالمناصب الرفيعة في الدولة، وأمعن في اضطهاد أهل السنة والجماعة وهم أصحاب الغالبية العظمى في الهند، مستغلًا في ذلك حادثة اندحار القائد السني تردي بيگخان أمام القائد الهندوسي هيمو في معركة دلهي، حتى فاضت نفوس أهل السنة بالسخط الشديد عليه، وأنه مال سرًا إلى «أبي القاسم بن كمران»، ابن عم أكبر، الذي كان يطمع في اعتلاء عرش الهند، وأنه عزل صدر الصدور «بير محمد» المقرب للسلطان من منصبه، وعيّن مكانه «الشيخ كاداي» الشيعي المذهب.

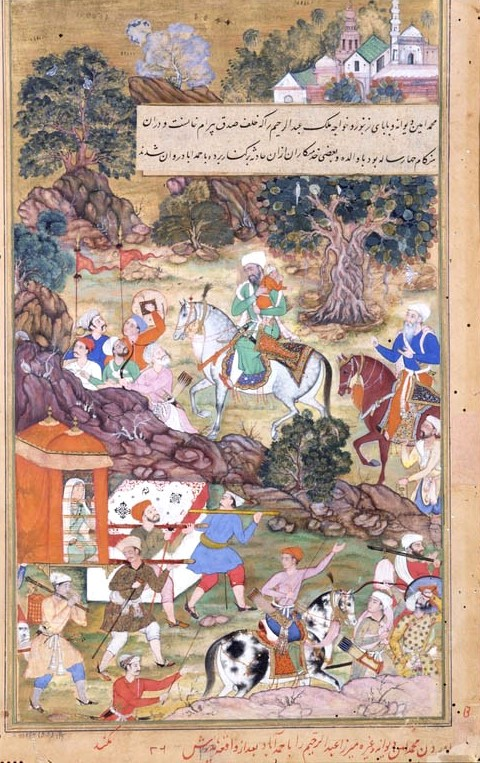
مُنمنمة مغوليَّة من كتاب «أكبرنامه» تُصوِّر اصطحاب أرملة بيرم خان (الظاهرة في الهودج) وابنه عبد الرحيم (محمولًا على الأكتُف) إلى مدينة أحمد آباد، بعد اغتيال بيرم المذكور.

كانت نتيجة سلوكه هذا أن عاداه رجال البلاء ونساء القصر، وكان في مقدمة الناقمين عليه «حميدة بانو بيگم» أم السلطان، ومرضعة أكبر «مهيم أنقاه»، وأخوه من الرضاع «أدهم خان»، وحاكم دلهي «شهاب الدين أحمد»، و«شرف الدين حسين ميرزا»، و«بير محمد»، وقد كانوا جميعًا يكرهون بيرم خان لأسباب مختلفة، ولهذا فقد كانوا يبذلون كل جهودهم لتسوء العلاقة بينه وبين السلطان، ونجحوا في ذلك. فقد حدث أن أكبر يشاهد صراع بين الفيلة، وهي رياضة كانت منتشرة في الهند، فاشتدت ثورة الفيلين المتصارعين وخرجا عن طورهما، وتخطيا الأسوار، وهاجما معسكر بيرم خان -وكان قريبًا من المكان- وهددا حياته بالخطر. وعلى الرغم من أن الحادث قد وقع بطريق الصدفة، فقد اعتذر السلطان لوزيره، لكن الأخير انتابه الغضب، وأمر فورًا بقتل رجل بريء من خدم السلطان الخاصين، عند ذلك ثار أكبر لكرامته. وفي الواقع كانت العلاقة بين السلطان الذي بلغ سن الرشد في عام 967هـ الموافق فيه 1560م قد سادها الفتور على الرغم مما بذله أكبر من جهود لإرضاء وزيره وتهدئته، فزوجه ابنة عمته «السلطانة سليمة»، ومع هذا تمادى بيرم خان حين أمر بقتل رجل من حاشية السلطان لجرم قد اقترفه من دون العودة إلى السلطان.
وبدأت المؤامرات لإبعاده عن السلطة. وحدث أن سافر أكبر إلى دلهي لزيارة والدته، فاستغلت مرضعته «مهيم أنقاه» وجوده هناك وأفرغت كل ما كانت تختزنه من أحقاد ضد بيرم خان. وكان أكبر على استعداد لتقبل كل ما يقال له، ولهذا لم يكد أن يعود من دلهي حتى أصدر أمرًا جاء فيه، أنه يريد أن يتولى الحكم بنفسه بدون وصاية لبلوغه سن الرشد، وأنه ينحيه عن وظائفه التي يتولاها، وأمره بأن يرحل إلى مكَّة المُكرَّمة ليقضي بقية حياته في العبادة بعيدًا عن متاعب الحياة العامة. عند ذلك أدرك بيرم خان ما كان يُدبر له في الخفاء، وشعر بخطورة الموقف، وأنه في الواقع قد تجاوز حده معترفًا بأنه أخطأ في تصرفاته، فحاول أن يصلح موقفه بأن أرسل اثنين من قادته الذين يثق بهم إلى السلطان يرفعان ولاءه ويؤكدان خضوعه وإخلاصه للعرش، فقبض أكبر على الرسولين وسجنهما، وأرسل رسولًا من قِبله إلى بيرم خان يؤكد قراره السابق، وضرورة الإسراع بالرحيل إلى مكة. أحس بيرم خان بنفور السلطان عنه فعقد النية على الابتعاد عن البلاط والمسير نحو مكة، حتى إذا ما بلغه تسيير السلطان الجند في أثره، مخافة أن يستحوذ على الپُنجاب، فغضب لذلك غضبًا شديدًا فأعلن عزمه على مناهضة قوات الدولة، غير أنه وقع في الأسر، وحمل إلى السلطان في لاهور، ولما مثل بين يديه طلب الصفح منه، فعفا عنه، وخيره بين ثلاث: إما أن يبقى في القصر فيعامل باحترام وإعزاز بوصفه صاحب فضل على الأسرة الحاكمة، أو يظل في الخدمة فيعينه واليًا على أحد الأقاليم، أو يذهب إلى الحجاز ويتفرغ للعبادة في مكَّة المُكرَّمة، فيقدم له المنح والمساعدات التي تعينه على ذلك. اختار بيرم خان الحل الثالث، وسمح له أكبر بذلك وأمده بقوة حراسة ترافقه ووهبه معاشًا كافيًا، ولكن الوزير لم يتمكن من إتمام رحلته، فحينما كان يجتاز الگُجرات في طريقه إلى مكة اغتيل على يد أفغاني يدعى مبارك خان اللوحاني، ثأرًا لمقتل والده على يديه في معركة ماشبوارة، وكان ذلك في شهر جمادى الأولى 968هـ الموافق فيه شهر كانون الثاني (يناير) 1561م. وعلى أثر مقتله، تزوج أكبر أرملته، واحتضن أكبر ابنه «عبد الرحيم بن بيرم خان» ببلاطه وكان إذ ذاك في الرابعة من عمره، فما زال يرعاه حتى بلغ أكبر مناصب الدولة.

## سلطنته في ظل نساء القصر
مهَّد زوال بيرم خان الطريق، لِلحاشية ورجال القصر ونسائه، لِلهيمنة على مُقدرات الدولة، فيما يُعرف بِسلطنة الخواتين (جمع خاتون) أو مرحلة حُكم النساء (967 - 971هـ \ 1560 - 1564م)، وكان أبرز هؤلاء وأشدُّهم نُفوذًا مُرضعة أكبر الداهية «مهيم أنقاه»، وكانت موضع ثقة السُلطان، يستشيرُها في كُل شُؤون الدولة وكان يحكم من خِلالها إلى حدٍّ كبير. وأخذت هذه السيِّدة تُنصِّب أتباعها في مرافق الدولة وفق هواها، ورفعت من مقام ابنها أدهم خان. وسُرعان ما تكشَّفت خُطُورتها، فراح أكبر يُراقب سُلُوكها وتصرُّفات أتباعها بِيقظةٍ وحذر. ويرى بعض المُؤرِّخين، كالدكتور جمالُ الدين الشيَّال، أنَّ الحقائق التاريخيَّة تدحض الدعوى القائلة بِحُكم أكبر تحت تأثير نساء القصر، وتُثبت أنَّ أكبر كان الحاكم بِأمره، بِدليل عفوه عن بيرم خان وإكرامه له رُغم مُعارضة «مهيم أنقاه» وإصرارها على ضرورة عقابه، وبِدليل ما فعلهُ أكبر لاحقًا بِأدهم خان أخيه في الرِّضاع وابن مهيم أنقاه لمَّا تجاوز حُدوده مع السُلطان.

### ثورة أدهم خان

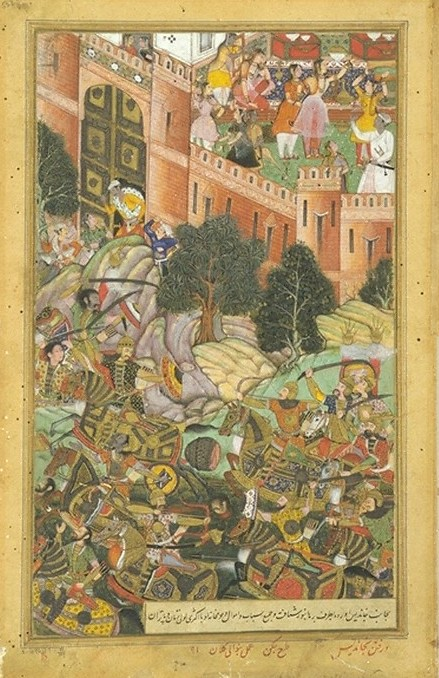
أدهم خان يفتتحُ مالوة ويهزمُ باز بهادُر.

كان أكبر قد أرسل أخاه بِالرضاعة أدهم خان، ومعهُ مير مُحمَّد خان، على رأس جيشِ لِإخضاع بايزيد باز بهادُر بن شُجاع خان، آخر سلاطين مالوة، بعدما وصلت مسامع السُلطان أنَّ نظيره المالوي ليس لهُ دراية بِالحُكم وأنَّهُ يُفضِّل مُرافقة الفُقهاء والمُطربين والمُوسيقيين، مما سمح لِلفاسدين والظالمين في دولته أن يعتدوا على الفُقراء والضُعفاء مُستغلِّين قلَّة اكتراث سُلطانهم بِالشأن العام، فأزهقوا الكثير من الأرواح في سبيل تحقيق مصالحهم الشخصيَّة، الأمر الذي دفع أكبر إلى استغلال الفُرصة لِضم تلك البلاد إلى دولته لِتكون دارًا لِلأمن والأمان، فأرسل المذكورين لِتسخيرها والسيطرة عليها بِالقُوَّة. ولمَّا وصل الجيش المغولي على مقرُبةٍ من مدينة سارنكفور تنبَّه باز بهادُر لِلخطر المُحدق به، فسار إلى المدينة المذكورة على رأس جيشٍ وتحصَّن بها، ولمَّا وصل المغول وجدوه قد أعدَّ العدَّة لِلقتال، فنصبوا المدافع على المدينة وقصفوها، ففرَّ الأُمراء الأفغان الذين كانوا يكتمون الضغينة في نُفُوسهم، وتبعهم باز بهادُر نفسه، فسقطت المدينة بِيد المغول ومعها غنائم لا تُحصى.

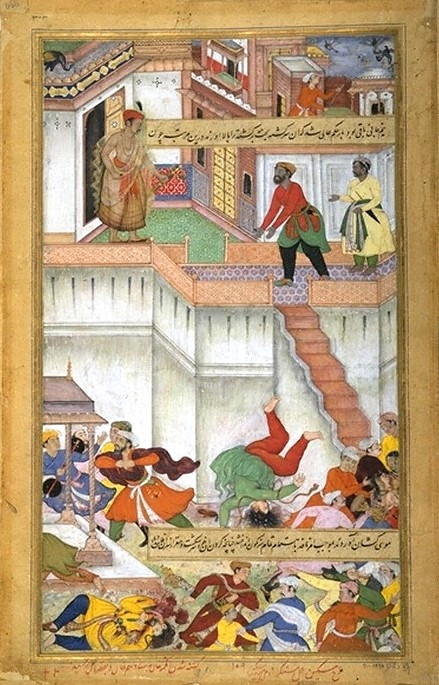
أكبر (الواقف في أعلى اليسار) يشهد إلقاء أدهم خان من على الشُرفة إلى أسفل، مرَّتين، حتَّى مات.

كتب أدهم خان عن أمر هذا الفتح وأرسلهُ إلى البلاط السُلطاني مع جُزءٍ من الأفيال والغنائم، واستحوذ على مُعظمها الآخر ووزَّع بعضُها على أتباعه لاستقطابهم، كما احتفظ بِالرَّايات السُلطانيَّة وشعار المُلك، فارتاب السُلطان في نواياه وقرَّر تأديبه، فخرج على رأس جيشه يوم 21 شعبان 968هـ المُوافق فيه 6 أيَّار (مايو) 1561م من دار السلطنة إلى مالوة، وفتح أثناء سيره قلعة كاكرون الحصينة، وبعد ستَّة عشر يومًا وصل سارنكفور وفاجأ أدهم خان لِيطَّلع بِنفسه على ما بِحُوزته من أسلابٍ ضخمة، ولم يملك أدهم خان عند ذاك إلَّا أن يدَّعي أنَّهُ كان بِصدد إرسالها إلى العاصمة آغرة، فاستولى أكبر على الغنائم وعزلهُ عن حُكم مالوة، واصطحبهُ إلى آغرة ولم يقتُله وأمرهُ بِمُلازمة القصر، وذلك بِتأثير مُرضعته مهيم أنقاه، والدة أدهم خان، وعيَّن مير مُحمَّد خان حاكمًا على مالوة.
وحدث في غُضُون ذلك أن رُقِّي أحد رجال السُلطان، ويُدعى شمسُ الدين مُحمَّد آتگه خان، إلى مرتبة وكيل السلطنة، وهي وظيفة تُشبه وظيفة الصدر الأعظم، فاشتعلت نيران الحقد في صدر أدهم خان، ودفعهُ الألم الذي كان يشعُر به، لِفُقدانه حُكم مالوة، إلى التسلّل في إحدى الليالي مع بعض رجاله إلى الديوان العام، وانقضَّ على شمس الدين وقتله، فحدثت ضجَّة على أثر ذلك أيقظت السُلطان، ولمَّا وقف على حقيقة الأمر استدعى أدهم من منزله، ولمَّا حضر إلى مجلسه لكمهُ بِقُوَّةٍ طُرح على أثرها أرضًا ثُمَّ أُمر به فأُلقي من شُرُفات القصر إلى داخل القلعة، فلم يمت أوَّل مرَّة، فأُلقي به مُجددًا فمات، ولعلَّ عدم موته مُباشرةً يعود إلى أنَّ الشُرفة التي أُلقي منها كانت ترتفعُ حوالي أربعة أمتارٍ فقط، وأُرِّخت هذه الحادثة بِيوم الإثنين 12 رمضان 970هـ المُوافق فيه 4 أيَّار (مايو) 1563م، وقيل أنها وقعت قبل سنة أي سنة 969هـ المُوافقة لِسنة 1562م. بُعيد قتله، ذهب أكبر بنفسه إلى مهيم أنقاه وأخبرها أنَّهُ قتل ابنها لِفعلته، فأسرَّت الحُزن في نفسها وأجابته بأنَّهُ فعل حسنًا بِأن قتل خائنًا ولو كان ابنها، لكنَّها لم تلبث طويلًا بعد هذه الحادثة، فماتت غمًّا وكمدًا وحُزنًا على ابنها بعد حوالي أربعين يومًا. وعاقب أكبر الجماعة التي كانت مع أدهم خان في هذه الفتنة، وأجبر كُل شخصٍ منهم على الانزواء، ثُمَّ أمر بِدفن أدهم خان (ووالدته مهيم أنقاه بعد وفاتها) بِكُلِّ مظاهر الاحترام في ضريحٍ أقامه في ناحية «مهرؤلي» من مدينة دلهي.

### مصاهرة الراجپوتيين وزوال سلطنة الخواتين

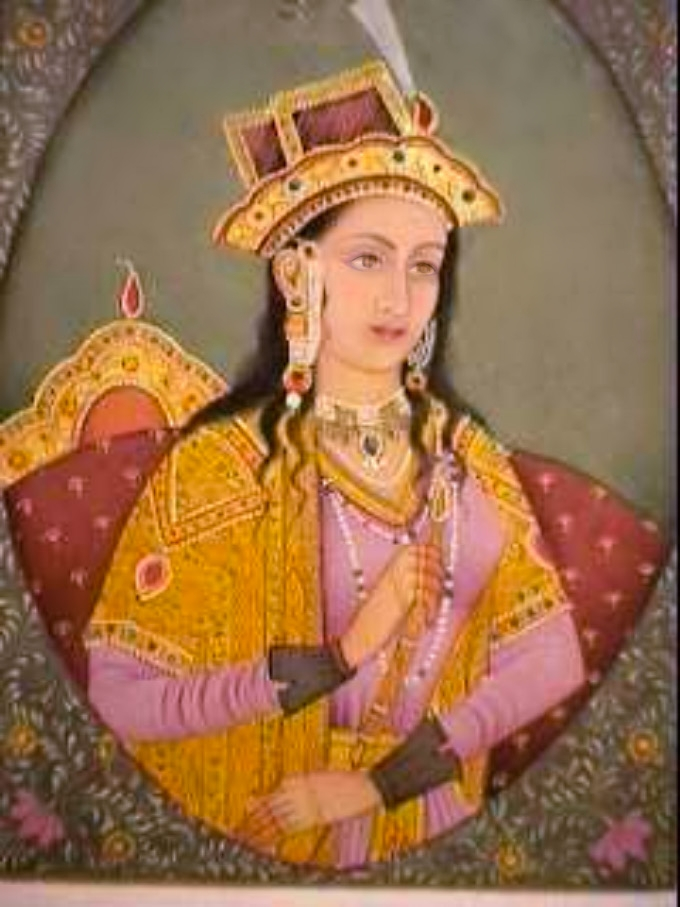
مريم الزمان، زوجة أكبر الهندوسيَّة.

عند وفاة مهيم أنقاه، تحرَّر أكبر نسبيًّا من تأثير أفراد الحاشية، وأدرك ضرورة التقرُّب من الهندوس لِنفخ روحٍ جديدةٍ في الدولة، فبعد أن قضى على دسائس نساء القصر والثورات التي قامت ضدَّ حُكمه، رأى أن يبدأ عهدًا جديدًا في حُكم الهند مُبرهنًا عن بُعد نظر في التفكير السياسي. وإذ أدرك مُنذُ اللحظة الأولى أنَّهُ من الحُمق اتباع سياسة أسلافه تجاه الهندوس، والتي كانت قائمة في أغلب الأوقات على العداء والحرب والقهر؛ رأى وُجُوب ارتكاز سياسته على أساسٍ متينٍ من حُب رعاياه ورضائهم، بِغض النظر عن أديانهم ومذاهبهم، والعمل على توحيد سُكَّان الهند جميعًا، مُسلمين وهندوس، ولِهذا ابتدأ بِاستقطاب الراجپوتيين الذين يُكوِّنون الطبقة العسكريَّة في المُجتمع الهندوسي، واتخذ لِتحقيق هذا الهدف وسائل كثيرة، كانت المُصاهرة أهمُّها، فقد شجَّع أكبر على قيام تقارُبٍ أُسريٍّ بين المُسلمين والهندوس قائم على الزواج، وكان راجا قصبة «أمير» المدعو «بيهار مال كاشهورها»، أوَّل راجا يُقدِّم ابنته زوجةً لِأكبر، وذلك في سنة 969هـ المُوافقة لِسنة 1562م، وقد ضمن هذا الزواج تأييد هذه الأُسرة الراجپوتيَّة القويَّة لِلسُلطان المُسلم، ومثَّل فجر عهدٍ جديدٍ في تاريخ السياسة الهنديَّة. وهكذا، اتخذ أكبر زوجةً هندوسيَّة هي جودا باي بنت بيهار مال الراجپوتيَّة، وقد تمَّ الزفاف يوم 2 جُمادى الآخرة 969هـ المُوافق فيه 6 شُباط (فبراير) 1562م، عند عودة أكبر من زيارة ضريح العالم الوليّ خواجة مُعين الدین الجشتي. تجلَّت ثمار هذا الزواج بِوليّ عهد أكبر نُور الدين سليم جهانكير، ويبدو أنَّ أكبر عشق زوجته هذه عشقًا كبيرًا، حتَّى سمَّاها «مريم الزمان». وفي سنة 971هـ المُوافقة لِسنة 1564م، تُوفي خواجة مُعظَّم، خالُ أكبر، وبِوفاته تحرَّر أكبر نهائيًّا من سيطرة ونُفُوذ حاشية القصر، وأصبح بِإمكانه إدارة دولته بِمُفرده. وقد استطاع أكبر، بِفضل سياسته المُنفتحة على الهندوس، أن يستقطب مُعظم الأُمراء الراجپوتيُّون ويكسب تأييدهم، فأدخلهم في خدمة الدولة، واستفاد من خبراتهم السياسيَّة والعسكريَّة، فزال خطر هذه الطائفة في عهده التي هدَّدت دولة المُسلمين في الهند على مراحل زمنيَّة مُنذُ الفُتُوح الإسلاميَّة الأولى.

## سلطنته المُنفردة
تعتبر سنة 971هـ المُوافقة لِسنة 1564م بداية عهد جديد في حكم أكبر للهند، ففي هذه السنة كان قد أمسك بيده مقاليد الحكم كلها، وقضى على كل منافسيه. وأدرك من خلال التجارب الماضية التي واجهته في مستهل حياته السياسية أنه لا يمكن أن يحكم بسلام لو ظلت الهند مجموعة من الإمارات الصغيرة المتفرقة والمتناحرة، وأن السبيل الوحيد لإقرار السلام هو إيجاد حكومة مركزية قوية تدير كافة أجزاء الهند، أي العمل على توحيد البلاد وإخضاعها لحكم المغول ويكون هو الحاكم المطلق في بلاد الهند كلها. ولذلك اندفع أكبر في حروب وغزوات متصلة الحلقات حتى سنة 1009هـ الموافقة لسنة 1601م انتهت بتدعيم ملكه وتوسيع رقعة دولته.

### تجدُّد ثورة علي قُلي واستعادة مالوة

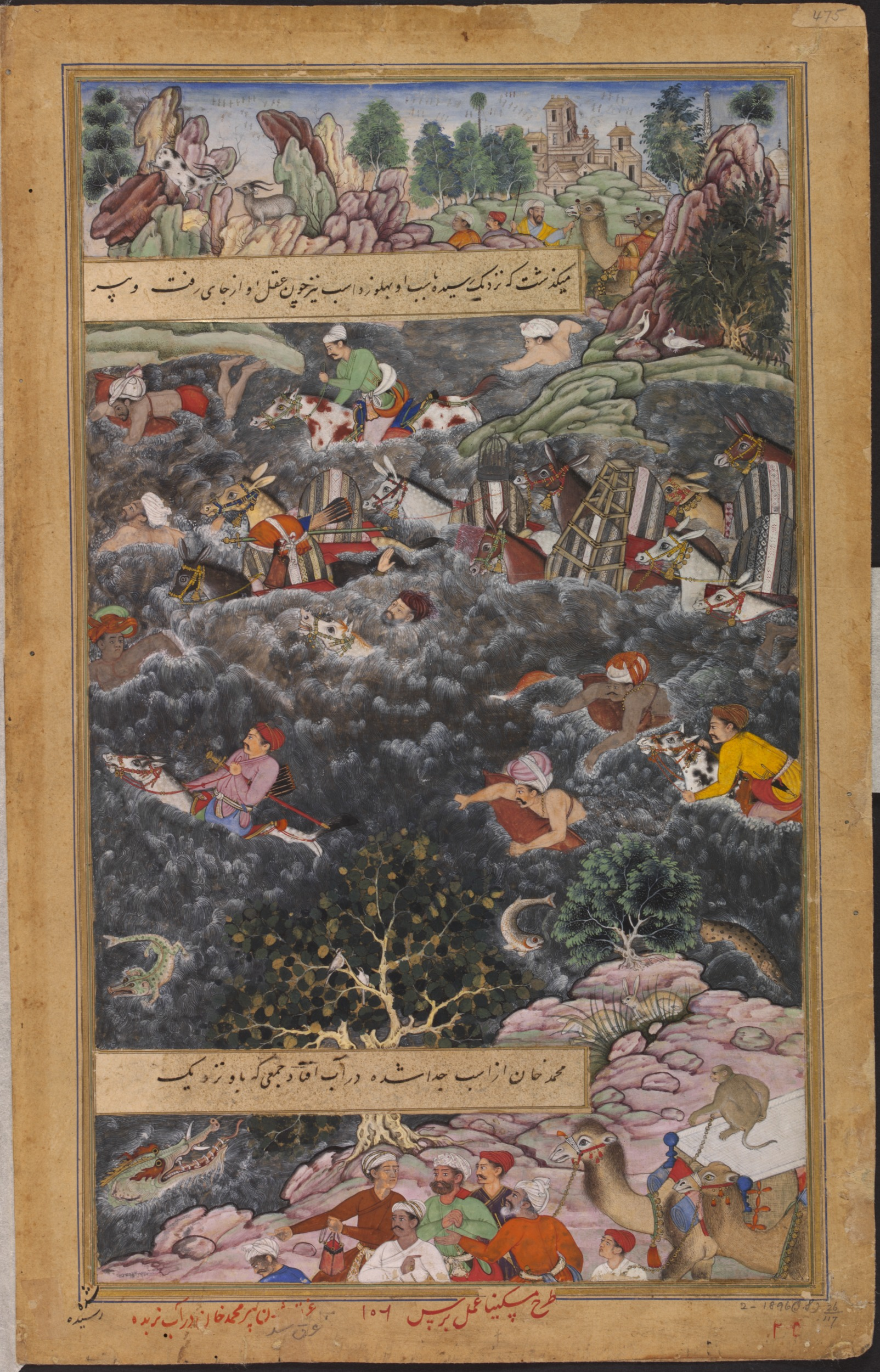
مير مُحمَّد خان يقضي نحبه غرقًا في نهر تربدة.

عيَّن أكبر مير مُحمَّد خان أميرًا على مالوة بعد أن عزل أدهم خان، ويبدو أنَّهُ نجح كقائدٍ عسكريٍّ، إذ أضاف أراضي جديدة إلى إمارته، فضمَّ ولايتيّ أسير - خاندش وبُرهانفور، إلَّا أنَّهُ ارتكب المجازر بِحقِّ سُكَّانها وجُنُودها، فلمَّا ضمَّ جميع قلاع ولاية أسير قتل جميع العساكر المُرابطة فيها، وأغار على أغلب قصبات وقُرى تلك الولاية ونهبها نهبًا ذريعًا، ولمَّا دخل بُرهانفور أمر بِالقتل العام، وأمر بِإحضار كثير من العُلماء والسادة الأشراف وأطاح بِرُؤوسهم. أثارت هذه الأعمال الوحشيَّة حاكم أسير وبُرهانفور، فتعاون مع باز بهادُر، آخر سلاطين مالوة سالِف الذِكر، الذي كان قد فرَّ إلى هذه النواحي بعد سُقُوط بلاده بِيد المغول، فهاجما مير مُحمَّد خان وأجبراه على الفرار. وقام أثناء فراره بِأعمال التعدِّي على المُمتلكات والأموال في كافَّة المناطق حتَّى شواطئ نهر تربدة الجنوبيَّة، فاجتمع الناس عليه، وما زالوا يُطاردونه حتَّى لقي حتفه غرقًا في النهر وهو في طريقه من مدينة مندو إلى مدينة تربدة، واستقلَّ باز بهادُر بِحُكم مالوة بعد أن طرد منها الأُمراء المغول.
لم يركن أكبر إلى الهُدُوء، وهو يرى انسلاخ مالوة عن أملاكه، فأرسل قُوَّةً عسكريَّةً لاستعادتها بِقيادة عبد الله خان أوزبك، وعندما وصل إليها فرَّ باز بهادُر منها إلى تلال كمبالمير مُفضلًا عدم مُواجهة الجيش المغولي في معركةٍ مكشوفةٍ، فلاحقه بعض الجُنُود المغول وقتلوا جماعةً كبيرة من رجاله، فهرب إلى مروار، والتمس المُساعدة من حاكمها المهرانا «أواديسنگة»، وهو من كبار راجوات ولاية ميوار، ويبدو أنَّهُ فشل في استقطابه، فغادرها إلى الگُجرات حيثُ قضى فترةً من الزمن، ولمَّا رأى نفسه وحيدًا، شريدًا وطريدًا، أرسل إلى أكبر يلتمس عفوه مُقابل الخُضُوع له، فوافق السُلطان على التماسه، وفي روايةٍ أُخرى أنَّهُ قبض عليه وسجنه ثُمَّ أطلق سراحه وتُوفي بعد قليلٍ من ذلك، واستعاد أكبر مالوة في سنة 971هـ المُوافقة لِسنة 1564م، وعيَّن عبد الله خان أميرًا عليها.

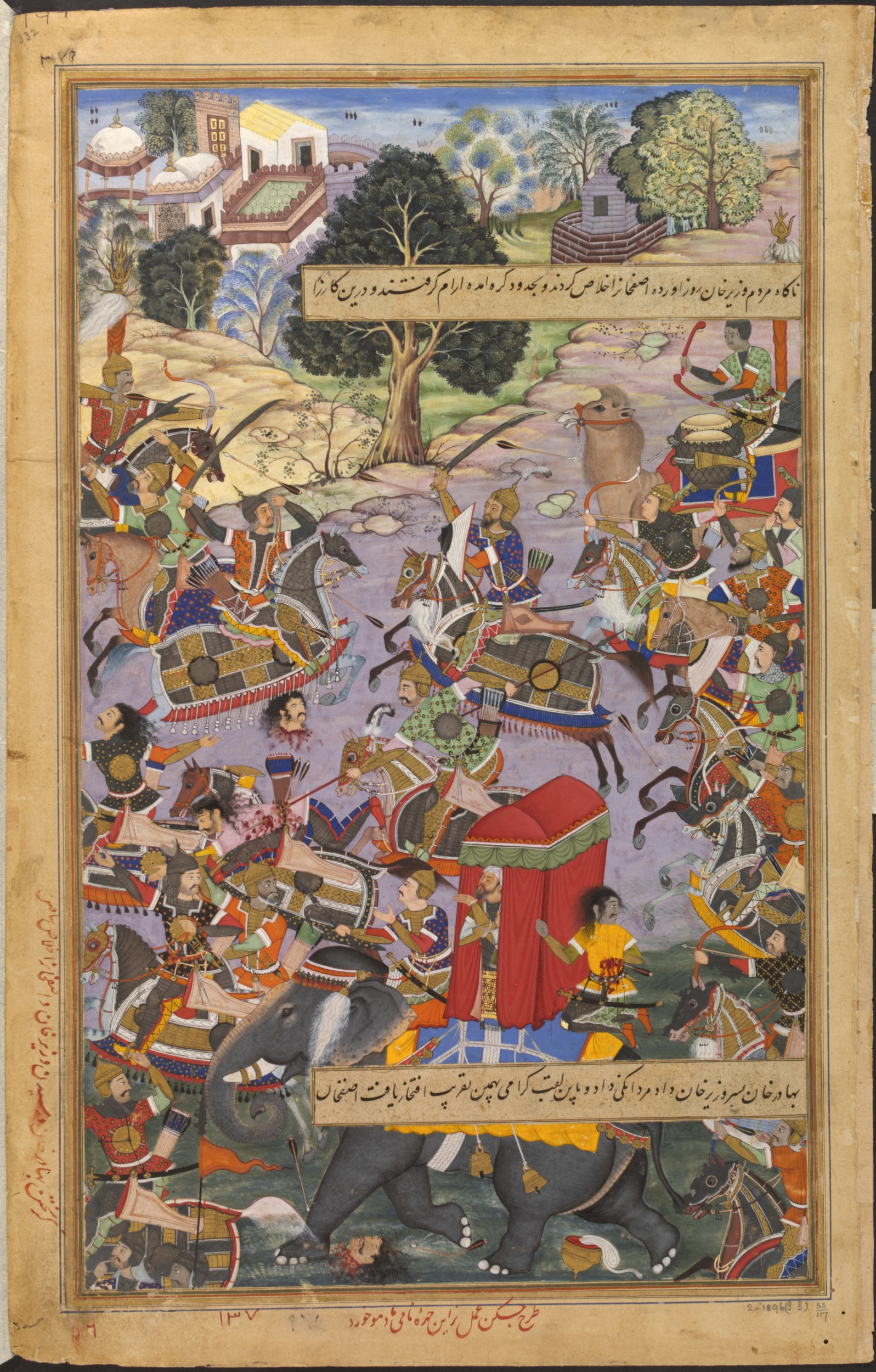
مُنمنمة مغوليَّة تُصوِّرُ اقتتال جيش أكبر مع جيش علي قُلي خان.

وحدث أن طمع عبد الله خان بِالمُلك، فأعلن الثورة على أكبر واستقلَّ بِحُكم مالوة، فخرج أكبر بِنفسه لِتأديبه، وعندما وصل قريبًا منها، فرَّ عبد الله إلى الگُجرات حيثُ حصل على دعمٍ من علي قُلي، الذي كان على خِلافٍ مع أكبر، وتعاون الرَّجُلان في الثورة على السُلطان وذلك في سنة 972هـ المُوافقة لِسنة 1565م، مُستغلين انهماك أكبر بِإخضاع ثورة الپُنجابيين وصد هُجُوم أخيه ميرزا عليها. واستولى علي قُلي على قنَّوج وأوده، فأرسل أكبر جيشًا مغوليًّا لِإخماد الثورة، إلَّا أنَّهُ هُزم أمام قوى التحالُف، فاضطرَّ أن يخرج بِنفسه لِإخماد الثورة، فعادة إلى آغرة، على وجه السُرعة، فجمع جيشًا وخرج على رأسه لِمُهاجمة علي قُلي على الرُغم من حُلُول الرياح الموسميَّة مع ما تأتي به في هذه الناحية من العالم من أمطارٍ وسُيُولٍ جارفةٍ وفيضان الأنهار، ووصل إلى شاطئ نهر الگنج، وكان علي قُلي على الشاطئ الآخر مُطمئنًّا إلى أنَّ أكبر لا يستطيع أن يصل إليه في مثل هذه الأيَّام.
وعبر أكبر نهر الگنج ليلًا على ظُهُور الفيلة لِعدم وُجُود السُفُن، في ظل مُعارضة أركان حربه لِما في ذلك من المُجازفة، وعبر معهُ عددٌ قليلٌ من الجُند تراوحوا بين عشرة وخمسة عشر رجُلًا، وفاجأ علي قُلي المُتحصِّن في صوبة «قره مانكفور»، الذي كان مُنغمسًا في اللهو والشُرب والطرب. وفي صباح اليوم التالي، أي 1 ذي الحجَّة 974هـ المُوافق فيه 8 حُزيران (يونيو) 1567م، كان بقيَّة الجيش المغولي قد عبر إلى الضفَّة المُقابلة، فطُوِّق علي قُلي على حين غفلة، وفُوجئ بِالمغول يُحاصرونه من كُلِّ جانب. أدرك علي قُلي أنَّهُ فقد السيطرة على الموقف، لكنَّهُ قرَّر القتال حتَّى الموت، فاشتبك مع جُنُوده في معركةٍ ضدَّ المُحاصرين، لكنَّ كفَّة المغول كانت هي الأعلى، فقُتل أغلب جُنُود الثائر، وأُصيب هو بِسهمٍ أسقطه عن صهوة جواده، ثُمَّ انقضَّ عليه فيَّالٌ وسوَّاه أرضًا تحت أقدام فيله. ووقع بهادُر خان شقيق علي قُلي في الأسر، فقُتل بِسعي الأُمراء.
ولمَّا انقشع غُبار المعركة وعلم أكبر بِالنصر، سجد سجدة شُكرٍ لله وأرسل البشائر إلى عاصمة مُلكه وسائر البلاد التابعة له، كما قبض على الأشخاص الذين كانوا قد فرُّوا من البلاط ولجأوا إلى علي قُلي.

### فتح خوندنة
ابتدأت سلسلة الفتوح بإخضاع الأمراء الراجپوتيين الذين رفضوا الدخول تحت حكمه، فغزا «إمارة خوندنة»، إحدى إمارات الراجپوت الصغيرة في الإقليم الأوسط من الهند، والممتدة من «رنثنبور» في الشرق إلى «رايسين» في الغرب و«روا» في الشمال حتى حدود «الدكن» في الجنوب. وكانت تحكم هذه الإمارة ملكة هندوسية تدعى «راني درگاڤاتي» نيابة عن ابنها الصغير «بير نرايان»، وقد اشتهر اسم هذه الملكة في التاريخ لاستماتتها في الدفاع عن بلادها. أرسل أكبر جيشًا في سنة 972هـ الموافقة لسنة 1564م لفتح خوندنة بقيادة «آصف خان»، فبذلت الملكة الحاكمة جهدًا كبيرًا في الدفاع عن إمارتها الصغيرة، وقاومت الجيش المغولي ببسالة، ولكن من دون جدوى. وعندما وجدت أخيرًا أن المقاومة غير مجدية طعنت نفسها وخرت قتيلة، مفضلة الموت على الاستسلام. وحين استبان لابنها الصغير كذلك استحالة الوقوف في وجه آصف خان قائد القوات المغولية آثر تناول السم على الاستسلام لأعدائه، فلحق بأمه. وبذلك تم إخضاع خوندنة وضمها إلى أملاك السلطنة.

### فتح ميوار

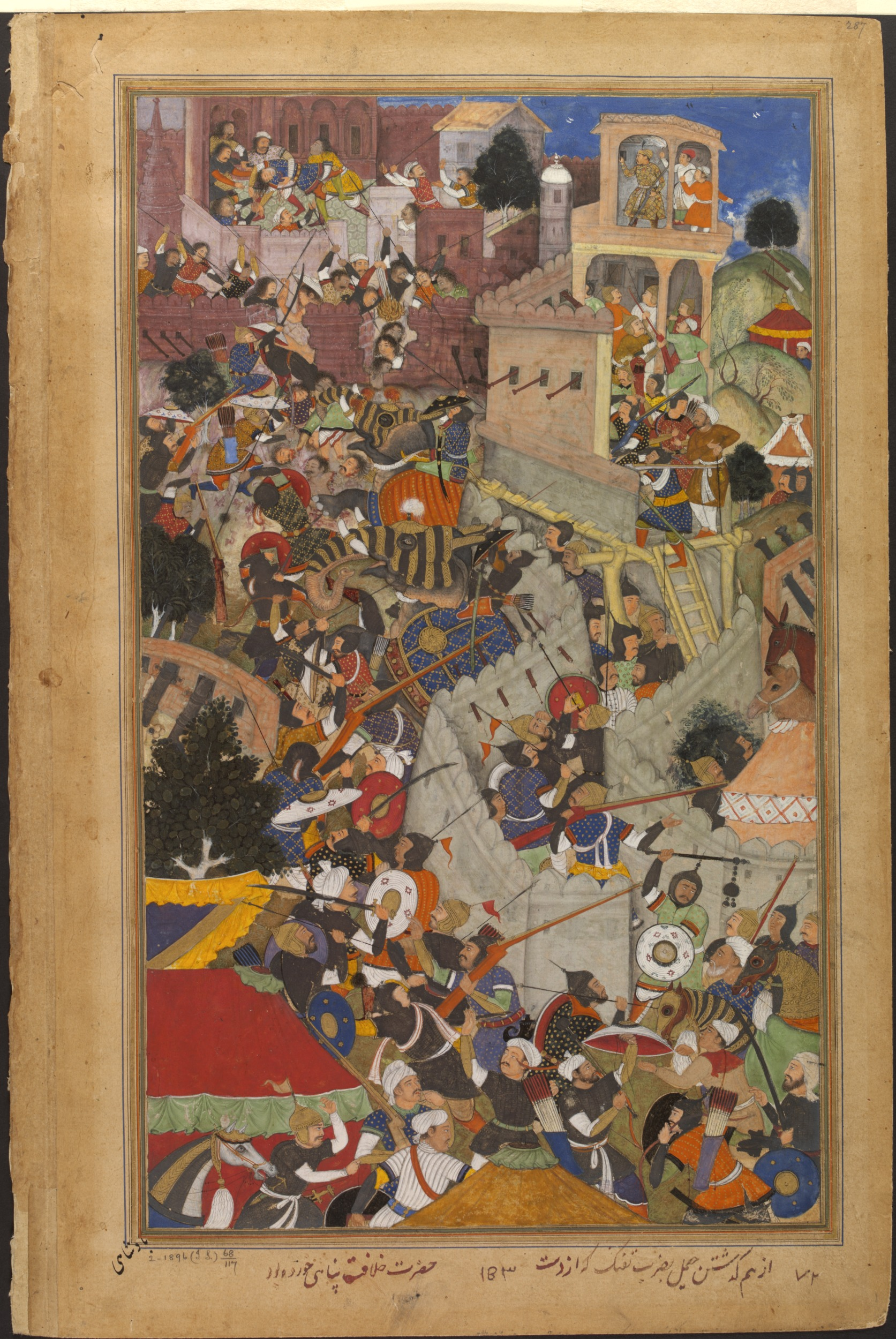
أكبر يطلق النار على جاي على قائد حصن شيتور جاي مال.

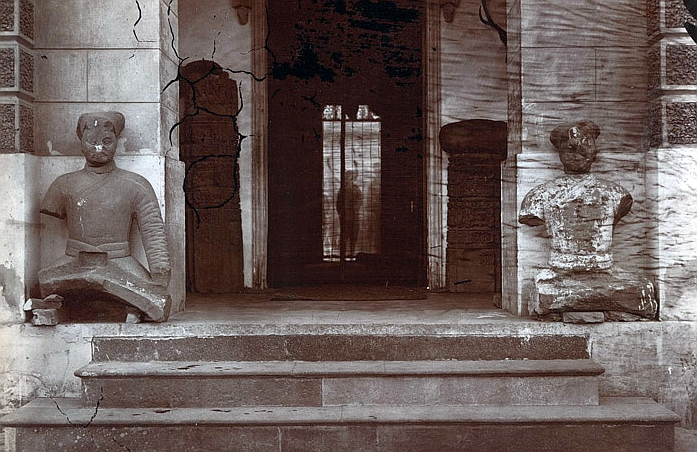
أثار ما أظهره الراجپوتيون من ضروب البسالة إعجاب أكبر حتى احتفظ بتمثالثين للقائدين «جاي مال » و«بتا»، ووضعههما على بوابة حصن آغرة.

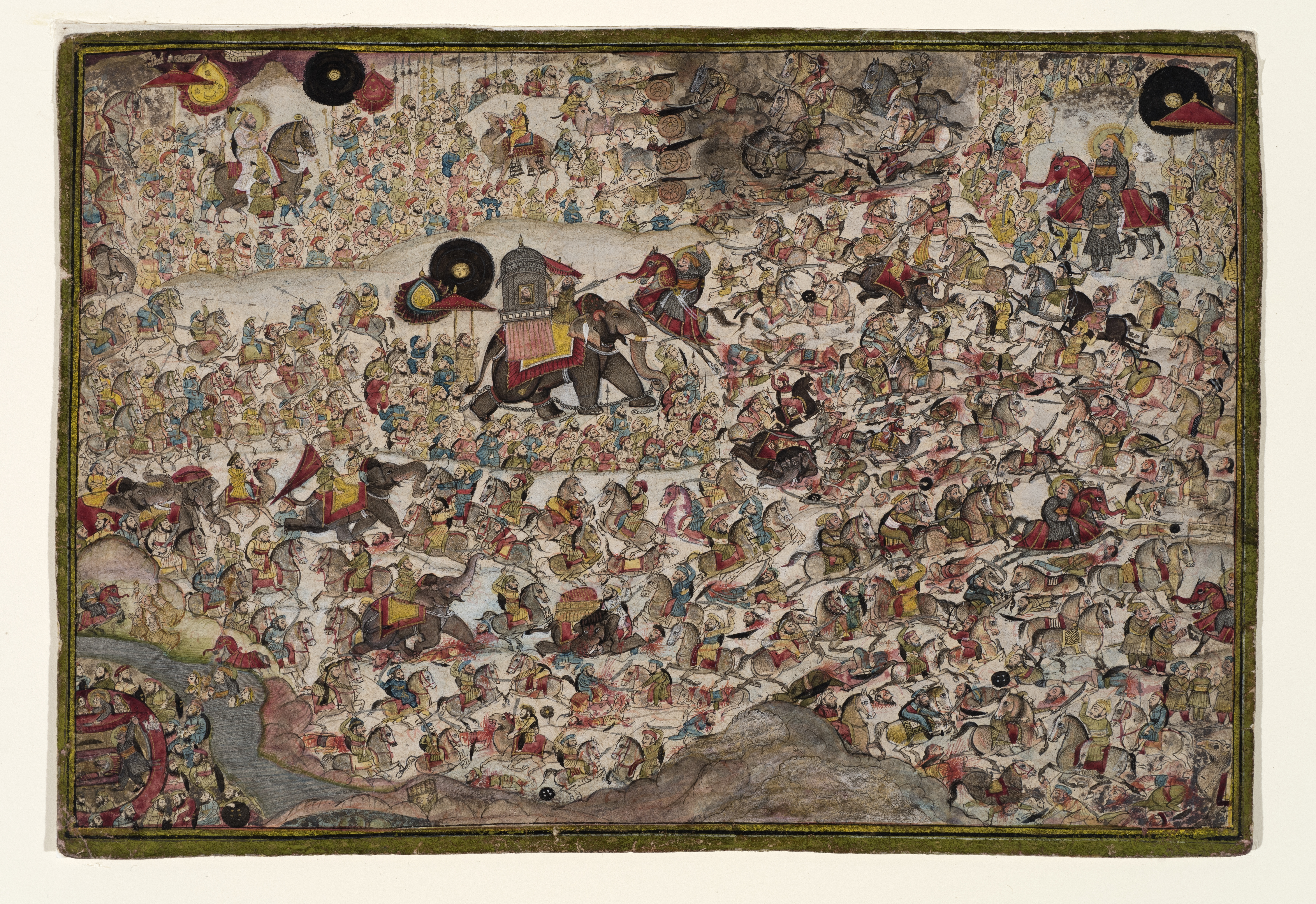
معركة هالدي غاتي.

توجه أكبر بعد ذلك إلى فتح «ميوار» والتي كانت تحت حكم الأمير الهندوسي «أودايسينگه الثاني»، وقد كان هذا الأخير ينظر إلى أكبر على أنه عدو أجنبي، ورفض الخضوع له، كما أنه كان يأوي عنده فريقًا من الثائرين على الدولة المغولية، أمثال «بهادر خان» أمير مالوة السابق، فضلًا عما كان يسديه من العون ويبذله من التعضيد لأبناء عمومة أكبر الطامعين في ملكه. يضاف إلى ذلك فإن لميوار أهمية اقتصادية وسياسية بالغة، فهي تتحكم بالطريق التجاري من شمال الهند حتى شاطئ الگُجرات، ولم يكن من المعقول أن يترك أكبر حصون هذا الإقليم وقلاعه القوية تشرف على حدود دولته، وهو يعمل لتكوين دولة هندية موحدة، وستبقى سيطرته على شمال الهند مزعزعة.

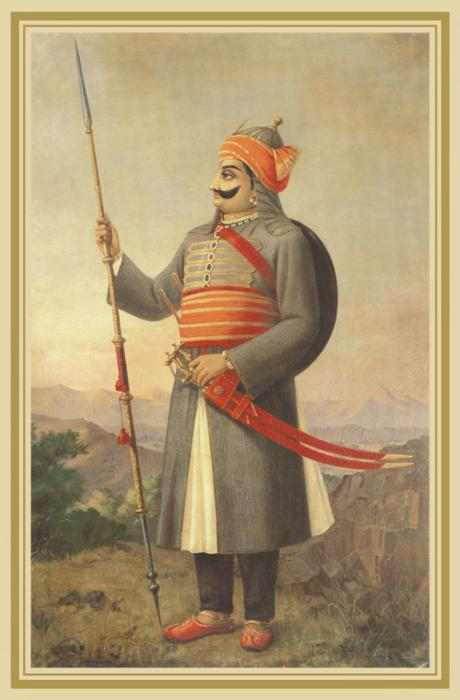
المهرانا پرتاپ.

وفي يوم 16 ربيع الآخر 975هـ الموافق فيه يوم 20 تشرين الثاني (نوفمبر) 1567م هاجم أكبر وحاصر «حصن چتور»، والذي يعد أمنع معاقل الراجپوتيين جميعًا، إذ كان يقوم على سلسلة من الاستحكامات القوية الممتدة لمسافة ثمانية أميال على نتوء صخري وارتفاع شاهق. وتلقى أودايسينگه نصيحة من قادته العسكريين بالخروج إلى التلال المجاورة حرصًا على حياته، ونظم قبل خروجه حركة المقاومة، فعين القائدين «جاي مال» و«بتا» للدفاع عن الحصن، فأبديا ضروبًا من البسالة حالت دون اقتحام أكبر للحصن. وبعد خمسة أشهر من الحصار والضرب المتواصل، أصيب جاي مال برصاصة أطلقها عليه أكبر وهو يُشرف على ترميم أسوار الحصن، وسرعان ما توفي متأثرًا بجروحه، وبعد أن رأى السكان من النساء والشيوخ أن زمام الأمر يفلت من أيديهم، دب الذعر والخوف في نفوسهم، فعمدوا إلى قتل أنفسهم بأيديهم، فمنهم من جرع السم، ومنهم من عرض نفسه على نيران المواقد. وقرر المقاتلون الخروج من الحصن والاشتباك مع الجيش المغولي، وجرى بين الطرفين قتال ضار ووحشي فنيت فيه غالب الحامية الراجپوتية. ودخل أكبر الحصن، وتشير بعض الروايات أن أكبر أجرى فيه مذبحة مروعة بمن بقي على قيد الحياة.
هكذا نجح المغول في فتح عاصمة ميوار وحصنها چتور، لكن القسم الأكبر من الإمارة استمر تحت حكم أودايسينگه الثاني حتى وفاته في سنة 980هـ الموافقة لسنة 1572م، فخلفه ابنه المتشدد المهرانا پرتاپ الذي كان يرى في توثيق العلاقات بين الأمراء الراجپوتيين وسلطان المغول خطرًا شديدًا قد يؤدي إلى القضاء التام على أمجاد بني جنسهم، وما بذله أسلافهم من تضحيات دفاعًا عن شرف عنصرهم، فنصب نفسه للدفاع عن تراث الهندوس وماضيهم. وقد بذل أكبر في نفس الوقت جهودًا لاستقطابه، إلا أنه اضطر أخيرًا إلى استعمال القوة لإخضاعه، فأرسل من أجل ذلك جيشًا كبيرًا في سنة 984هـ الموافقة لسنة 1576م بقيادة «مانسينگه الأول» و«آصف خان»، اشتبك مع قوات المهرانا پرتاپ في «معركة هالدي غاتي» في 21 ربيع الأول الموافق فيه 18 حزيران (يونيو) وانتهى هذا الاشتباك بانتصار القوات المغولية. وتعرضت حياة المهرانا پرتاپ للخطر أثناء القتال، ولم ينقذه إلا استعمال الحيلة، إذ أقدم أحد الأمراء بجانبه على انتزاع التاج الملكي من على رأس پرتاپ ووضعه على رأسه، فحاصره المغول معتقدين أنه الأمير الحاكم، الأمر الذي أتاح للمهرانا پرتاپ الفرار من أرض المعركة والنجاة بنفسه. وفتح المغول «توكوندا» بعد المعركة، ولم يطاردوا الفارين بسبب الإنهاك الذي بدا عليهم، إلا أن السلطان أرسل بعد ذلك فرقة عسكرية لمطاردته والقبض عليه، وكان قد لجأ إلى التلال والغابات المجاورة، ولكن العملية كانت فاشلة. ولئن كان أكبر قد سير قوات كثيفة من جنده لتكتسح إقليم ميوار كله، فإنه لم يتيسر له تحقيق غايته على التمام، فقد واصل المهرانا پرتاپ تحديه للحكومة المركزية وواصل مقاومته لأطماع أكبر ورفض الاعتراف بحكمه، وعندما توفي في سنة 1005هـ الموافقة لسنة 1597م كان قد نجح في استعادة أجزاء واسعة من الإمارة.

### فتح رنثنبور وكالنجر

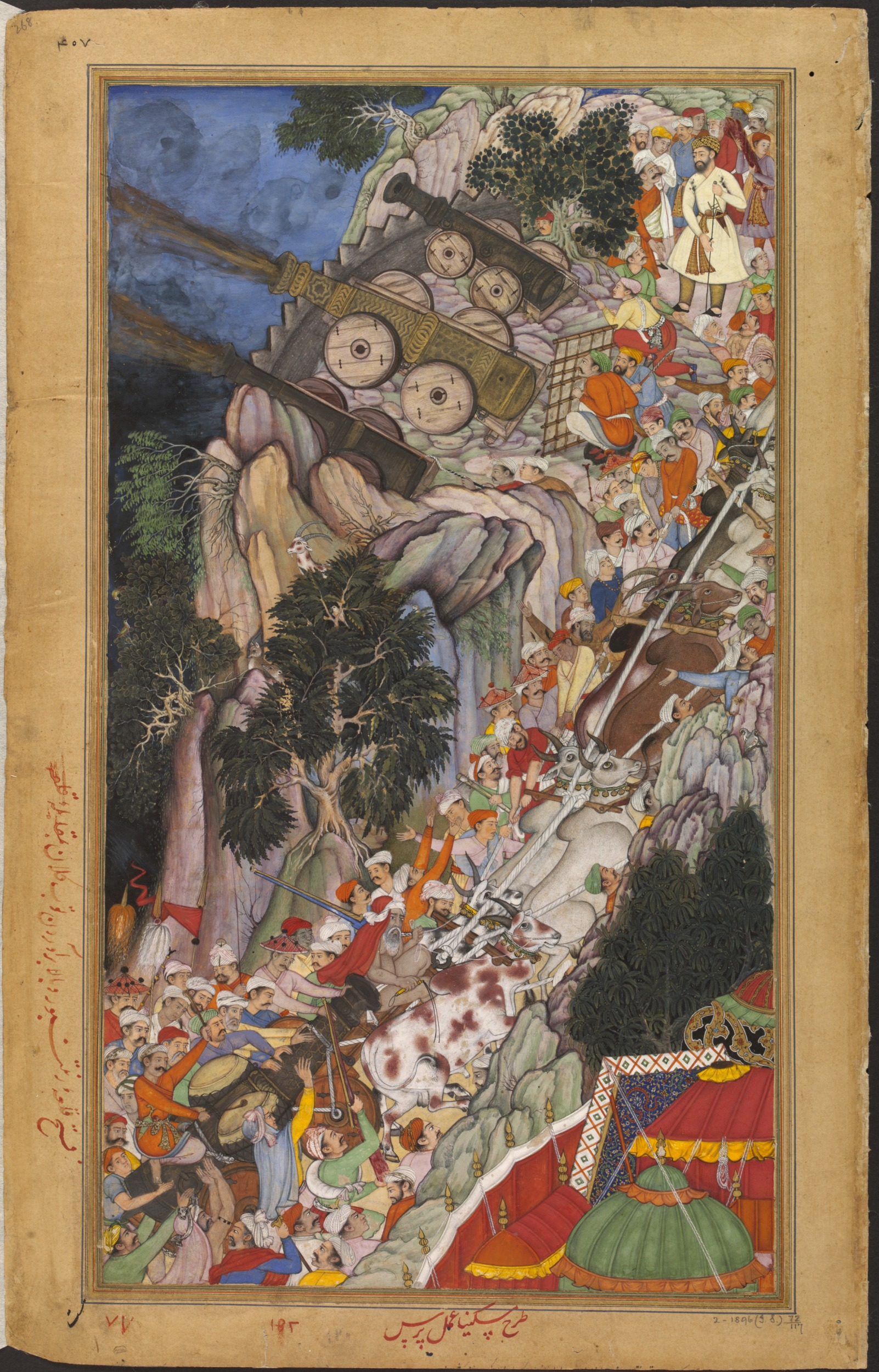
ثيران تجر مدافع الحصار أعلى التل.

لم يكد أكبر يفرغ من حصار شيتور سالف الذكر حتى أخذ يعد العدة لاقتحام «حصن رنثنبور» ثاني قلاع الهند الكبرى، فجهز جيشًا اختار أفراده من الذين لم يشتركوا فتح چتور، وخرج على رأسه في سنة 976هـ الموافقة لسنة 1568م باتجاه رنثنبور.
وأثناء زحف الجيش المغولي علم أكبر بالاضطرابات التي أثارها آنذاك بعض الثائرين من الأوزبك والأفغان الذين ما إن فروا من الگُجرات حتى ذهبوا إلى حصن أوجان وحاصروه، فتحول عندئذ إلى «مروار» للقضاء على ثورتهم، وعندما علم هؤلاء بقرب وصول القوات المغولية فكوا الحصار عن الحصن وفروا باتجاه ماندو، فطاردهم الجيش المغولي حتى نهر تربدة حيث غرق معظمهم أثناء عبورهم النهر.
عاد أكبر مع جيشه إلى رنثنبور، وعسكر على التلال المحيطة بها، وحين رأى «راي سورجان سينگه» صاحب الحصن قوة أعدائه وعجزه عن المقاومة، آثر السلامة، وبادر بوساطة من «بهگوان داس» و«مان سينگه» الذين كانو بصحبة أكبر إلى إعلان خضوعه واستسلامه، فخلع عليه أكبر وعلى ولديه، وما غدا بعد قليل أن أقامه على إقليم بنارس، كما عهد إليه بقلعة چتور.
أدى سقوط حصني شيتور ورنثنبور إلى تسهيل فتح «حصن كالنجر» في بندلخند ثالث أهداف السلطان أكبر، إلى تسيير مهمة الحملة التي كان قد بعث بها للاستيلاء على حصن كالنجر، فقد أرسل في شهر ربيع الأول 977هـ الموافق لشهر آب (أغسطس) 1569م القائد «مجنون خان كاكشال» الذي كان من حكام هذه النواحي، على رأس جيش لفتح الحصن، فاستسلم حاكمه من دون قتال بعد أن علم بسقوط حصني شيتور ورنثنبور، وحذا صاحبا حصني «جُدهفور» و«بيكانر» حذوه وخضعوا لأكبر، فأرسل الأول ابنه ليقدم الولاء والتبعية، وقدم الثاني ابنته زوجة لأكبر. وبسقوط الحصون الثلاثة الكبرى في الهند، وبحلول سنة 978هـ الموافقة لسنة 1570م رسخ أكبر أقدامه وتعززت حدوده باستثناء بعض المدن الصغيرة التابعة لمروار، وأدى ما سلكه مع أصحاب هذه الحصون حين استسلموا إليه، من طريق المودة والرفق، فصحبهم إلى بلاطه في الغالب وأجرى عليهم الأرزاق، وعهد إليهم بقدر من مناصب الدولة، إلى أن ركن أغلب الأمراء الهندوس إلى السلم وطفقوا يساهمون معه في بناء الدولة بهمة بالغة وإخلاص.

### فتح الگُجرات

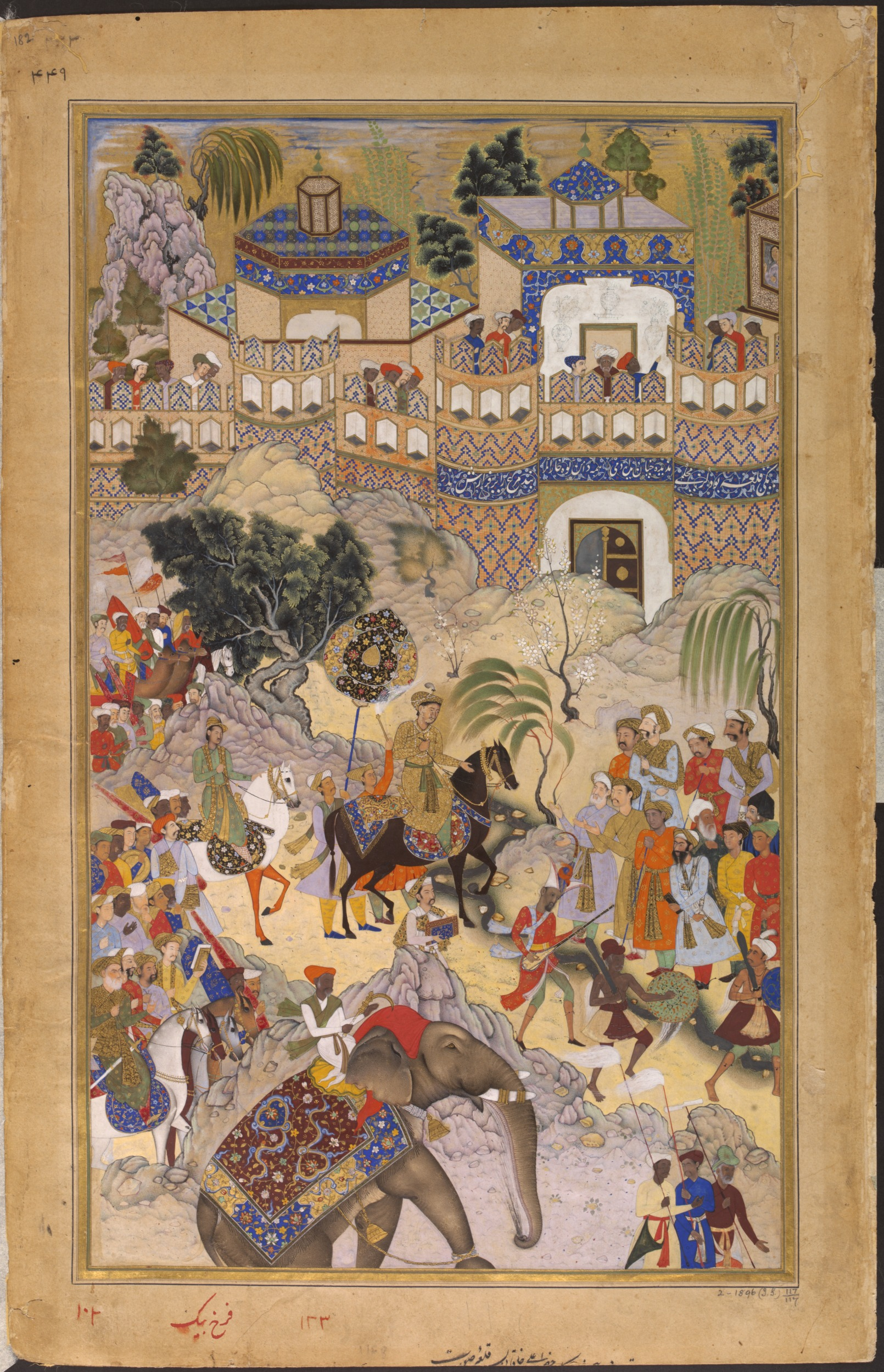
أكبر يدخل مدينة سورات في سنة 980هـ الموافقة لسنة 1572م.

بعد أن سيطر أكبر على «الرجپوتانة» وضمها إلى سلطنته، أضحت حدوده تجاور «سلطنة الگُجرات الإسلامية»، وقد كان نصير الدين همايون قد ضم هذه الولاية إلى أملاكه في عهد صاحبها «بهادر شاه (سلطان الگجرات)»، ولكن هذا الضم كان مؤقتًا إذ سرعان ما استعاد بهادر شاه الحكم واستقل عن آغرة أثناء انهزام همايون أمام شير شاه السوري وفراره من الهند، وبقيت مستقلة منذ ذلك الوقت، وقد كان يحكمها في عهد أكبر «مظفر شاه الثالث» حفيد بهادر شاه، الذي يصفه المؤرخون بالضعف والخمول، فقد اجتمع عليه نفر من رجاله وسلبوه نفوذه، ثم ما غدا نفر منهم أن انتهز فرصة الفوضى التي كانت تسود الدولة في عهده فراح يسعى إلى الاستقلال بما بأيديه من إقطاعات. بدأ أكبر يعمل لاستعادة هذه الولاية المفقودة وضمها ثانية إلى سلطنته مدفوعًا بعوامل عديدة، منها أن الگُجرات ولاية مغولية سابقة كانت تحت حكم والده، وأنها كانت في حالة مضطربة، وقد اختل نظام الملك فيها نتيجة للصراع القائم بين مظفر شاه والحكام الذي كان همايون قد أقامهم إبان حكمه، وأن الولاية قد أصبحت في عهده ملجأ لكل القادة الثائرين والرؤساء العصاة، فلجأ إليها الأوزبك وأمراء المغول، وقامت فيها ثورة خطيرة ضد الحكم المغولي، والأهم من هذا كله كانت الگُجرات ولاية خصبة وفيرة الثراء، وكانت تجارتها البحرية المزدهرة تجذب إليها أنظار الطامعين، وفي مقدمتهم أكبر. وأن «اعتماد خان» وزير مظفر شاه، أرسل إلى أكبر يلتمس المساعدة منه لإنقاذ الولاية من الفوضى التي تسودها.

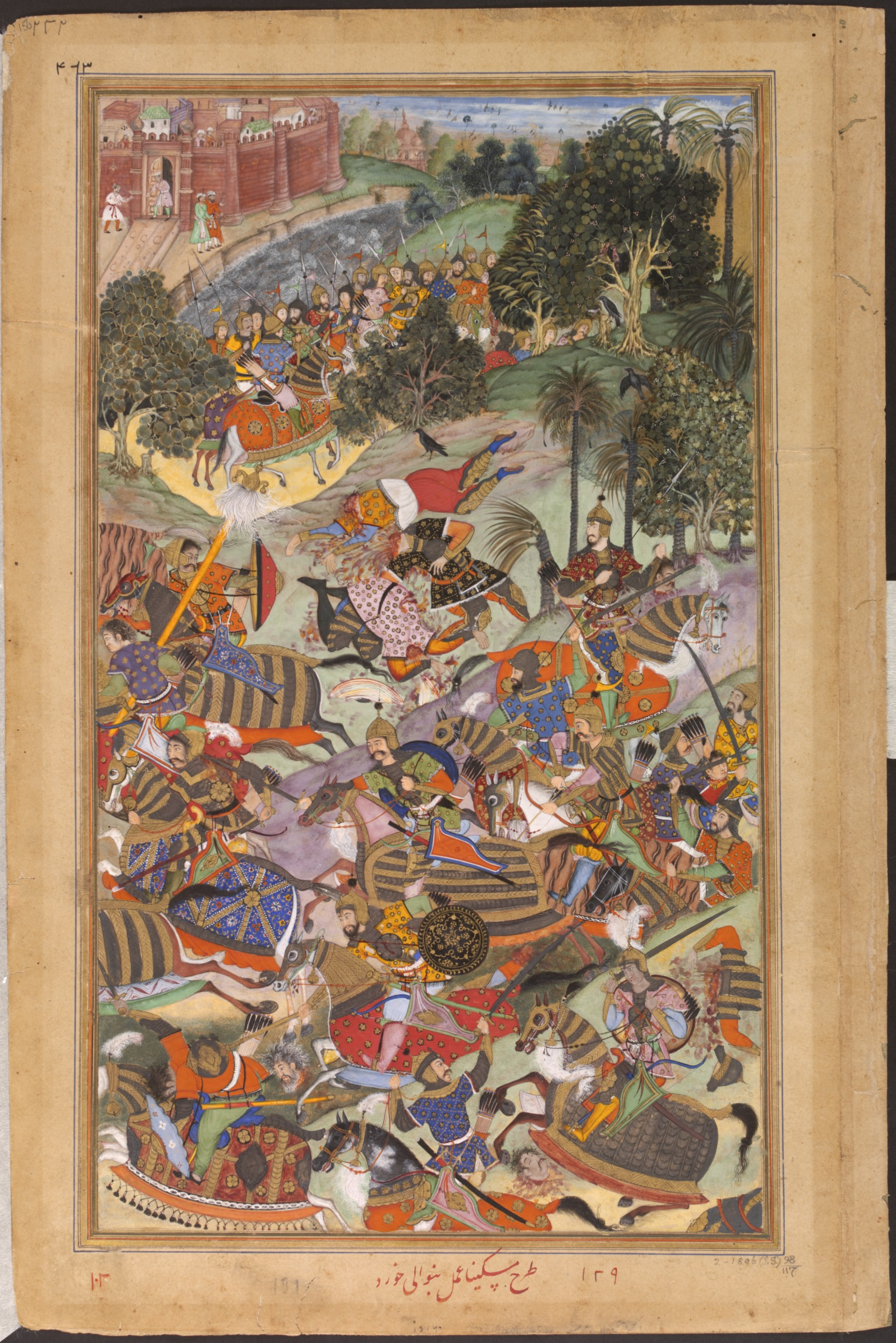
المعركة بين القوات المغولية ومحمد حسين ميرزا.

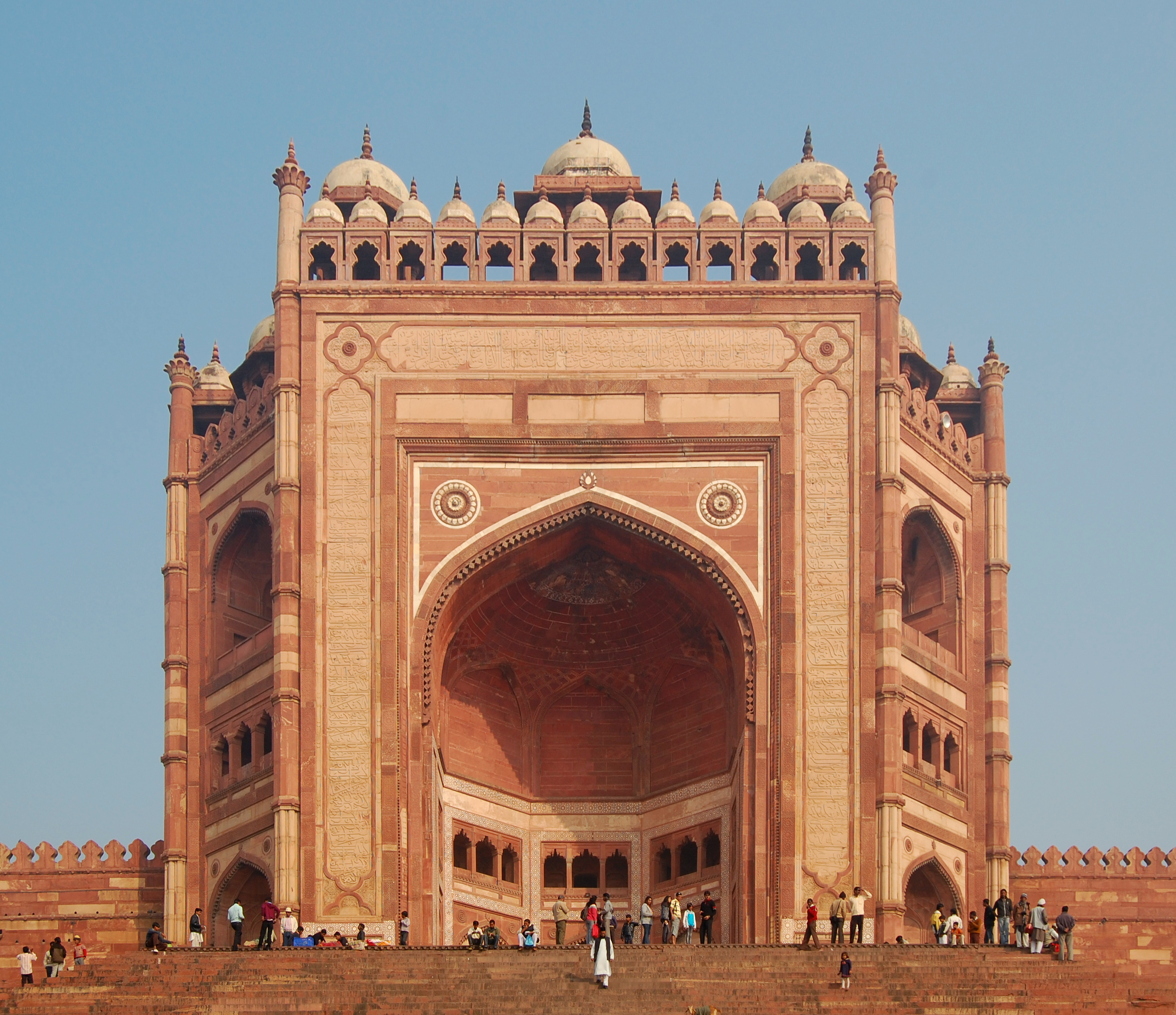
بوَّابة بُلند دروازه، بناها أكبر تخليدًا لِذكرى فتحه الگُجرات.

رحب أكبر بالدعوة التي وجهها إليه اعتماد خان، فجهز جيشًا من عشرة آلاف مقاتل بقيادة «مير محمد خان آتگه»، وأرسله إلى أحمد آباد عاصمة الگُجرات، ولحق به بعد ذلك في شهر ربيع الآخر 980هـ الموافق لشهر آب (أغسطس) 1572م، واستسلم سلطان الگُجرات مظفر شاه من فوره لأكبر الذي أجرى عليه رزقًا حسنًا. وحذا حذوه كثير من رجال الگُجرات وخضعوا جميعًا للسلطان، الذين عين أخاه من الرضاع «ميرزا عزيز كوكا» حاكمًا على البلاد، وأمره بمطاردة «إبراهيم حسين ميرزا» ابن عمه، وفريق من الأمراء المغوليين العصاة الذين كانوا يقيمون هناك، ثم لحق بهم حتى سورات. هذا وقد كان البرتغاليون قد أسسوا في سورات مركزًا لتجارتهم ووضعوا فيه حامية من الجند، ولما زحف أكبر بجيشه لإخضاع المدينة نهض هؤلاء لمساعدة الثائرين اللاجئين إليها، ولكن عندما رجحت كفة أكبر مالوا إلى الصلح حرصًا على مصالحهم التجارية، وعقدوا معه معاهدة تعهدوا فيها بتسهيل الحج إلى مكة المكرمة وعدم التعرض للحجاج المسلمين في البحر، حيث أن الگُجرات كانت طريقًا ومنطلقًا للحجاج المسلمين من كافة أنحاء الهند، وكانت سورات الميناء الذي يبحر منه هؤلاء. وفر إبراهيم حسين ميرزا من سورات عندما علم بزحف الجيش المغولي، فطاردته قوة عسكرية فاشتبكت معه في شهر شعبان الموافق لشهر كانون الأول (ديسمبر) وتغلبت عليه. ودخل أكبر مدينة سورات وضمها إلى أملاكه، كما دخل «كامبي (الهند)» واستقبل فيها عددًا من التجار من مختلف بلدان العالم، ولم يكن قد رأى البحر من قبل فانتهز الفرصة وقام برحلة بحرية قصيرة في المحيط، وبعد أن استقر له الوضع في ولاية الگُجرات عاد إلى عاصمته الجديدة فتحپور سكري.
لم يكد أكبر يعود إلى فتحپور سكري حتى رجع الگُجراتيون إلى العصيان مرة أخرى بزعامة «محمد حسين ميرزا»، وما إن علم بذلك أسرع بالعودة إليها في يوم 24 ربيع الأول 981هـ الموافق فيه 23 آب (أغسطس)، وقطع مسافة أربعمائة وخمسين ميلًا في وقت قياسي بلغ تسعة أيام، وفاجأ الثوار الذين لم يتوقعوا وصوله بمثل هذه السرعة، واصطدم بهم بالقرب من أحمد آباد وهزمهم، واستخلص من أيديهم مدينة أحمد آباد ودخل كامبي وباردوا، كما اقتحم حصن سورات. ورجع أكبر إلى عاصمته في منتصف عام 981هـ الموافق لعام 1573م بعد أن عهد إلى وزيره «تدرمل خان»، ثم إلى «شهاب الدين أحمد خان» من بعده بتنظيم شؤون هذا الإقليم.
ظلت الأمور في هذا الإقليم تميل إلى الاستقرار مدة عشرة أعوام حتى أتيح لمظفر خان سلطان الگُجرات السابق أن يجمع قوات جديدة، وهاجم بها في سنة 991هـ الموافقة لسنة 1583م مدينة أحمد آباد فدخلها، كما استولى على كمباي وباردوا فتم له بذلك السيطرة على أغلب الگُجرات، فسير إليه أكبر قائده عبد الرحيم خان خانان بن بيرم خان فرده عن كثير مما سيطر عليه، وما زالت القوات المغولية تطارده من بعد ذلك حتى استسلم إليها عام 1000هـ الموافق لعام 1592م ليقتل نفسه بعد ذلك بموسى كان يخفيها بثيابه. وقد عهد أكبر إلى ثاني أبنائه «مراد ميرزا بن أكبر» بشؤون هذه الولاية التي صارت جزء من أراضي الدولة وبقيت في حوزة سلاطين مغول الهند قرابة قرنين من الزمان.
يعد «فتح الگُجرات» إيذانًا ببدء عهد جديد في حكم أكبر، فقد بدأت السلطنة بعد هذا الفتح تخطو نحو المجد والرفاهية خطوات واسعة وثابتة، وذلك لأن خراج هذا الإقليم يعد من أهم موارد الدولة حيث يقدر بنحو خمسة ملايين روبية في السنة. وكان من نتائج هذا الفتح أيضًا أن بدأ السلطان يتصل بالبرتغاليين اتصالًا مباشرًا لأول مرة، وقد كانت لهذه العلاقات بين أكبر والبرتغاليين آثارًا سياسية هامة على تاريخ هذا العصر. كذلك مهد فتح الگُجرات السبيل لفتوح أخرى، فقد اتخذت كقاعدة تقدمت منها جيوش أكبر لغزو سلطنات الدكن، كما أصبح غزو البنغال أمرًا ميسورًا.

### ضم البنغال

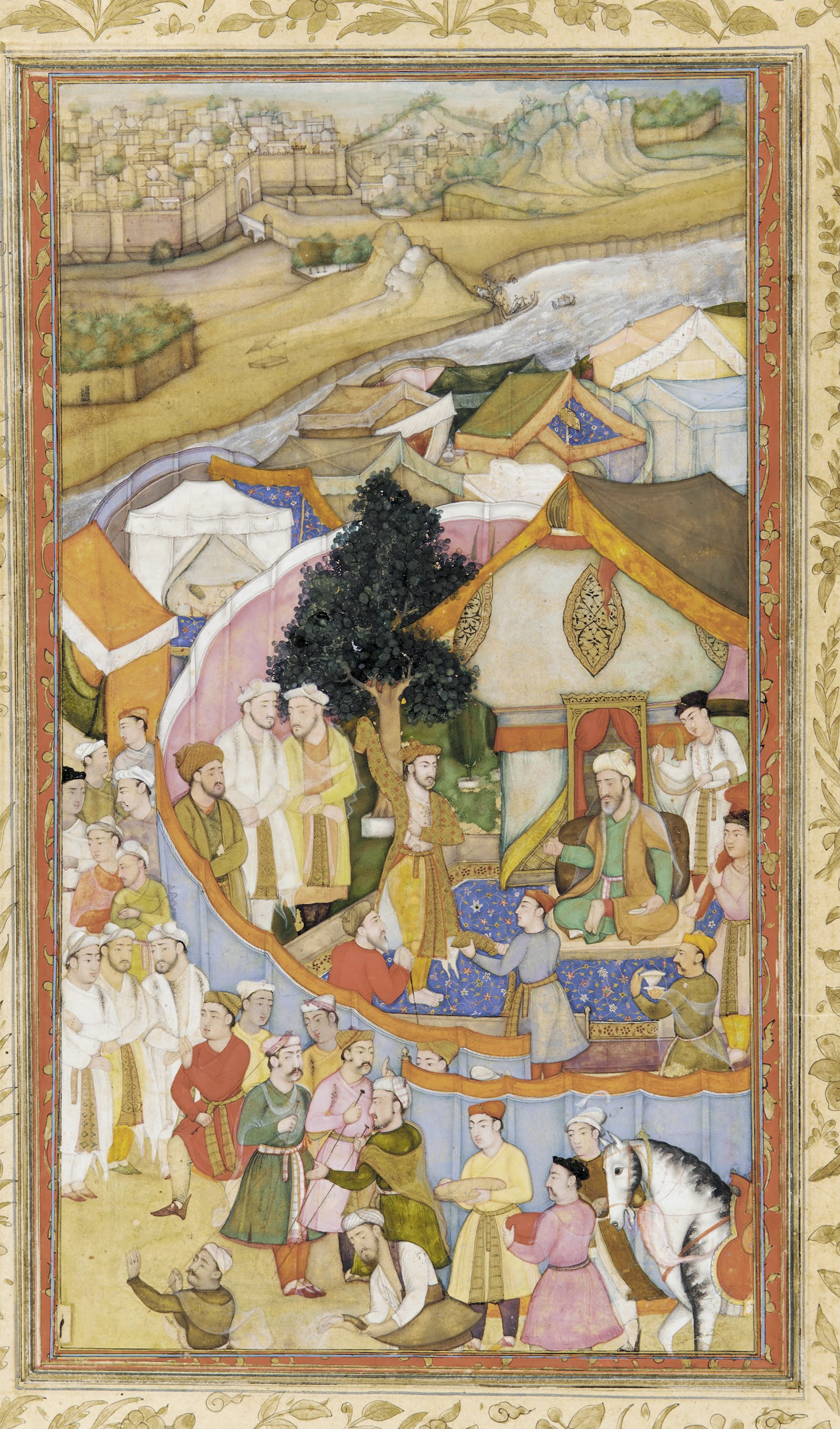
داود خان الكرَّاني يتلقَّى قفطانًا من منعم خان.

استطاع أكبر القضاء على معظم الفلول الأفغاني المتبقي في الهند، ولم يتبق سوى قوة أفغانية واحدة في هذه البلاد متمثلة في «سلالة كراني» حاكمة سلطنة البنغال، وقد كانت تحت حكم «سليمان خان الكراني»، وكان هذا الرجل حكيمًا فآثر السلامة، وأعلن ولاءه الاسمي للدولة المغولية معترفًا لأكبر بحق السيادة على سلطنته، ودفع الخراج له، وذلك في سنة 975هـ الموافقة لسنة 1568م. وقد توفي سليمان خان في عام 980هـ الموافق لعام 1572م وخلفه ابنه «بايزيد خان الكراني» فقتله وزراؤه بعد مدة قصيرة، ورفعوا أخاه «داود خان الكراني» على العرش، وقد كان هذا عنيدًا صلب الرأي، انتهج سياسة مغاييرة لسياسة والده، مغترًا بما في خزائنه من أموال كثيرة، وما تهيأ له من جند كثيف، بالإضافة إلى انهماك أكبر بحروبه؛ فأعلن استقلاله عن الدولة المغولية، وامتنع عن دفع الخراج، وضرب السكة باسمه، وخُطب له على المنابر، وراح يهاجم أراضي الدولة المغولية الشرقية حتى بلغ بتنة وخربها.

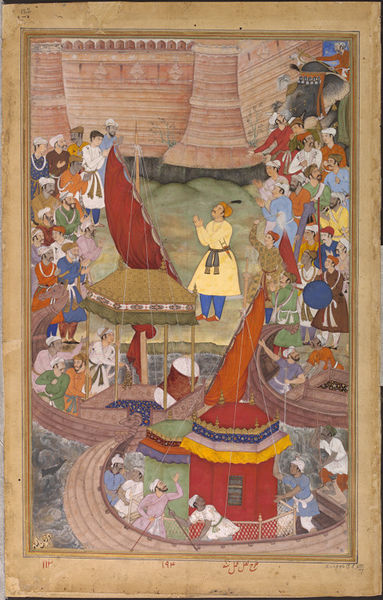
مُنمنمة مغوليَّة تُصوِّرُ أكبر وهو يشكر الله بعد انتصاره وضمِّه البنغال إلى دولته.

استاء أكبر من موقف داود فكلف قائده «منعم خان» بإخضاعه واستكمال «فتح البنغال». كان داود آنذاك في حاجي پور، وأدرك أمير أمرائه «لودي خان»، الذي كان على خلاف معه، أن كفة المغول هي الراجحة، وتجنبًا لدمار الأفغان، عرض على منعم خان، وكانت الصداقة القديمة بينه وبين سليمان خان والد داود كفيلة بأن تجعله يوافق على عرض الصلح، على أن يُقدم داود مائتي ألف روبية نقدًا ومائة ألف روبية قماش هدية، ودفع الخراج، مقابل سحب القوات المغولية، وأقطعه منعم خان أُريسَّة على الرغم من معارضة القائد «تدرمل خان» الذي كان يرافق القائد المغولي. كان داود شابًا قصير النظر في الحقل السياسي، فأقدم على قتل أمير أمرائه لودي خان بناءً على رأي بعض مستشاريه المعادين له، وهو الذي كان يحمي السلطنة من الفوضى بحسن سياسته وتدبيره، فأثار مقتله منعم خان الذي كان تربطه به صداقة، وقرر إخضاع داود والاستيلاء على سلطنته، وأعلم أكبر بذلك، فقرر الأخير التوجه بنفسه للقضاء على داود، فخرج من العاصمة في شهر صفر 982هـ الموافق لشهر حزيران (يونيو) 1574م فاستولى على «بتنة» وحاجي پور، واضطر داود إلى الفرار، وذلك في يوم 3 جمادى الأولى الموافق ليوم 21 آب (أغسطس)، وكلف منعم خان بمطاردة الثائر. تحصن داود في «تاندة»، فهاجمه منعم خان واستولى على المدينة في يوم 4 جمادى الآخرة الموافق ليوم 21 أيلول (سبتمبر)، وفر داود إلى أُريسَّة، فأرسل منعم خان «راجا تدرمل» لتعقبه، فهرب إلى «دهربور»، وهو مكان بين البنغال وأُريسَّة، ثم التجأ إلى قلعة غانج بنارس، وهي مركز ولاية أُريسَّة، ولما علم منعم خان بذلك، قرر قيادة الحملة بنفسه، فلحق بقائده تدرمل واصطدم بداود في «معركة بجهورة» وانتصر عليه، فاضطر داود إلى طلب الصلح ووافق على دفع الخراج. عندما توفي منعم خان في عام 983هـ الموافق لعام 1575م، نهض داود لاستعادة ملكه المفقود، فاستولى على تاندة، فأرسل أكبر جيشًا بقيادة «خان جهان» نائب السلطنة الجديد، وعينه حاكمًا على البنغال وبهار، فاصطدم به في «معركة راجا محل» وقضى عليه وذلك في شهر ربيع الآخر 984هـ الموافق لشهر 1576م، وبمقتله قُضي على استقلال البنغال، وضمت إلى الدولة المغولية، لكن الحكم المغولي فيها بقي مزعزعًا وغير مستقر بوصفها سلطنة كان يحكمها الأفغان، ومركزًا لتجمعهم، وكانت لهم فيها الكثير من الإقطاعات الكبيرة بما يصحبها من نفوذ، ولم تستقر تمامًا لحكم المغول إلى في عهد جهانكير.
بعد وفاة خان جهان في عام 987هـ الموافق لعام 1579م خلفه «مظفر خان تٌربتي»، ففرض الضرائب المرتفعة على الملاك وأصحاب الأراضي الأمر الذي أدى إلى اندلاع ثورة هؤلاء الملاك، واتسعت الثورة وعمت الاضطرابات، فشملت البنغال وجونفور، وأدى نفور علماء الدين المحافظين من نزعات أكبر الدينية وما بلغهم من انصرافه إلى التفكير في ابتداع مذهب جديد يذيب فيه عقائد الهند كلها ويجمعها على التوحيد، دورًا في ذلك، وقد أفتوا بوجوب حربه لما استحدثه من بدع تُزعزع بناء الإسلام في الهند. وبلغ من عنف الثورة هناك أن قتل مظفر خان نفسه، واستمرت هذه الثورة حتى جاء القائد المغولي «ميرزا عزيز كوكا» فقضى على التمرد الذي قاده «بابا خان قاقشال» وعشائره الجغتائيَّة بالبنغال، لينطلق من بعد ذلك قائده «باز خان» إلى «بهار» فيرغم «معصوم فرنخودي» زعيم الثوار هناك على الفرار إلى تلال سوالك بالپنجاب.

### ضم كابُل

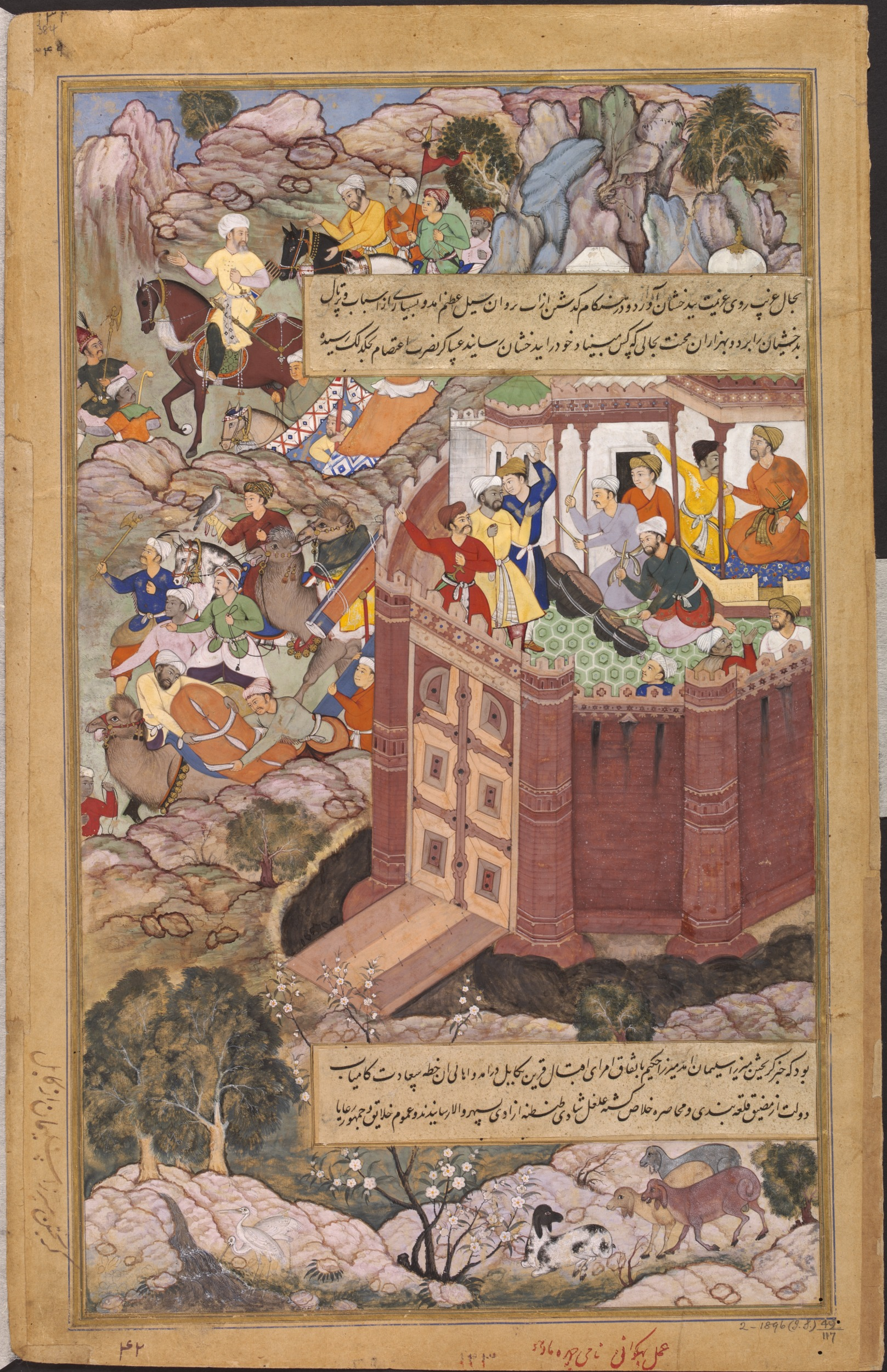
انسحاب ميرزا سُليمان من أمام كابُل.

انتهج ثُوَّار المناطق الشرقيَّة من أفغانٍ وأوزبك، وهم مُسلمون سُنيُّون مُتشدِّدون، سياسةً مُعاديةً لِأكبر، إذ عدُّوه مُلحدًا، وعمدوا، في غمرة العصيان، إلى إثارة القلاقل والفتن عند حُدُود الدولة الغربيَّة والشماليَّة الغربيَّة لِتخفيف الضغط عنهم، وحتَّى يُعطوا حركتهم دفعًا معنويًّا وماديًّا اتخذوا من الأُمراء المغول الطامعين في الحُكم والمُعادين لِحُكم أكبر، ستارًا يتحرَّكون من خِلاله. وكان ميرزا مُحمَّد حكيم، أخو السُلطان أكبر، يحكُم كابُل ويطمع في اعتلاء العرش في آغرة، فرأى في الثائرين عونًا وسندًا لِلتخلُّص من نير أخيه الجالس عليه، وقد وعده هؤلاء بِمُساندته، وانضمَّ إليه عددٌ من قادة أكبر الناقمين، الأمر الذي شجَّعهُ على مُهاجمة الپُنجاب في سنتيّ 973 و974هـ المُوافقة لِسنتيّ 1565 و1566م، غير أنَّهُ فشل في السيطرة عليها، على الرُغم من أنَّهُ دخل لاهور ونهب ما جاورها. وعندما علم أكبر بِهُجُوم أخيه الأوَّل، بدت عليه علامات الغضب والأسى، وقرَّر الخُرُوج والتصدِّي لِحكيم، فجمع جيشًا ونهض من آغرة في 3 جُمادى الأولى 973هـ المُوافق فيه 25 تشرين الثاني (نوڤمبر) 1565م، مُتوجهًا إلى لاهور، لكنَّهُ علم أنَّ أخاه انسحب منها عائدًا إلى كابُل لمَّا عرف بِقُدُومه، ففرح لِذلك وتابع حتَّى وصل المدينة سالِفة الذِكر، وأنعم على أُمرائها الذين بقوا على ولائهم وتأييدهم له. أمضى أكبر شتاء تلك السنة في لاهور، وأرسل ميرزا سُليمان لِحصار كابُل والاستيلاء عليها، لكنَّ الأخير لم يتمكَّن من إتمام مُهمَّته لِقسوة المُناخ وشدَّة البرد الذي فتَّ في عضُد الجُنُود المغول.
عاود ميرزا مُحمَّد حكيم مُهاجمة الهند في سنة 989هـ المُوافقة لِسنة 1581م على رأس جيشٍ يُقدَّر بِخمسة عشر ألف جُندي، وحاول عبثًا استقطاب سُكَّانها. وفي يوم الأحد 15 صفر 989هـ المُوافق فيه 20 آذار (مارس) 1581م، وصلت أكبر رسائل من أُمرائه المُخلصين في الشمال تُعلمه بِمسير ميرزا مُحمَّد حكيم إلى الهند، فعزم على التصدِّي له وإنهاء عصيانه تمامًا والمسير إلى أفغانستان نفسها واستخلاصها، فنادى بِجمع الجُيُوش، لكنَّهُ واجه صُعُوبةً في ذلك بدايةً، لأنَّ أغلب أُمراء الجيش والقادة كانوا يخشون السير إلى تلك البلاد والقتال في جوِّها قارس البرودة، كما أنَّ القادة والعساكر الهندوس رفضوا السير لِإيمانهم أنَّ عُبُور نهر السند مُحرَّم، لكنَّ أكبر أصرَّ عليهم وحفَّزهم بِأن قرَّر لِكُل من يسير معه من الجُند راتب ثمانية أشهرٍ مُقدَّمًا. أمام هذا الوعد، سار الجيش مع السُلطان وولداه سليم ومُراد، وبلغ تعداد الجُنُود المغوليَّة حوالي خمسين ألف مُقاتل وخمسُمائة فيل، وفي ذات الوقت كان ميرزا مُحمَّد حكيم قد عبر نهر السند مُندفعًا إلى لاهور، فبلغهُ أنَّ أكبر آتٍ إليه، فانسحب هاربًا إلى كابُل. تتبَّع مُراد عمِّه إلى كابُل بعد أن عبر ممر خيبر في سلسلة جبال الهندوكوش في حين تقدَّم سليم إلى جلال آباد. ولمَّا وصل مُراد على مسافة سبعة فراسخ من كابُل تقدَّم ميرزا مُحمَّد حكيم لِلحرب في ناحية «خورد كابُل»، فوقعت معركة بين الطرفين انهزم فيها مُحمَّد حكيم وفرَّ إلى الجبال ناجيًا بِحياته، ودخل مُراد المدينة ظافرًا. وفي يوم الجُمُعة 10 رجب 989هـ المُوافق فيه 9 آب (أغسطس) 1581م، دخل أكبر كابُل وقضى سبعة أيَّام في التريُّض بِحدائقها، وخِلال تلك الفترة بلغه أنَّ ميرزا مُحمَّد حكيم يُريد أن يجلو عن وطنه وينضم إلى الأوزبك في بلاد ما وراء النهر بعد أن عجز عن انتزاع السُلطة من أخيه، وخشي من بطشه فيما لو أمسك به. تخوَّف أكبر من هذا الأمر، كما اعتبر أنَّ جلاء أخيه عن بلاده هو ضربٌ من العار، فأرسل إليه لطيف خواجة ومعهُ فرمان العفو عن كُل ما سبق من خُرُوقاته وتعدياته، فردَّ مُحمَّد حكيم بِكتابٍ يتضمَّن وعدًا وقسمًا بأن لا يخرج على أخيه مُجددًا. وردَّ أكبر مُحمَّد حكيم إلى حُكم كابُل على أن تكون إمارةً تابعةً لِلدولة المغوليَّة، ويكون هو نائب السلطنة فيها، ثُمَّ قفل وعاد إلى الهند.

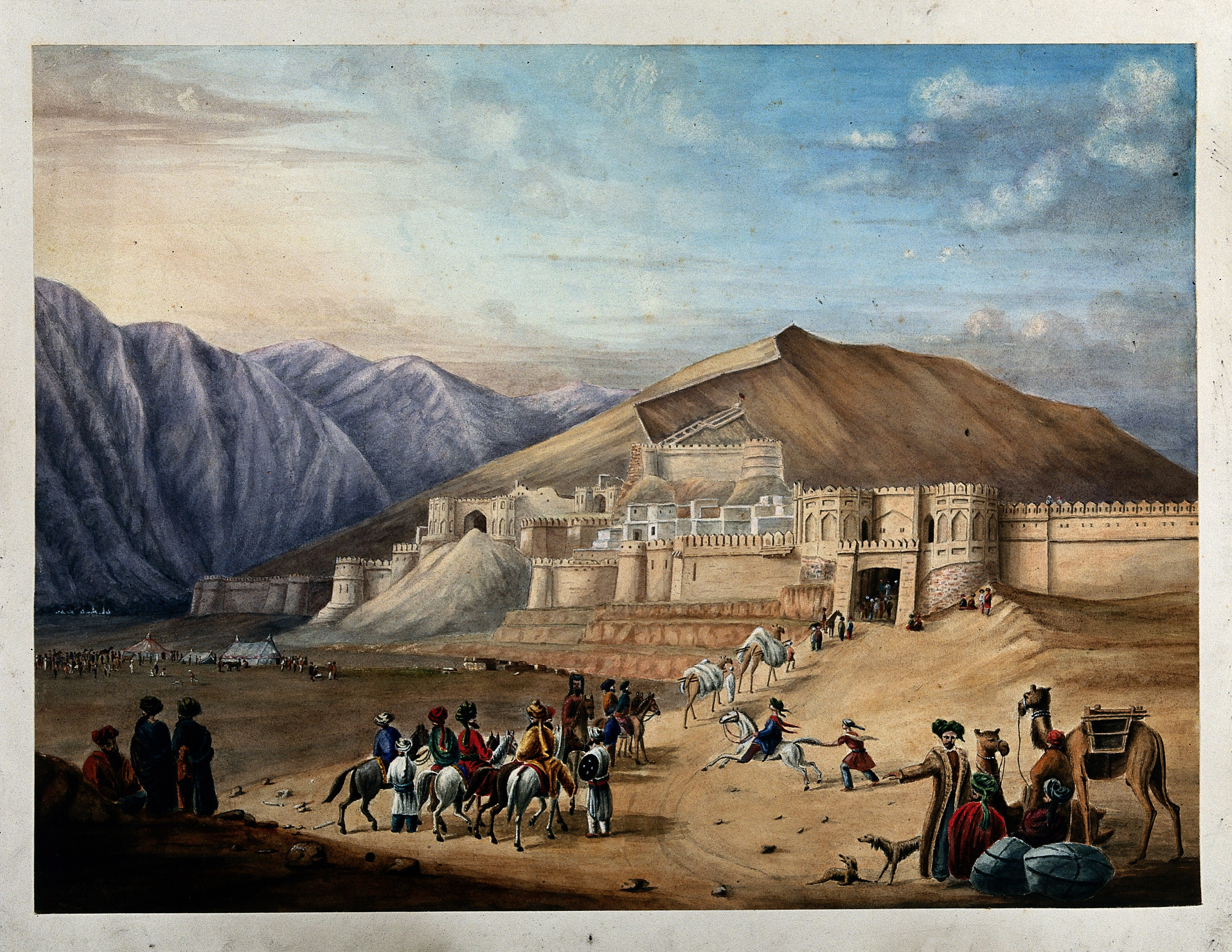
رسمٌ يُصوِّرُ مدينة كابُل الحصينة التي ضمَّها المغول إلى دولتهم في الهند خلال عهد السُلطان جلالُ الدين مُحمَّد أكبر سنة 993هـ المُوافقة لِسنة 1585م.

ظلَّ ميرزا مُحمَّد حكيم حاكمًا على كابُل حتَّى تُوفي في سنة 993هـ المُوافقة لِسنة 1585م، فضُمَّت بعدها إلى الدولة المغوليَّة، وولَّى عليها أكبر «كنور مانسينگه» الهندوسي، ولم يُولِّ أحدًا من أبناء مُحمَّد حكيم الثلاثة: فريدون وكيقباد وأفراسياب، كونهم كانوا صغار السن لا يقدروا على مهام المُلك، واعتبر بعض المُؤرِّخين أنَّ تولية أكبر لِمانسينگه كانت من دلائل تسامُحه وحُكمه القويّ، إذ كانت هذه أوَّل مرَّة يُعيَّن فيها هندوسي في حُكم ولايةٍ إسلاميَّةٍ في الهند. وكان لِضم كابُل إلى الدولة المغوليَّة نتائج بالغة الأهميَّة: منها أنَّها شكَّلت ضربةً قاضيةً لِثورات الغُلاة من أهل السُنَّة الذين كانوا يطمعون في تولية ميرزا مُحمَّد حكيم سُلطانًا على الهند لِأنَّهُ كان مُغاليًا في سُنيَّته ويستطيعون التحرُّك من خلاله، فاضطرَّ المُترددون منهم والضعاف على الاعتراف بِحُكم أكبر خوفًا من بطشه؛ ومنها أنَّها أزالت الحواجز التي كانت تحول دون تدفُّق الجُنُود الأفغان الشُجعان إلى الهند، فأتاحت لِلدولة المغوليَّة تأمين مورد بشري مُقاتل لا ينضب؛ ومنها أنها وضعت حدًا لِلغارات المُتجدِّدة التي كانت تُهدد الهند من الشمال الغربي، وأفضى هذا إلى إخضاع المنطقة القبليَّة التي تعُجُّ بِقبائل الأوزبك والأفغان المُعادية، فنقل أكبر بلاطه إلى لاهور لِيكون قريبًا من مجرى الأحداث. وكان الأوزبك، بِقيادة عبد الله خان أوزبك الذي خلع طاعة أكبر كما أُسلف، قد طردوا ميرزا سُليمان من بدخشان ووجَّهوا أنظارهم إلى كابُل، وقد لقي عبد الله تأييدًا من قبائل «يوسفزي» الأفغانيَّة لِكُرههم الشديد لِأكبر، إذ عدُّوه مُلحدًا، فأرسل أكبر بعض قادته، مثل الراجا كنور مانسينگه وزين خان والراجا بيهار مال كاشهورها، اصطدموا بِعبد الله وحُلفائه الأفغان وتغلَّبوا عليهم. لعلَّ أبرز نتيجةٍ تمحَّضت عن ضم كابُل لِممالك المغول في الهند، أنَّ أكبر شعر بِأنَّهُ تخلَّص من كُل القُيُود التي تُكبِّله وتمنعه من إتمام إصلاحاته، ولِهذا بدأ يعمل على تنفيذ مشروعه الديني.

### ابتداع الدين الإلٰهي

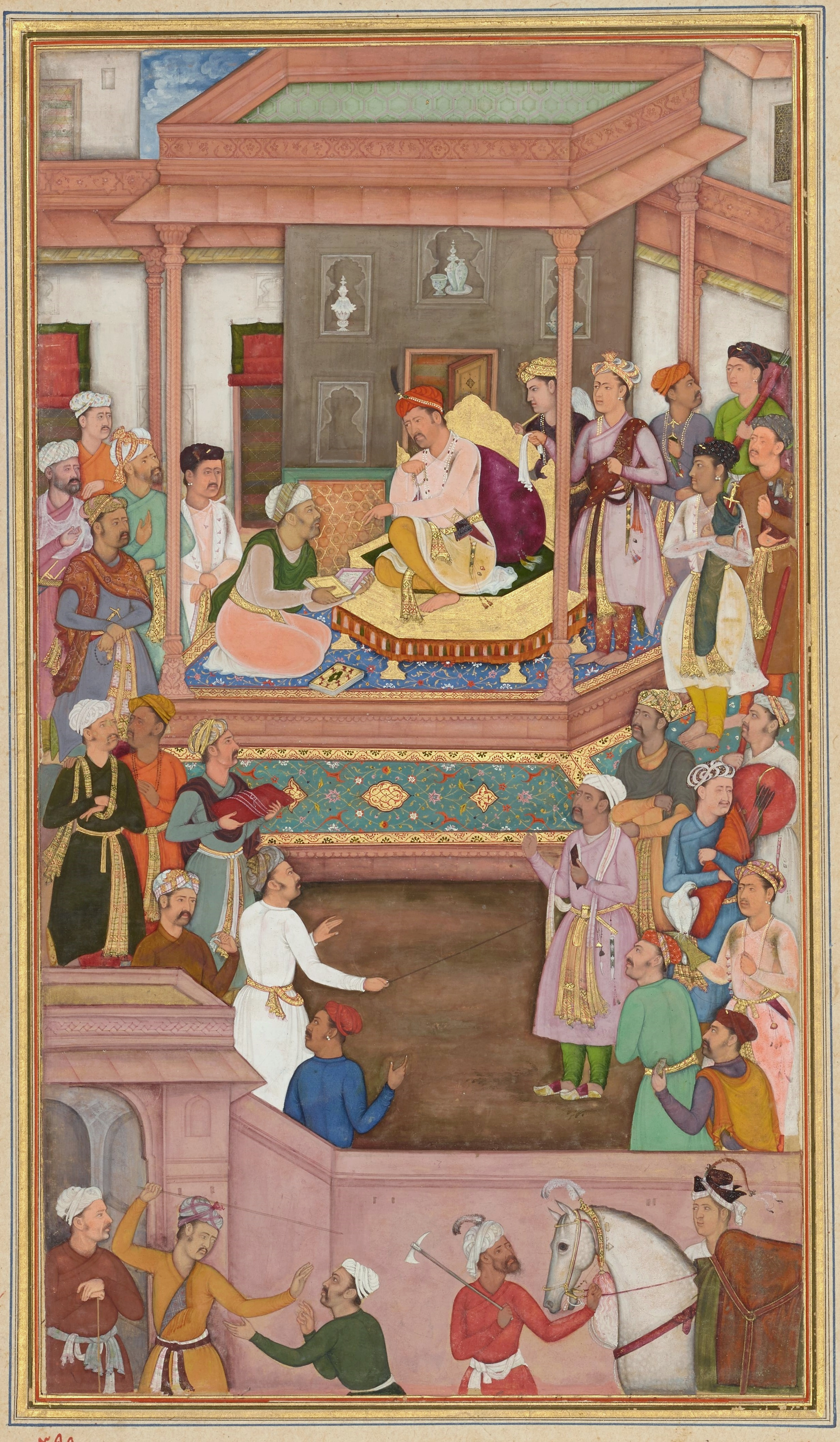
مُنمنمة مغوليَّة تُصوِّر أبا الفضل بن مُبارك وهو يُقدِّم كتاب أكبرنامه إلى السُلطان أكبر. كان أبو الفضل من أبرز العُلماء المُقرَّبين والمُؤثرين بِجلال الدين أكبر.

الواقع أنَّ من أسباب عداء الأوزبك والأفغان لِأكبر هو تقرُّبه من الصفويين في إيران، المُعادين لِأهل السُنَّة والجماعة، وما أُشيع في البلاد الطورانيَّة من أنَّ أكبر ادَّعى الأُلُوهيَّة وأنَّهُ ابتدع دينًا جديدًا أطلق عليه «الدين الإلٰهي». نتيجة ذلك توقَّف الأوزبك عن إرسال السفارات إلى الهند، رُغم قيام أكبر بِإرسال رسائل عديدة ولم يحصل على أي جواب، ثُمَّ أرسل عبد الله خان أوزبك سفارةً إلى أكبر وهو بالپُنجاب، يرأسها «مير قُريشي» وهو من أكابر قومه، وبِصُحبته هدايا كثيرة ورسالة وديَّة إلى السُلطان المغولي مُعربًا في رسالته عن سبب تأخُّره في مُواصلة إرسال السفارات وفي مُقدِّمتها سماعه أخبار الدين الإلٰهي الجديد واستياءه نتيجة ذلك، وردَّ عليه أكبر بِرسالةٍ جوابيَّةٍ أنَّ التأخُّر غير مُبرَّر وأنَّهُ لا يجب الإصغاء إلى المُغرضين وأصحاب النوايا السيِّئة الذين يُريدون تشويه سُمعة الآخرين، وأنَّ السلامة تقتضي أن يُرسل مبعوثيه لِلتعرُّف على دقائق الأُمُور. كما ذكر أكبر في رسالته أنَّ الأُسرة الصفويَّة تنتسب إلى آل بيت الرسول مُحمَّد، ولا يُمكنهُ أن يجعل اختلاف مذهبهم سببًا لِلهُجُوم عليهم وينسى العلاقات القديمة القائمة بين دولته والدولة الصفويَّة، التي استقبلت والده همايون عندما كان في أمس الحاجة إلى حُلفاء وأصدقاء، ونبَّه عبد الله خان أن لا يذكر الشاه الصفوي (عبَّاس بن مُحمَّد خُدابنده آنذاك) بِسُوءٍ مرَّة أُخرى. لكنَّهُ عاد وأكَّد في رسالته على الروابط التي تجمع بين مغول الهند والأوزبك، وأنَّهم يرجعون لِأُصُولٍ مُشتركةٍ، وختم رسالته بِالبيت الشعري التالي (بِالفارسيَّة):
وتعريبه: طالما نُصادق بعضنا البعض، نكونُ برًّا وبحرًا آمنين من الفتنة والشر. والحقيقة أنَّ أكبر كان خِلال هذه المرحلة من حياته يُبطنُ عقيدته في نفسه، بعد أن لم يعد واثقًا من نفسه عن مكان الحقيقة بِفعل ما شاهده في مملكته من كثرة الطوائف والملل والنحل، وبِفعل نشأته على حُب الاستطلاع وعادته في جمع جُملة من المشايخ والعُلماء ومُناقشتهم في مسائل الدين، وكثيرًا ما كان هؤلاء العُلماء والفُقهاء يصمون بعضهم البعض بِالكُفر في حُضُور السُلطان، حينما يشتد النقاش بينهم، وكان منهم فئة من عُلماء السوء الذين كانوا يتهافتون على مُغريات الحياة ويجمدون على ما وجدوا عليه شُيُوخهم وآبائهم. أضف إلى ذلك، كان لِمُصاهرة أكبر لِلهندوس وتقرُّبه منهم، وولادته من أُمٍّ شيعيَّةٍ وتأثُّره أثناء حداثته بِتوجيهات مُربيه ووزيره بيرم خان الشيعيّ وتقريبه العُلماء الشيعة، أمثال السيِّد فتح الله بن هبة الله الشيرازي والشيخ مُبارك بن خضر الناكوري وولديه أبي الفضل وأبي الفيض، بِالإضافة إلى عدم تلقِّيه تعليمًا دينيًّا راسخًا في صغره يعصمه من الزلل؛ كُل ذلك دفعهُ إلى التحوُّل والخُرُوج عن الإسلام وعرَّضهُ لِلاتهام بِالإلحاد والزندقة. هكذا بدأ أكبر يُفكِّرُ في إيجاد دينٍ جديدٍ يجمع فيه أبناء دولته ويقضي على ما يُفرِّقهم، واعتقد في قرارة نفسه أنَّهُ شُعاع الله وفيضٌ منه، باعتبار أنَّ الملكيَّة نورٌ مصدره الله، ويُحتمل أنَّهُ تأثَّر بِالتيَّارات الدينيَّة القائمة في الهند آنذاك، والقائلة بِأنَّ على رأس الألف الثانية الهجريَّة سيظهر المهدي المُنتظر أو ينزل المسيح عيسى ابن مريم لِيُعيد العدل إلى الأرض بعد أن مُلئت ظُلمًا وجُورًا، فاعتبر أنَّهُ أكثر الناس حقًا في أن يكون ظل الله على الأرض كونه أعرفهم وأعلمهم بِالمذاهب وأقدرهم على توجيه أُمُور الرعيَّة لِما فيه الخير.

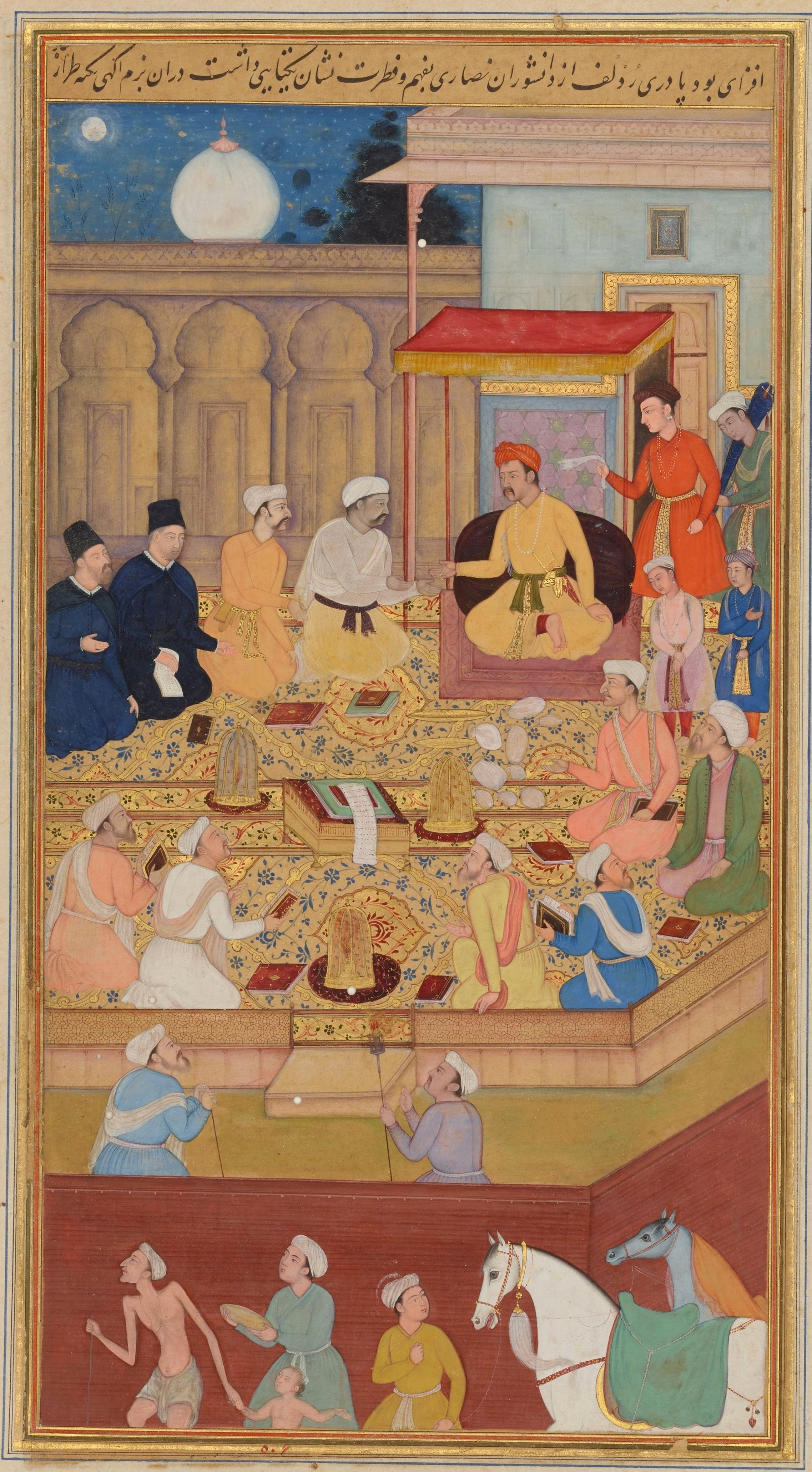
أكبر يعقدُ جلسة مُناقشة دينيَّة في دارة العبادة أو الـ«عبادت خانه» بِمدينة فتحپور، ويظهر فيها جمعٌ من رجال الدين المُسلمين والمسيحيين والهندوس وغيرهم.

كان أكبر قد أمر بِإنشاء «دارة العبادة» أو الـ«عبادت خانه» سنة 983هـ المُوافقة لِسنة 1575م، وهي مُنتدى لِلمُناقشات والمُجادلات الدينيَّة طويلة النفس، ودعا الفُقهاء والعُلماء، من أهل السُنَّة والشيعة، لِلحُضُور إلى هذه الدارة مساء كُلَّ خميس ومُناقشة المذاهب الإسلاميَّة المُختلفة في حضرته، بِهدف التقريب بينها واستنباط مذهبٍ واحد، ولكنَّ هذه المُناقشات لم تُؤدِّ إلى النتيجة المرجُوَّة، بل على العكس، وسَّعت الشقَّة بين المذهبين السُنِّي والشيعي حتَّى أخذ العُلماء والفقهاء يصمون بعضهم البعض بِالكُفر كما أُسلف. عند ذلك سأل أكبر الحاضرين عن من يكون صاحب الحق في إصدار الفتاوى والأوامر الدينيَّة الواجب اتباعها إذا اشتدَّ الخلاف بين الفُقهاء، فتقدَّم الشيخ مُبارك بن خضر الناكوري وقال أنَّ السُلطان يكون صاحب هذا الحق. وتنفيذًا لِهذا الاقتراح كُتب محضرٌ تضمَّن إعلان أكبر «إمامًا عادلًا»، ووقَّعهُ العُلماء والفُقهاء في شهر رجب سنة 987هـ المُوافق فيه شهر أيلول (سپتمبر) 1579م، وقد وضعت هذه الوثيقة السُلطة الدينيَّة كُلُّها في يد أكبر، فأضحى بِذلك السُلطان الروحي على رعاياه إلى جانب سُلطاته الزمنيَّة، وبِالتالي فإنَّهُ سلب العُلماء هذا الحق، ولم يعد لهم أن يتدخَّلُوا في شُؤون الحُكم. وخطا أكبر خُطوةً أُخرى في سبيل توحيد الأديان، فدعا الهندوس والنصارى والبوذيين والبراهمة والجاينيين والمجوس إلى الاشتراك في المُناقشات الدينيَّة، لكنَّ جهوده كُلِّها ذهبت أدراج الريح، وتقاذف الزُعماء الروحيُّون المُختلفون المُجتمعون في دارة العبادة بِأبشع التُهم والشتائم، وعلى الرُغم من سُخريته من هؤلاء جميعًا، فقد راح أصحاب كُل دينٍ يدعيه بِدوره لِنفسه في غير تورُّع ولا استحياء. وأخيرًا هدت أكبر قريحته، بِمُعاونة وزيره أبي الفضل وأخيه أبي الفيض، إلى ابتكار دينٍ جديدٍ يتألَّف من كُلِّ ما هو حسن في سائر الأديان والمذاهب، على وجهٍ يقضي فيما ظنَّهُ لِلوُصُول إلى السَّلام والأمن، وشدَّد في اعتقاده هذا ما شاع في الهند مع نهاية القرن العاشر الهجري من أنَّ البعثة النبويَّة المُحمَّديَّة كانت خاصَّة الألفيَّة الأولى، ممَّا يلزم قيام دينٍ جديدٍ مع بداية الألفيَّة الثانية. وفي شهر جُمادى الأولى 987هـ المُوافق فيه شهر حُزيران (يونيو) 1579م ترأَّس أكبر الصلاة محل الإمام في المسجد الجامع بِفتحپور، وبعد أن فرغ من الصلاة قال: «الله أكبر» مُعلنًا بِذلك أنَّهُ مُشارك لِلطبيعة الإلٰهيَّة، ثُمَّ أعلن عصمته أمام الناس وطلب من جميع العُلماء والأُمَّة جمعاء أن يأتمُّوا بِهديه ورأيه، ومن لم يمتثل خسر أمواله ومُقتنياته، واستوجب الهلاك الأبدي، فالسُلطان هو نائب الله على الأرض ويُنبُوع النِّعم. سمَّى أكبر هذا الدين الجديد «الدين الإلٰهي» (بِالفارسيَّة: دین الهی؛ وبِالأرديَّة: دین الٰہی)، ودمج فيه بعض المبادئ الإسلاميَّة بِمُعتقداتٍ هندوسيَّة وبراهميَّة ومسيحيَّة ومجوسيَّة وجاينيَّة، فأعلن أنَّ الله واحدٌ أحد، وأوصى بِتقديس الشمس والنار كما الهندوس والمجوس، وأنكر الوحي والجن والملائكة والحشر والنشر وسائر المُغيَّبات، كما أنكر المُعجزات، وجوَّز التناسُخ وحرَّم ذبح البقر، وحلَّل أكل لحم الخنزير، وحرَّم عادة السُتي أي حرق الأرملة نفسها مع جُثَّة زوجها، وبدَّل شهادة «لا إله إلَّا الله مُحمَّد رسول الله» بِشهادة «لا إله إلَّا الله أكبر خليفة الله». وفي سنة 1582م فرض أكبر هذا الدين على الناس، فمنع رفع الآذان والصلاة في المساجد، وحثَّ أتباعه على هجر التقليد، ويعني به الإسلام، وأمر بِأن لا يُقرأ من العُلُوم بِالعربيَّة سوى الفلك والرياضيَّات والطب والفلسفة، ومنع الناس من إطلاق بعض الأسماء الإسلاميَّة على أولادهم مثل أحمد ومُحمَّد.

### ضم كشمير

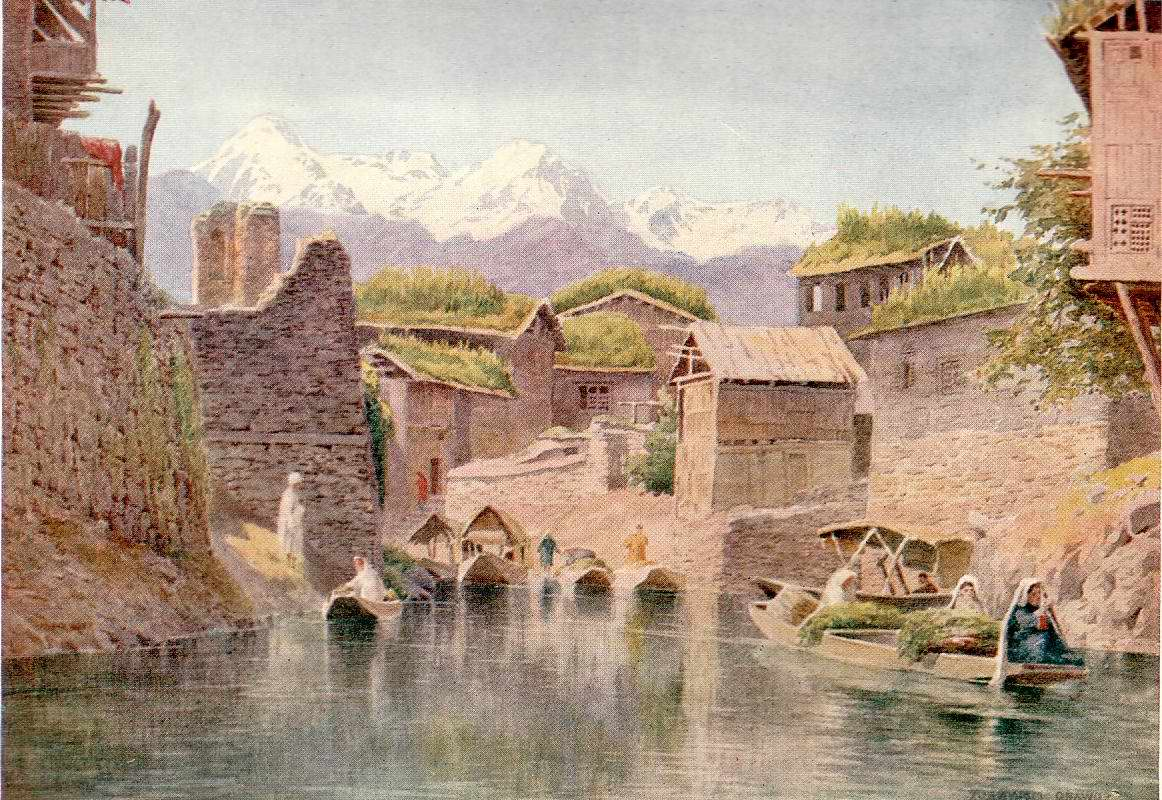
جانب من مدينة سري نگر، قصبة بلاد كشمير.

كان أكبر يطمع في ضم الإمارة الچكيَّة في كشمير بِفعل ما تتمتَّع به من جوٍّ جميلٍ ومناظر ساحرة وأرضٍ خصبة، وكانت آنذاك تحت حُكم يُوسُف شاہ الچكِّي، فاتخذ من مُعاملة الأخير القاسية والشديدة لِرعاياه الهندوس ذريعةً لِيُهاجمه ويضم بلاده إليه، فأرسل قائديه، ميرزا شاهرُخ والراجا بهجوانداس، لِقتال الأمير الكشميري في سنة 994هـ المُوافقة لِسنة 1586م، ولكنَّ الثلج والبرد أعاقهما عن إتمام فتحها وإن كان حاكمها قد عقد الصُلح على أن يُرسل ولديه إلى بلاط أكبر لِيكونا رهينة، وتجنَّب هو الذهاب بِنفسه. لم يقبل أكبر هذا التصرُّف من يُوسُف شاہ الچكِّي وقد أراد أن يضمّ كشمير إلى أملاكه، فأرسل جيشًا آخر بِقيادة مُحمَّد قاسم خان لِإخضاعه، فشدَّد الضغط عليه حتَّى أجبرهُ على إعلان خُضُوعه، ودخل الجيش المغولي مدينة سري نگر عاصمة البلاد الكشميريَّة، وأعلن يُوسُف شاه دُخُوله في خدمة أكبر، فأكرمه الأخير هو وابنه يعقوب الذي كان قد استأنف المُقاومة ثُمَّ هُزم واستسلم، فعيَّن كُلًّا منهما في وظيفة «منصبدار». وضُمَّت كشمير إلى أملاك المغول وأضحت ولاية من ولاياتهم في الهند، وذلك في سنة 995هـ المُوافقة لِسنة 1587م. وقد زار أكبر كشمير في سنة 997هـ المُوافقة لِسنة 1589م وعهد بِإدارتها إلى عددٍ من القادة من ذوي الخبرة والمقدرة، وأضحت مُنذُ ذلك الحين مصيفًا لِلسلاطين المغول.

### ضم السِّند وأُريسَّة

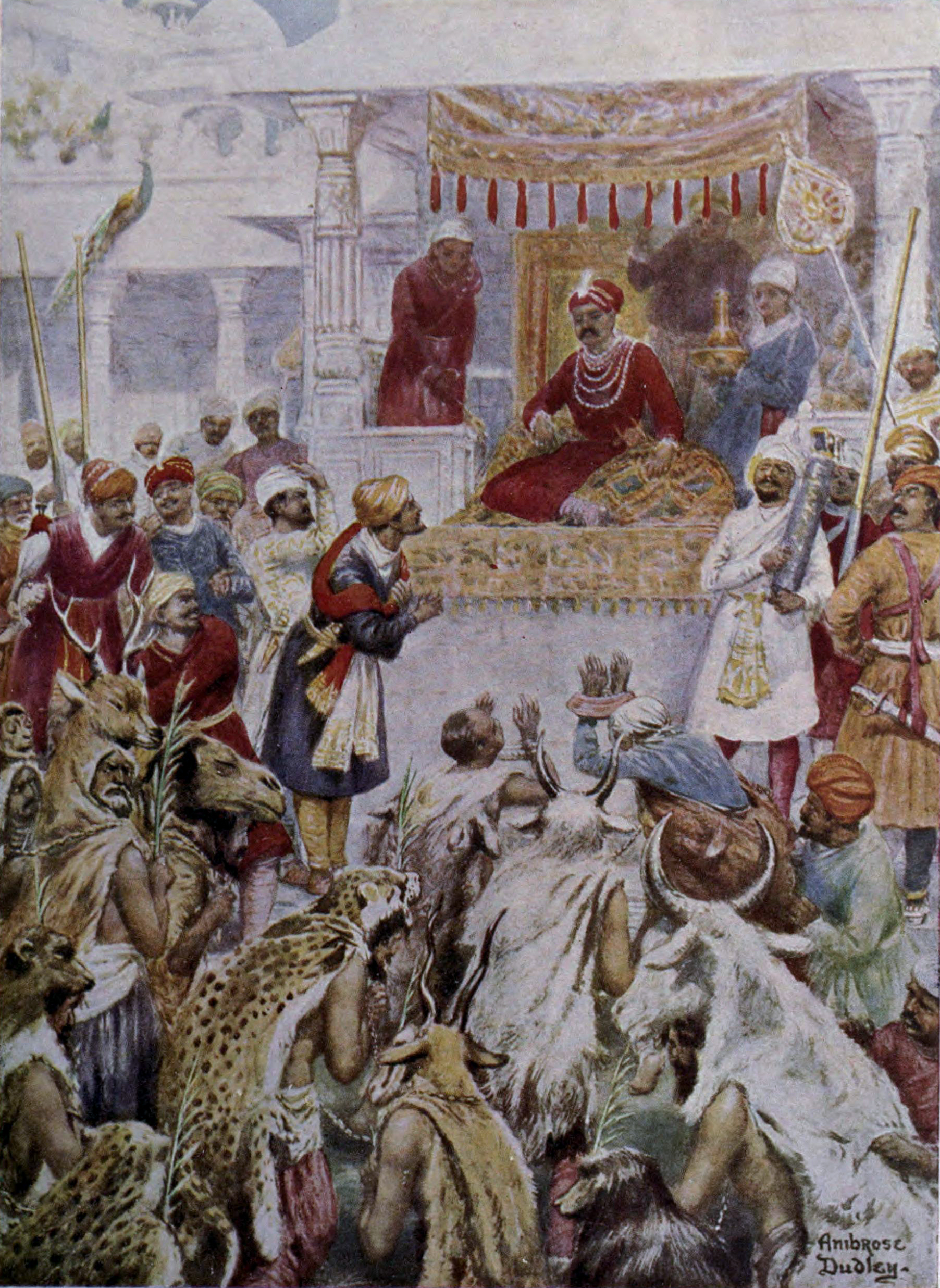
إحضار أسرى وعُصاة أُريسَّة أمام السُلطان أكبر.

كانت المُلتان خاضعة لِحُكم المغول مُنذُ سنة 982هـ المُوافقة لِسنة 1574م، وعهد أكبر بِحُكمها إلى عبد الرحيم خان خانان، وأمرهُ بِاتخاذ الإجراءات اللازمة لِفتح جنوبي السند. والمعروف أنَّ أكبر كان قد أخضع بهاكاراس، ولكنَّهُ لم يتمكَّن من إخضاع الجُزء الجنوبي. كان حاكم هذه المنطقة آنذاك جاني بك بن مُحمَّد التُرخاني، الذي رفض الدُخُول تحت سيادة المغول واستقلَّ بِحُكمها. خاض عبدُ الرحيم معركتين ضدَّ جاني بك فانتزع منهُ حصنيّ «تهتَّة» و«سهوان» وأجبرهُ على الاستسلام في سنة 1000هـ المُوافقة لِسنة 1592م، بعد أن ضيَّق عليه الحصار وقطع عنهُ المُؤن لِدرجةٍ دفعتهُ ورجاله إلى أكل لُحُوم الخُيُول والإبل، فحملهُ إلى أكبر الذي عفا عنه وعيَّنهُ أميرًا على تهتَّة، وخلفهُ بعد وفاته ابنه غازي بك.
خلال أحدث السند، استقلَّ «قُطلوه خان اللوحاني» بِحُكم أُريسَّة في سنة 998هـ المُوافقة لِسنة 1590م، واتَّخذ لِنفسه لقب «قُطلوه شاه» لِلدلالة على استقلاله بِالأمر. وقُطلوه خان المذكور هو أحد القادة العسكريين في جيش داود خان بن سُليمان الكرَّاني، الذي كان يحكم أُريسَّة بِصفته نائبًا لِلسلطنة المغوليَّة، لكنَّهُ استقلَّ بها خلال شهر تشرين الأوَّل (أكتوبر) 1575م بعد أن اضطرَّ الجيش المغولي لِلانسحاب منها إثر تفشِّي وباء الطاعون في رُبُوعها، فعاد أكبر وأرسل إليه جيشًا آخر بِقيادة حُسين قُلي بك اشتبك معهُ في معركةٍ طاحنةٍ يوم الخميس 16 ربيع الآخر 984هـ المُوافق فيه 12 تمُّوز (يوليو) 1576م، وهزمه هزيمةً شنعاء، وساقهُ إلى أكبر الذي أمر بِإعدامه. وهكذا بقيت أُريسَّة في حوزة المغول إلى أن أشهر قُطلوه خان العصيان، فأرسل إليه أكبر أمير بيهار الراجا مانسينگه لِحربه وإخضاعه، وقبل أن يشتبك الطرفان في قِتالٍ تُوفي قُطلوه خان، فخلفه ابنه نزار خان الذي وقع عليه عبء الدفاع عن الإمارة، فاشتبك في قتالٍ خفيفٍ مع القُوَّات المغوليَّة قبل أن يستسلم نتيجة التفاوت في القُوَّة، فاعترف بِتبعيَّته لِلمغول يوم 14 شوَّال 998هـ المُوافق فيه 15 آب (أغسطس) 1590م، ودفع ما ترتَّب على إمارته من أموالٍ مُتأخرة، فأعادهُ السُلطان إلى حُكم تلك البلاد. وعندما فرغ أكبر من ضم السند، عاد نزار بن قُطلوه لِإشهار العصيان، فثار وحاول الاستيلاء على مُقاطعتيّ پوري وجگنَّة، فتصدَّى لهُ الراجا مانسينگه وهزمهُ في معركةٍ يوم 7 رجب 1000هـ المُوافق فيه 18 نيسان (أبريل) 1592م، على مقرُبةٍ من بلدة «مدنافور»، وطرده من البلاد، وسيطر على مُجمل أُريسَّة، التي أمر أكبر بِضمِّها إلى صوبة البنغال، فأضحت جُزءًا من الدولة المغوليَّة مُنذ ذلك التاريخ، واستمرَّت كذلك حتَّى سنة 1164هـ المُوافقة لِسنة 1751م عندما انتزعها المهراتيُّون.

### ضم بلوشستان وقندهار

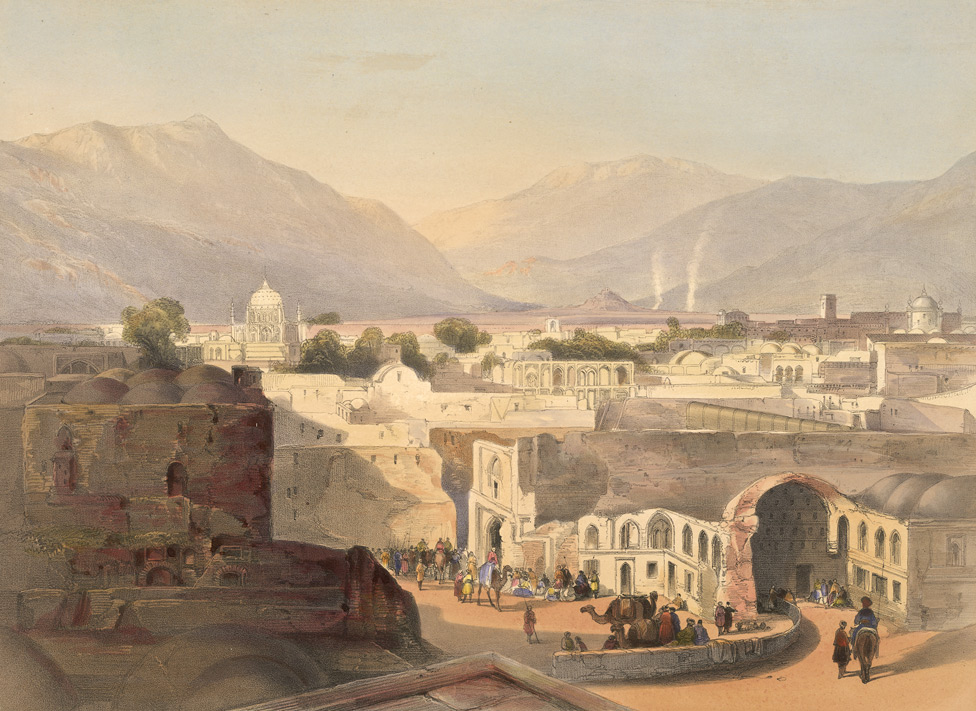
رسمٌ لِمدينة قندهار التي أعادها أكبر إلى حظيرة الدولة المغوليَّة في الهند بعد أن خرجت من حوزتهم لِمُدَّة ثلاثين سنة قبعت خِلالها تحت حُكم الدولة الصفويَّة. مهَّدت سيطرة أكبر على وادي السند وبلوشستان إلى سيطرته على قندهار بعد أن حاصرها من ثلاثة جوانب قبل أن يدخُلها صُلحًا.

عيَّن أكبر في شهر جُمادى الآخرة 1003هـ المُوافق فيه شهر شُباط (فبراير) 1595م مير مُحمَّد معصوم البكھري لِفتح بلوشستان، وتقع هذه البلاد إلى الشمال من دولته، وكانت تحت حُكم الأفغان الپارنيين، وذلك تمهيدًا لِانتزاع قندهار من الصفويين. تمكَّن أكبر من إقناع عشرات زُعماء قبائل البلوش من خلع طاعة الأفغان والقُبُول بِتبعيَّتهم لِلمغول، فيما وجَّه مير مُحمَّد معصوم سالِف الذِكر لفتح بلاد الزُعماء الذين لم يقبلوا بِذلك. هاجم القاد المغولي حصن «سيبي» الواقع شمال غرب مدينة كويته، فاستسلم صاحبه وبقيَّة زُعماء القبائل، واعترفوا بِسيادة أكبر عليهم، وتوجَّهوا إلى بلاطه مُعلنين خُضُوعهم. نتيجةً لِهذا، ضُمَّت بلوشستان بما فيها جميع المناطق ذات الأهميَّة الاستراتيجيَّة في مكران إلى الدولة المغوليَّة، وأضحى المغول يُحيطون بِقندهار من ثلاث جهات. كان أكبر يُمنِّي النفس، مُنذُ أمدٍ بعيد، بِاستعادة إقليم قندهار من الصفويين، كونه يُشكِّل مفتاح الطريق إلى حُدُوده الشماليَّة الغربيَّة. وكانت قندهار تتبع مغول الهند في الأصل، لكنَّها وقعت تحت سيطرة الصفويين بِقيادة الشاه طهماسب بن إسماعيل قبل نحو ثلاثين سنة، وطُرد منها حاكمها المغولي. ولمَّا كان أكبر حريصًا على عدم مُعاداة الصفويين بِسبب مُعاونتهم والده ولِأنَّ والدته فارسيَّة شيعيَّة، فإنَّهُ غضَّ النظر عنها حتَّى حين، ثُمَّ عمل على ضم السند وبلوشستان ممَّا مهَّد الطريق أمامه لِاسترداد الإقليم المذكور، وانتهز فُرصة انهماك الشاه عبَّاس بن مُحمَّد خُدابنده بِحُرُوبه مع العُثمانيين والأوزبك، واندفع بِقُوَّاته إلى هذا الإقليم، وكان حاكمه مُظفَّر حُسين ميرزا على خِلافٍ مع الصفويين ويخشى خطر الأوزبك، لِذلك ارتمى في أحضان أكبر وطلب منهُ إرسال أحد قادته لِتسلُّم الإقليم، فأرسل «شاه بك»، فتسلَّم قندهار من دون حرب، وعيَّن مُظفَّر حُسين في وظيفة منصبدار وأميرًا على سمبهال. كما زوَّج أكبر حفيده خُرَّم مُحمَّد بِابنة مُظفَّر حُسين المدعُوَّة «قندهاري بيگم». وبِضمِّ قندهار سيطر أكبر على كامل شماليّ الهند ووسطها باستثناء جُزء من ميوار، وأضحى لهُ مملكةً واسعة الأرجاء تمتد من آخر حُدُود البنغال الشرقيَّة إلى ما وراء جبال الهندوكوش وأرض كابُل وغزنة وقندهار في الغرب، ومن جبال الهيمالايا في الشمال إلى نهر نربدا في الجنوب. ومن الجدير بِالذكر أنَّ ضم قندهار لم يُعكِّر صفو العلاقات المغوليَّة - الصفويَّة، فتتابع تبادل السفارات بين أكبر والشاه عبَّاس، لكنَّ ميزان القُوى مال لِصالح المغول.

### الفُتُوح في الجنوب

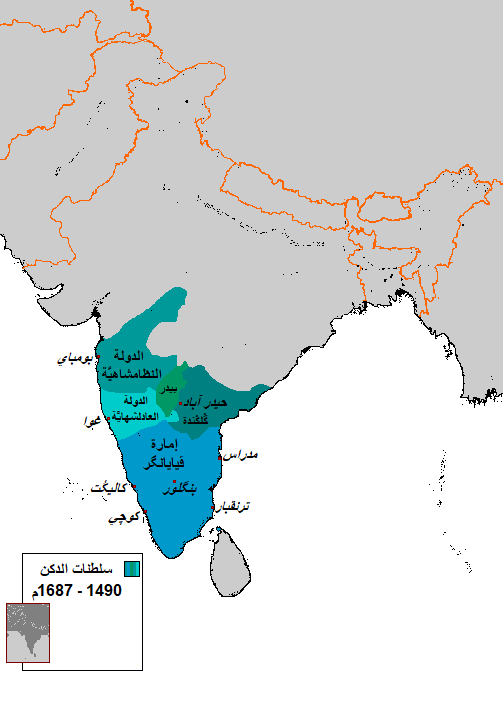
خريطة تُظهر الحُدُود التقريبيَّة لِلسلطنات الإسلاميَّة في الدكن بِالإضافة إلى إمارة ڤيايانگر الهندوسيَّة.

بعد السيطرة على الشمال والوسط، التفت أكبر إلى التوسُّع باتجاه الجنوب حيثُ الممالك الإسلاميَّة الخمس التي قامت على أنقاض الدولة البهمنيَّة في الدكن، وكان يطمع دائمًا في ضمِّها إلى دولته وتوحيد الهند كُّلُّها تحت حُكمه، وهي: الدولة البيداريَّة في بيدر، والدولة القطبشاهيَّة في گُلكُندة، والدولة العادلشهايَّة في بيجافور، والدولة النظامشاهيَّة في أحمد نگر. وكانت الدُول سالِفة الذِكر في تنافُسٍ دائمٍ وعداءٍ مُستمرٍّ ما خلَّف أجواء مُناسبة لِلتدخُّل الخارجي. وكان صاحب أحمد نگر مُرتضى نظام بن حُسين شاه قد أغار على إمارة برار في سنة 980هـ المُوافقة لِسنة 1572م وضمَّها إلى مُلكه، فقويت بِذلك شوكته وأضحى يُشكِّلُ قُوَّةً خطيرة. وقامت في شمال هذه السلطنات سلطنة إسلاميَّة أُخرى هي سلطنة خاندش وعاصمتها بُرهانفور، وقد ضمَّها سُلطان الگُجرات آخيرًا، وعندما ضمَّ أكبر البلاد الأخيرة، أصبحت خاندش تابعة اسميًّا لِلمغول يدفع صاحبها الخِراج لهم. وأحاط بِهذه السلطنات الإسلاميَّة بعض الإمارات الهندوسيَّة، وفي مُقدِّمتها إمارة ڤيايانگر التي تقع في أقصى الجنوب في طرف شبه الجزيرة الهنديَّة. كانت الخُطوة الأولى على طريق الضَّم مُحاولة سياسيَّة من جانب أكبر، فأرسل في شهر شوَّال سنة 999هـ المُوافق فيه شهر آب (أغسطس) سنة 1591م، السُفراء إلى أصحاب تلك السلطنات يطلب منهم الاعتراف بِسيادته وأن يدفعوا لهُ ضريبةً سنويَّةً تعبيرًا عن هذا الاعتراف، لكنَّ هؤلاء رفضوا طلبه باستثناء صاحب خاندش، ما دفع أكبر إلى انتهاج طريق القُوَّة لِتحقيق غايته.

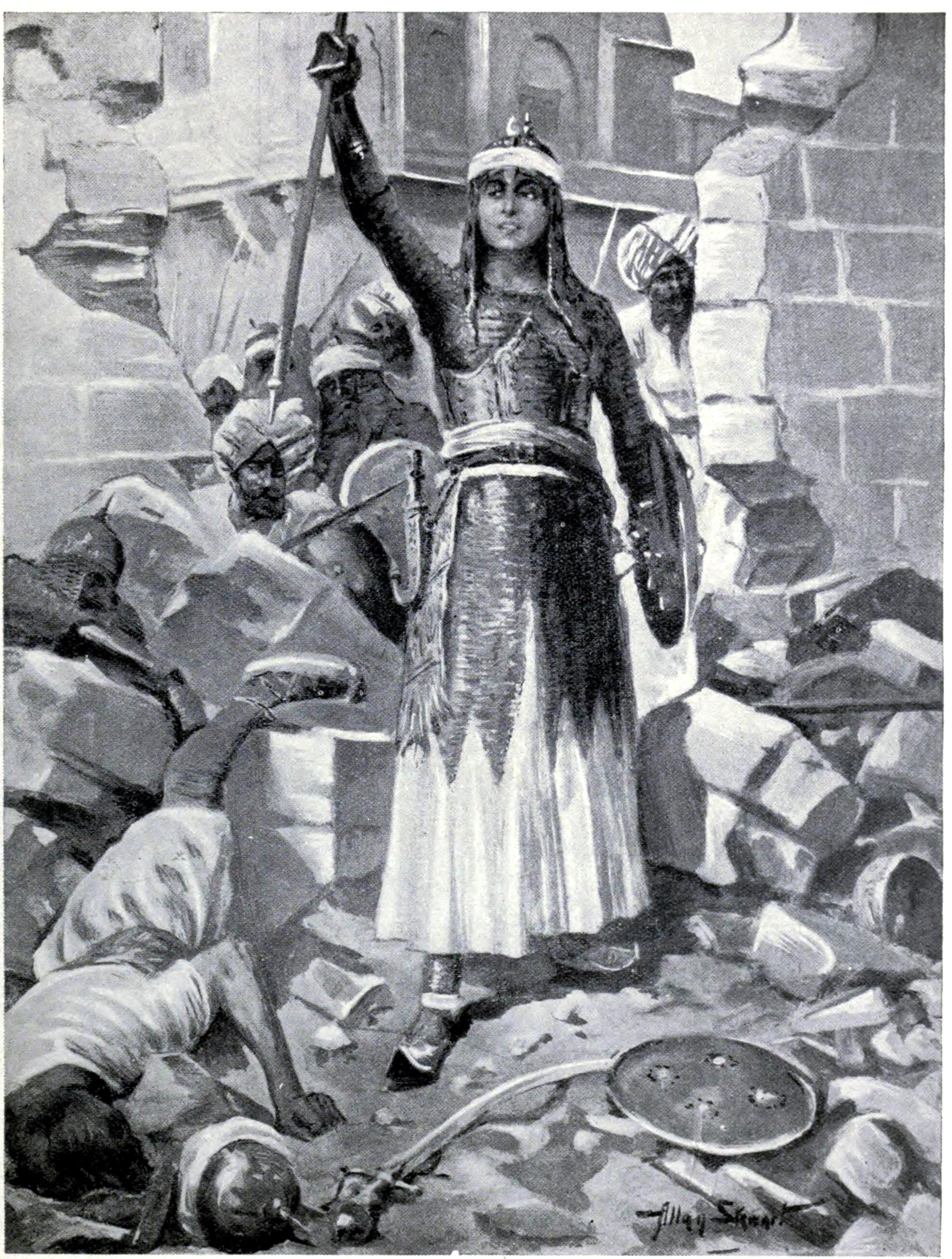
رسم تخيُّلي لِلأميرة چاند بيبي، الوصيَّة على العرش النظامشاهي، وهي تُدافع عن حصن أحمد نگر ضدَّ المغول، سنة 1595م.

كانت الدولة النظامشاهيَّة، بِحُكم موقعها الجُغرافي، أُولى الدُويلات التي اصطدم بها أكبر، وساعدهُ على ذلك اضطراب أوضاعها بِسبب النزاع على السُلطة بين اثنين من المُتنافسين، هُما الأميرة «چاند بيبي» العمَّة والوصيَّة على الطفل بهادُر بن إبراهيم النظامشاهي، صاحب الحق الشرعي في حُكم الدولة، والأمير مُحمَّد خُدابنده المدعوم من الوزير «ميان منجهو»، وقد التمس هذا الأخير المُساعدة من السُلطان أكبر. أرسل أكبر جيشًا كبيرًا لِضم أراضي الدولة النظامشاهيَّة في سنة 1003هـ المُوافقة لِسنة 1595م بِقيادة ابنه مُراد والقائد عبد الرحيم خان خانان، فحاصرا المدينة وضرباها بِالمدافع، ودافعت «چاند بيبي» عن المدينة بِبسالةٍ مُلفتة، والتمست المُساعدة من الدُول الإسلاميَّة المُجاورة، فأسرع لِنجدتها كُلٌّ من إبراهيم بن طهماسب العادلشاهي سُلطان الدولة العادلشهايَّة، ومُحمَّد قُلي بن إبراهيم القُطبشاهي سُلطان الدولة القطبشاهيَّة. واستعصت الدولة العادلشهايَّة على المُهاجمين الذين بلغ الأعياء والتعب منهم، فجنحوا إلى السلم. ومن جانبها وافقت «چاند بيبي» على إحلال السلام بِسبب الإنهاك الذي بدا على جُنُودها. واتفق الطرفان على أن يأخذ أكبر برار ويحتفظ بهادُر شاه بِمدينة أحمد نگر والقُرى التابعة لها، واعترف السُلطان أكبر بِبهادُر النظامشاهي سُلطانًا على أحمد نگر، وبِذلك حالت شجاعة «چاند بيبي» دون أن يُحقق المغول نصرًا سريعًا وحاسمًا. وشهدت الدولة النظامشاهيَّة بعد ذلك خِلافات حادَّة بين الأُمراء الذين رفضوا المُعاهدة المُبرمة مع المغول وبين الأميرة «چاند بيبي»، كان من نتيجتها أن قُتلت الأميرة. وحاول المُتآمرون نقض المُعاهدة واستعادة برار، فساروا إليها على رأس خمسين ألف فارسٍ لِطرد المغول منها ما أدَّى إلى إعلان الحرب على النظامشاهيين مرَّةً ثانية. تلقَّى الأُمراء النظامشاهيين المُساعدة من سلاطين الدُويلات المُجاورة، وشكَّلوا حلفًا لِمُناهضة المغول والتصدِّي لهم. وتجاه فشل ابنه مُراد وقائده عبد الرحيم خان خانان، قرَّر أكبر إدارة العمليَّات العسكريَّة بِنفسه. واشتبك الطرفان في شهر جُمادى الآخرة 1005هـ المُوافق فيه شهر شُباط (فبراير) 1097م في عدَّة معارك كانت سجالًا ولم تنتهِ إلى نتيجةٍ حاسمة. فساد الاضطراب في المُعسكر المغولي وبِخاصَّةٍ بعد وفاة مُراد، الذي كان يقود الجُيُوش، نتيجة إدمانه على شُرب الخمر، فاضطرَّ السُلطان إلى إرسالة صديقه ومُستشاره المُخلص أبا الفضل بن مُبارك الذي ذهب إلى ميدان القتال، كمال أرسل ابنه الثاني دانيال إلى المُعسكر، وذلك في سنة 1008هـ المُوافقة لِسنة 1599م.

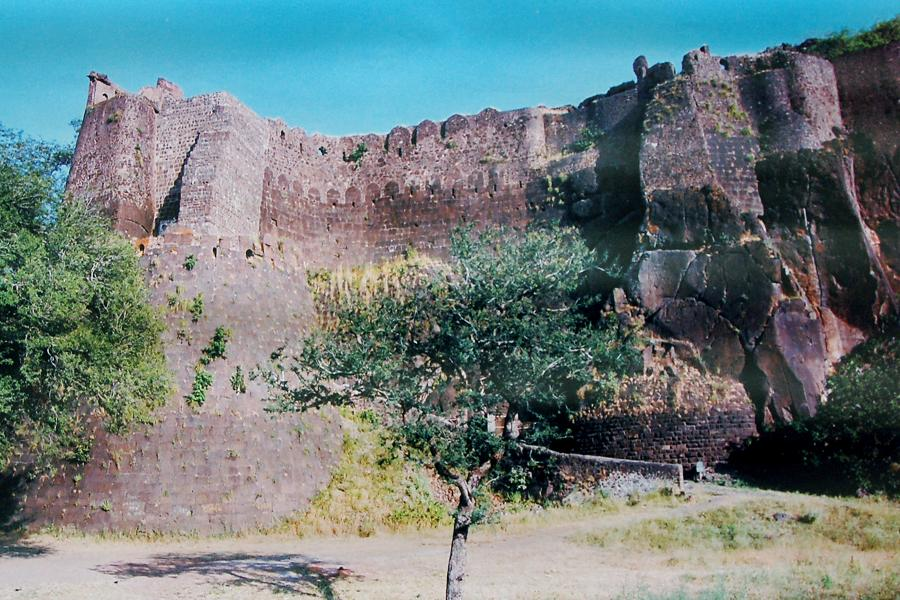
قلعة عسير، أهم وأكثر قلاع سلطنة خاندش مناعةً. تقع اليوم في منطقة بُرهانفور. حاصرها أكبر طيلة سبعة أشهر قبل أن يتمكَّن من افتتاحها.

واضطرَّ أكبر أخيرًا إلى الخُرُوج بِنفسه لِقيادة العمليَّات العسكريَّة، فترأَّس ثمانين ألف فارس وسار بهم إلى الجنوب بعد أن عهد بِأمر حُكُومته إلى ابنه سليم. وحدث في غُضُون ذلك أن انقلبت سلطنة خاندش على حُكمه وانضمَّت إلى جماعة الثائرين، وذلك بعد وفاة سُلطانها راجا علي خان وقيام ابنه ميران شاه بهادُردل بِالمُلك من بعده، وقد ناوأ المغول وامتنع عن دفع الخِراج لهم، وكانت هذه السلطنة تقع في شماليّ الدكن وتُعدُّ ممرًّا إلى الدُويلات الإسلاميَّة في الجنوب، فدخل عاصمتها بُرهانفور ثُمَّ شرع بِحصار قلعتها المشهورة والمنيعة المُسمَّاة «عسير»، في الوقت الذي حاصر ابنه دانيال مدينة أحمد نگر. ووافتهُ في غُضُون ذلك أخبار خُرُوج ابنه سليم عليه وتنصيبه سُلطانًا في مدينة الله آباد في الدوآب الأدنى، فلم يُثنه ذلك عن المضي في خطَّته. وافتقد سُكَّان أحمد نگر وجُنُودها أميرتهم «چاند بيبي» وروحها المُوجِّهة وبُطُولتها واستماتتها في الدفاع والتضحية، ولِهذا سُرعان ما هُزموا، وقُتل ألف وخُمسُمائة جُندي من الحامية أثناء الحصار، فدخل دانيال إلى المدينة وضمَّها إلى الدولة المغوليَّة، وذلك في سنة 1009هـ المُوافقة لِسنة 1600م. واسمرَّ حصار قلعة عسير مُدَّة سبعة أشهر، دافع خلالها المُحاصرون عنها بِشجاعة، ولكن أكبر لجأ إلى استقطاب بعض الأُمراء بِالمال لِإضعاف المُقاومة، كما تفشَّت الأمراض في القلعة، ووقع أميرُها ميران بهادُردل تحت تأثير الأوهام والخوف، فاستسلم لِأكبر الذي دخلها وضمَّها إلى أملاكه، وبِذلك انتهت خاندش وضُمَّت مع الدولة النظامشاهيَّة إلى مُلك المغول، ولم ينل أكبر من الدولتين القطبشاهيَّة والعادلشهايَّة، وبقيتا مُستقلَّتين، وكذلك إمارة ڤيايانگر الهندوسيَّة القابعة في أقصى جنوب الهند. وقسَّم أكبر الفُتُوح الجنوبيَّة إلى ثلاث صوبات هي: صوبة أحمد نگر وصوبة خاندش وصوبة برار، وعيَّن ابنه الشاهزاده دانيال أميرًا عليها جميعًا.

## وفاة أكبر

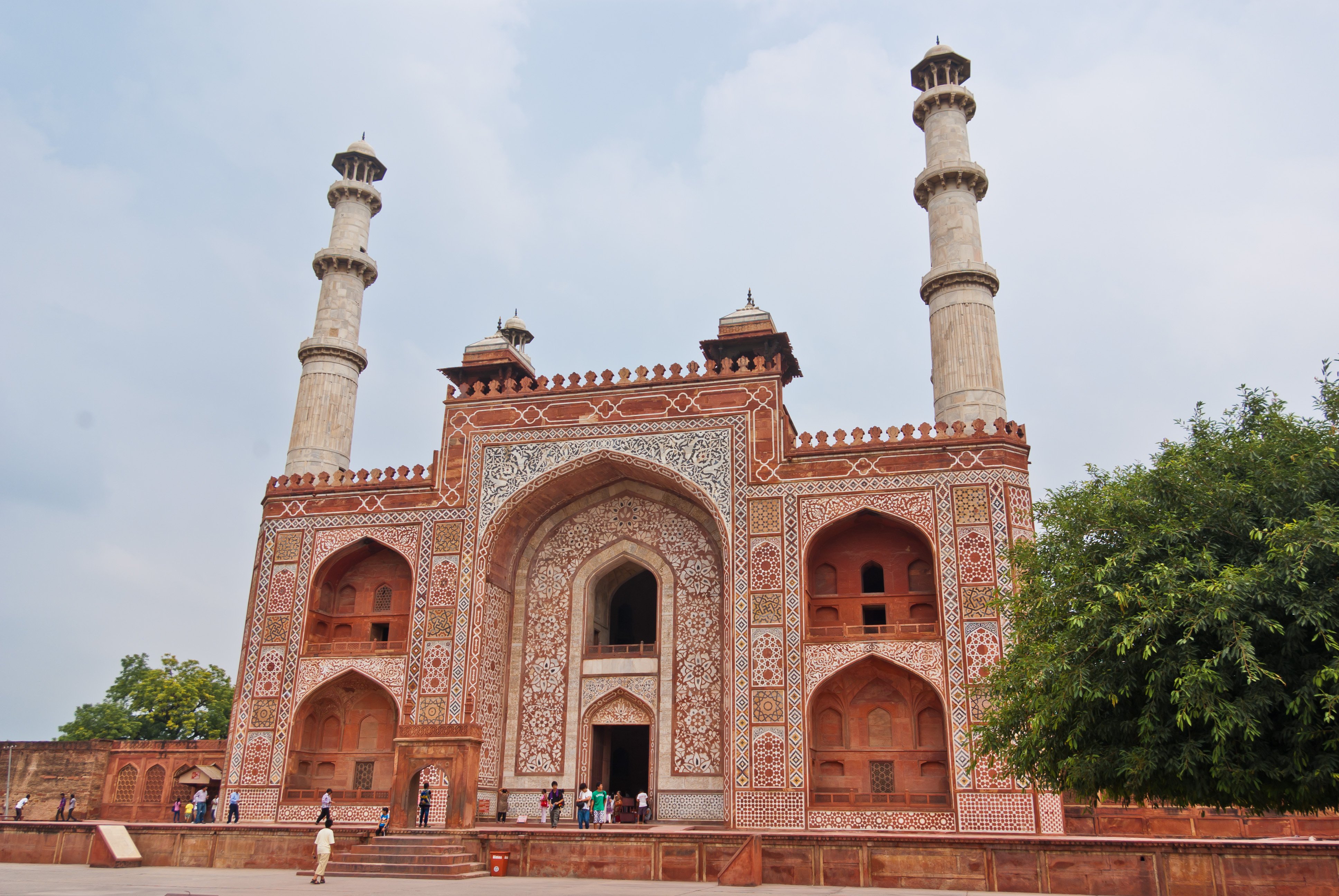
الواجهة الخارجيَّة لِضريح أكبر في ناحية سكندارا بِآغرة، كما بدت سنة 2011م. دُفن أكبر في هذا الضريح قبل تمامه، وأنهى بنائه وليّ عهده جهانكير في سنة 1613م.

سادت أيَّام أكبر الأخيرة الأحزان والآلام، فقد شكَّل أبناؤه مصدر قلقٍ له، فتُوفي ولداه مُراد (1007هـ \ 1599م) ودانيال (1013هـ \ 1604م) بِسبب الإدمان على شُرب الخمر، وأضحى ابنه سليم مثار قلقٍ شديدٍ له، لا سيَّما بعدما ثار عليه في سنة 1009هـ المُوافقة لِسنة 1600م ونصَّب نفسهُ سُلطانًا، وأقام لِنفسه سلطنة مُستقلِّة في الله آباد. ويُحتمل أنَّ ثورة سليم على أبيه كانت بِسبب الجفاء القائم بينهما، بِفعل أنَّ أكبر لم يُغدق على ابنه الحُب الأبوي الحقيقي والضروري، ما دفع الأوَّل إلى الثورة عندما كان والده مُنهمكًا في حملته على الدكن على الرُغم من أنَّهُ ولَّاه على الله آباد. وفي سنة 1011هـ المُوافقة لِسنة 1602م أُصيب السُلطان بِصدمةٍ قويَّةٍ عندما علم بِأنَّ ابنه اتفق مع أحد قُطَّاع الطُرق لِقتل الوزير أبي الفضل، ومع هذا فقد تحسَّنت العلاقة بين الأب وابنه قبل وفاة الأوَّل، وعيَّنهُ وليًّا لِعهده. ويبدو أنَّ وفاة أخويه المُبكرة أعادت الصفاء بينهما لِأنَّهُ أضحى الوريث الوحيد لِلعرش، واضطرَّ والده لِلصفح عنه وراح يُزوِّده بِنصائحه قبل وفاته. غير أنَّ الشاهزاده سليم لم يكن محبوبًا من السُكَّان، ولِهذا حاول الراجپوتيُّون الموجودون في البلاط، تحويل ولاية العهد إلى خسرو بن سليم، حفيد أكبر. ومع أنَّ المُؤامرة فشلت إلَّا أنَّها تسبَّبت في كثيرٍ من المتاعب لِلسُلطان العجوز وهو على وشك السُقُوط ميتًا. وفي سنة 1014هـ المُوافقة لِسنة 1605م أُصيب أكبر بِإسهالٍ حادٍ، تبيَّن فيما بعد أنَّهُ زحار، عجز الأطبَّاء عن مُعالجته، واستمرَّ المرض يشتد ويقوى حتَّى تُوفي أكبر في 30 جُمادى الأولى 1014هـ المُوافق فيه 13 تشرين الأوَّل (أكتوبر) 1605م، مُتأثرًا به، ودُفن في ضريحه الذي كان قد بدأ في بنائه في ناحية سكندارا بِمدينة آغرة، والذي أتمَّهُ فيما بعد ابنه جهانكير. ويُقال إنَّ ما سُجِّل في كتاب «تُزك جهانكيري»، وهو كتاب سيرة حياة السُلطان سليم بن أكبر، من أحوال أكبر عند وفاته، يدُل على أنَّهُ كان قد شعر عند دُنُوِّ الأجل بِأنَّهُ على خطأ وضلال، فجدَّد إيمانه بِأن وحَّد الله وتلفظ بِالشهادتين، ولمَّا فارق الحياة كان مُحاطًا بِجماعةٍ من القُرَّاء الذين كانوا يقرؤون سورة يس ويدعون له. ويعتبر الدكتور عبدُ العزيز سُليمان نوَّار أنَّ القلق النفسي والأزمات العاطفيَّة التي عاشها أكبر في السنوات الأخيرة من حياته، بِسبب وفاة ابنيه ووالدته ثُمَّ أعز أصدقائه وخُلصائه أبا الفضل بن مُبارك، وما رافقها من ثورة ابنه سليم عليه وما ولَّدتهُ في نفسه من قلقٍ وخوف، أدَّت كُلُّها إلى إعادته إلى حظيرة الدين الإسلامي، فتُوفي وهو يُحاول أن ينطق باسم الله.

## نزعات أكبر الدينيَّة

### علاقته مع المُسلمين
تولى أكبر العرش في سنة 963هـ الموافقة لسنة 1556م وهو في الرابعة عشرة من عمره، وظل يحكم الهند خمسين عامًا، وعلى هذا يُقسم المؤرخون نزعات أكبر الدينية وعلاقته بالدين الإسلامي والمسلمين إلى مرحلتين متميزتين ومتناقضتين، ويضيف آخرون مرحلة ثالثة.

#### المرحلة الأولى

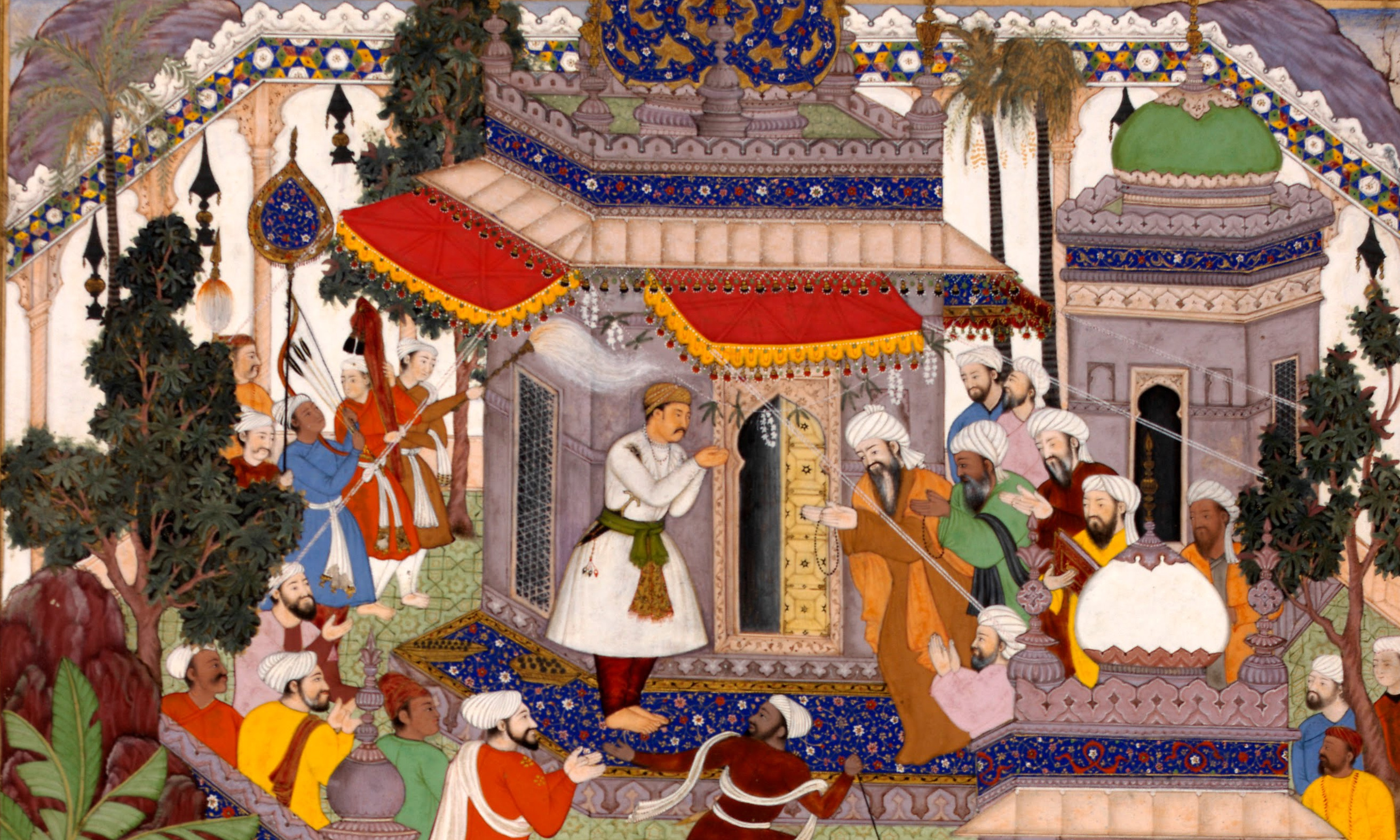
أكبر يزور قبر معين الدين الجشتي. في آچمير ويدعو الله أمامه.

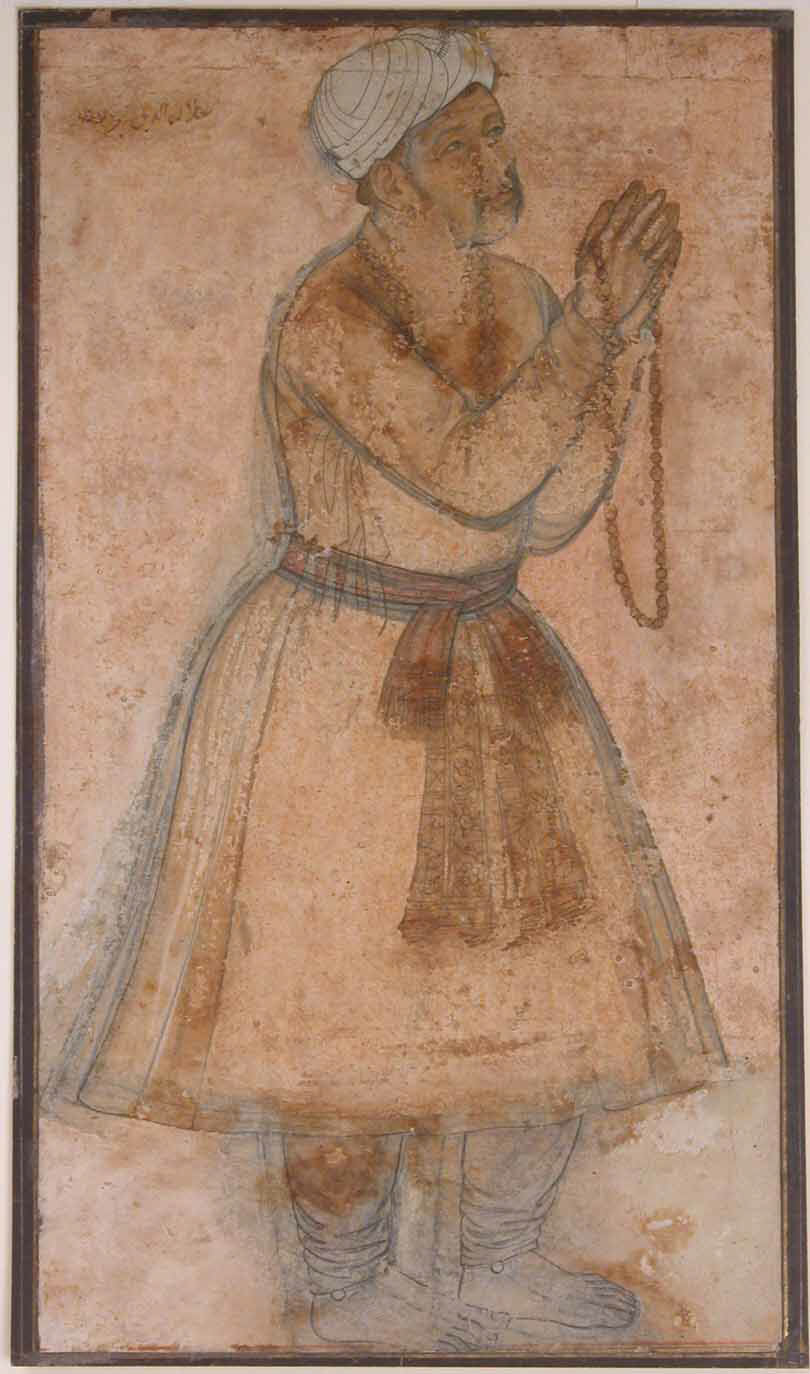
السُلطان أكبر وهو يدعو الله.

استمرت «المرحلة الأولى» مدة عشرين عامًا، أي حتى عام 982هـ الموافق لعام 1574م، فبدأ حكمه راسخ العقيدة الإسلامية كأحسن ما يكون عليه المسلم المخلص، يحافظ على أصول الدين، ويؤدي الصلوات في المسجد وفي أوقاتها، ويقوم أحيانًا مقام المؤذن فيدعو الناس إلى الصلاة. واتصف سلوكه في هذه المرحلة بالتقشف في الحياة والمغالاة في العقائد، وكان متأثرًا بالبيئة المحيطة به وبتقاليد عصره، ومتأثرًا بالمتصوفة في عصره فكان يغلو في تعظيم المشايخ، واعتقاد مكانهم من الله، وشفاعتهم للناس، وكان يزور الأضرحة والمشاهد، ويشد الرحال لزيارة قبور الصالحين من المشايخ المعروفين، وكان يعاقب الناس على مخالفة عقائد الجمهور، وقلة التدين، وضعف الاعتقاد، وكان يقدم النذور إلى ضرائح الأولياء والصالحين، ويشتغل بالأذكار والأوراد في شغف واستغراق، ويصاحب العلماء والصالحين، ويحضر مجالس السماع الصوفية. وقد نقل عبد القادر البَدَايُوني في كتابه «منتخب التواريخ» عدة تصريحات عن تدين أكبر في هذه المرحلة ومغالاته في العقيدة والدين، منها: أنه تجشم عناء السفر مشيًا على الأقدام إلى آچمير شكرًا لله على ولادة سليم، وعرج على دلهي أثناء عودته، وزار قبور الأولياء والصالحين، وكان يتبرك بالشيخ «سليم بن بهاء الدين الجشتي» وازداد محبة له بعدما بشره بثلاثة أولاد، فتحققت بشارته بعد أن كان محرومًا، ولذلك سمى ابنه سليم باسمه على غير عادة المغول في تسمية أبنائهم، وبنى مدينة في المكان الذي كان يقيم فيه هذا الشيخ، بالقرب من آغرة، وجعلها عاصمة له مبالغة في تكريمه وسماها فتحپور سكري. وكان قبل ذلك قد بعث عقيلته جودا باي قبل الولادة حتى تكون موضع عناية الشيخ واهتمامه، وتسعد بدعائه. ووُلد ابنه مراد كذلك في بيت الشيخ سليم. وكان يرحل في كل سنة راجلًا إلى آچمير لزيارة قبر معين الدين الجشتي ويطوف به عدة مرات، ثم يجلس في حضرته وقتًا طويلًا. وكان يشتغل باستغراق في ذكر «ياهو» «ويا هادي» في مصلاه، ولا يبدأ عملًا أو قولًا إلا بدأه بقوله: «يا هادي، يا معين» ويذكر أن لهاتين الكلمتين أثر السحر في نفسه، كما كانتا تثيران حماس أتباعه، فكان جنود جيشه مسلمين وهندوس إذا سمعوه يدعو بهذا الدعاء يرددونه وراءه في صوت جهوري، ثم ينقضون على العدو دون خوف.

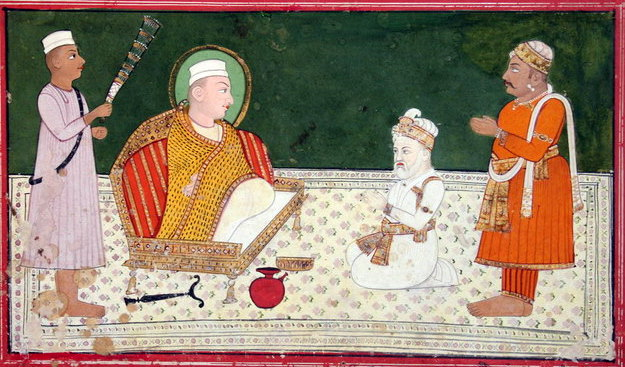
مُنمنمة مغوليّة تعود لِأواخر القرن الثامن عشر الميلادي تُصوِّرُ أكبر (الواقف يمينًا) في حضرة الشيخ سليم بن بهاء الدين الجشتي.

وكان أكبر يطلب في كل ليلة جمعة وهو في مصلاه، الأشراف والمشايخ والعلماء، ويُحضر حلقة من العلماء، ويُباحثهم في المسائل والأحكام. كان قبل خروجه للحرب يتوجه إلى قبور الأولياء والصالحين للدعاء عندها. وتعرض مرة لمحاولة اغتيال في دلهي إلا أنه نجى منها فكان يعد نجاته من كرامة أولياء دلهي. ولما أصبح ولي عهده سليم في سن يبدأ فيها القراءة وأول ما يقرأ الطفل يكون «بسم الله الرحمن الرحيم» وهي عادة تسمى باحتفال التسمية في الهند، طلب من المحدث الشهير «ميركلان الهروي» أن يُشرف بهذه المناسبة فحضر وأقرأ سليم التسمية بحضور أكبر مع جمع من أعضاء الدولة. وحينما بدأ ولي العهد يشدو في القراءة والكتابة، أمره أن يذهب إلى بيت الشيخ «عبد النبي أحمد الكنكوهي» ويدرس عليه الحديث، وكان هو أيضًا يقصد بيته ويحضر درسه، وكان يبالغ في إجلاله، فقام مرتين بوضع نعليه عند احتذاء الشيخ لهما. وكان كذلك مهتمًا بأمر المساجد، فعين سبعة أئمة لأيام الأسبوع السبعة فيتناوبون على الإمامة في الأيام المعينة لهم، ويذكر عنه أيضًا أنه كان يكنس المسجد. وكان يبعث في كل عام عددًا كبيرًا من الحجاج إلى الحرمين في مكة والمدينة على نفقة الدولة، ويبعث مع أمير الحجاج الهدايا والتحف إلى والي مكة المكرمة، ويبعض النقود والغلال لأهل الحرمين، وكان يُشيع الحجاج عند توديع قوافلهم محرمًا كإحرام الحج، مقصرًا للشعر، ملبيًا، حاسر الرأس، حافي القدمين. ولما قدم «شاه أبو تراب» إلى الهند بحجر قيل أن عليه أثر لقدم الرسول ووصل قرب مدينة آغرة خرج أكبر مع حشد عظيم من العلماء والمشايخ لاستقبال الشيخ أبي تراب، وإجلال لمقام الرسول. ومن الشواهد على تدينه وتعبده ما جاء في كتاب «مآثر العلماء» لمؤرخ الدولة المغولية «مير عبد الرزاق خافي خان» المعروف بصمصام الدولة شاه نوازخان (1111هـ - 1171هـ) يقول فيه: «كان الملك أكبر يبذل جهودًا كبيرة في تنفيذ الأحكام الشرعية، والتأكيد على الأمر بالمعروف والنهي عن المنكر، كان يؤذن بنفسه، ويؤم الناس في الصلاة، حتى أنه كان يكنس المسجد، احتسابًا وطلبًا لمرضاة الله.»

#### المرحلة الثانية

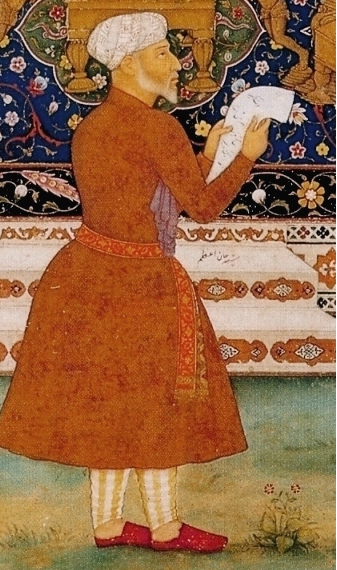
ميرزا عزيز كوكا أخ أكبر من الرضاع، يشير المؤرخون إلى أنه كان دائمًا يغلظ القول على أكبر فيما يخالف الشريعة الإسلامية، وكان لا يستحسن بعض ما اخترعه من السجدة بحضرته وحلق اللحية وغيرها.

هكذا بدأ أكبر المرحلة الأولى من حياته الدينية، ولكنه انقلب فجأة إلى رجل مغاير في «المرحلة الثانية» وذلك بعد أن إعلانه للدين الإلٰهي في سنة 987هـ الموافقة لسنة 1579م، فاعتزم على اتباع سياسة معادية للدين الإسلامي، وقد رأى المسلمون من رعيته أن السلطان يريد القضاء على دينهم، بل إن معارضيه من المسلمين وخاصة من مسلمي الهند لم ينظروا إلى الدين الجديد باعتباره أنه دين أولًا -وهكذا سماه أكبر- بل تم اعتباره من قبلهم مروقًا وإلحادً وكفرًا. ومن أشهر من انتقد سياسته هذه المؤرخ المعاصر له عبد القادر البدايوني، الذي اعتبر الدين الإلٰهي كفرًا وإلحادًا، واعتبر أكبر مرتدًا عن الدين الإسلامي، وأحصى المؤرخون المسلمون ما خرج فيه أكبر عن الإسلام في نقاط كثيرة، منها: أنه أباح السجود للسلطان، والإسلام يمنع السجود إلا لله، دعا إلى عبادة أو تقديس الشمس والنار، وسمح بوضع الخنازير في قصره، واعتبر النظر إليها كل صباح عملًا يستحق التقدير، والإسلام يحرم أكل لحم الخنزير، وحرم أكل لحم البقر والثوم والبصل، وهذه أشياء أحلها الإسلام، كما حرم تربية اللحى، وقد كانت الشعار المميز للمسلمين في الهند في ذلك الحين لأن الهندوسيين كانوا يحلقوا لحاهم، وكان هو وحاشيته يستهزؤون بها، وحلل الخمر وأباح بيعها، وأباح لرعيته أن يتعاملوا بالربا، وأباح للناس بالمقامرة، وأسقط غسل الجنابة. أما بالنسبة لموقفه من المسلمين فقد راح يضهدهم، فأجبر الأولاد الذين يحملون اسم محمد على تغيير أسمائهم، ومنع المسلمين من الزواج من بنات العم والعمة والخال والخالة، وكذلك منعهم من الختان، وأصدر أمرًا بمنع تعليم اللغة العربية، وكذلك أوجب على خاصته أن يرتدوا الملابس الحريرية أثناء الصلوات، وألغى بعض أركان الإسلام، وحظر على الناس أن يصوموا شهر رمضان، ومنع الناس من أداء الحج، وبلغ به الأمر في عام 1004هـ الموافق لعام 1595م أن كان يعاقب كل من يتجرأ على ذكره بأشد أنواع العقوبة، وتعطلت أعياد المسلمين في عصره وانقطع الاحتفال بها، وتحولت المساجد في عصره إلى مرابط للخيول وإلى معابد هندوسية. وحرم إنشاءها وترميمها.
وأصدر أكبر في سنة 989هـ أمرًا يمنع فيه الزكاة، وراح يسخر ويزدري المعتقدات الإسلامية، فأنكر المعجزات، وقام بازدراء الدين الإسلامي وإهانته، ووصم تراث المسلمين كله بالحُدوث، واعتبره مجموعة من السفاهات، وأن واضعيه ومؤسسيه أعراب فقراء من جزيرة العرب كانوا مفسدين في الأرض وقطاع طرق. وكان يسخر من حادثة الإسراء والمعراج، ومن الوحي، وكذلك يذكر المؤرخون أنه كان يهين ويعترض على النبوة المحمدية، وكان ينفر من أسماء النبي ويكرهها، وكانت الأسماء مثل أحمد ومحمد ومصطفى ثقيلة على سمعه، وغير أسماء خاصة أصحابه إلى أسماء أخرى، وبالإضافة إلى منع الحج والصوم والزكاة، فقد أسقط الصلاة، بالإضافة إلى الاستهزاء بأركان الإسلام وفرائضه، وذكر البدايوني أن أحدهم قد ألف عدة رسائل عن العبادات الإسلامية في أسلوب تهكمي ساخر، وإيراد اعتراضات عليه، وقد نالت هذه الرسائل إعجاب السلطان، وأصبحت واسطة له لدى السلطان في التقرب منه. يقول عبد القادر البدايوني المعاصر لأكبر بخصوص عدائه للإسلام: «إن الإسلام بهذا قد هدمت أركانه وأنقض بنيانه، ولم يمض غير خمس أو ست سنوات حتى انقلب كل شيء رأسًا على عقب ولم يبق في نفس أكبر أثر ضئيل من دينه القديم القويم الإسلام، بل لقد أبدى مظاهر العداء الشديد للدين الذي آمن به في شبابه والذي آمن به أسلافه من قبل.»
ولم تكن التغييرات التي أحدثها أكبر مقصورة على الدين وحده بل أحدث تغييرات تؤذي شعور المسلم، لأنها ذات صلة وثيقة بالتشريع أو النظام الإسلام، فقد تزوج من بنات أمراء الهندوس ليرتبط وإياهم برابطة ولاء النسب، وسمح لهن بالاحتفاظ بأديانهن وبالقيام بشعائر هذه الأديان داخل قصره، وهذا الأمر محرم في الإسلام فلا يجوز الزواج من غير المسلمة إلا في استثناء واحد وهو الزواج من نساء أهل الكتاب، كما استبدل التقويم الهجري بتقويم جديد أسماه التقوم الإلهي، يبتدئ بسنة جلوسه على العرش، وجعل شعار أتباعه «الله أكبر» يقصد بذلك أنه الله. هزت هذه الحركة المجتمع الإسلامي في الهند هزة عنيفة، وأثار هذا التحول ضجة بالغة المدى في دولته، غير أن كل من عارضها كان نصيبه النفي والاضطهاد والتشريد، ومع هذا فقد لقيت الحركة تأييدًا من بعض العلماء المسلمين الذين كانوا يبتغون الوسيلة والقربى إلى السلطان، وخاف بعضهم من اضطهاد الملك ورجاله، ولم يتحرجوا من تأييده، ويذكر المؤرخون أنه لولا تأييد هذا النفر من العلماء لما استطاع أكبر أن يقيم دعائم دينه الجديد، يقول أحمد السرهندي: «ومما لا مجال فيه للشك أن كل ما وقع من المداهنة والتخاذل في الأحكام الشرعية في هذا الزمان، وما ظهر من الفساد والوهم في نشر الدعوة الإلهية وإبقاء مآثرها في هذا العصر، إنما يرجع سببه إلى علماء السوء الذي هم لصوص الدين وشر من تحت أديم السماء، أولئك حزب الشيطان ألا إن حزب الشيطان هم الخاسرون».
ومع هذا فإن المسلمين في الهند لم يخضعوا لأمر أكبر، حيث ظهر علماء آخرون تمسكوا بدينهم وعارضوا الدين الإلٰهي معارضة عنيفة، فأعلنوا معاداته وهاجموا آراءهم، وأبدوا استنكارهم لهذه الأوضاع قدر مستطاعهم، وكان على رأسهم «أحمد السرهندي»، الذي قام بحركة تجديدية مضادة، تعتبر رد فعل لما قام به أكبر، إلا أن آثار دعوته هذه لم تظهر إلا بعد موت أكبر في عهد ابنه جهانكير. ومنهم «إبراهيم المحدث الأكبرآبادي» الذي ذهب ذات مرة إلى عبادت خانه بناء على دعوة أكبر، فلم يسجد له، ولم يأت بالتحيات التقليدية للملك باعتبار أنها مخالفة للشريعة الإسلامية، ثم خطب عنده بجرأة ولم يتهيب من شوكة أكبر الملكية. ومنهم «شهباز كنبوه» الذي كان من كبار الأمراء في بلاط أكبر، الذي كان ذا جرأة على السلطان، ولا يبالي برضاه أو سخطه فيما يخص الأمور الشرعية في الإسلام، فلم يقصر اللحية، ولم يشرب الخمر، ولم يرغب في الدين الإلٰهي قط. ومنهم «عبد القادر الأجي» لم يكن يوافق السلطان في مخالفة الشريعة، ومنهم «عبد القادر اللاهوري» الذي يذكر المؤرخون أن أكبر كان ساخطًا عليه لشدة تمسكه بالشريعة الإسلامية، فأمره أن يسافر إلى مكة المكرمة. وكان من بين العلماء الذين ردوا عليه «بدر الدين بن سليم الجشتي» الذي كان محترمًا عند السلطان في شبابه، ولكن لما رأى تحول أكبر قطع جميع علاقاته معه، واعتكف في منزله، إلا أنه تم التضييق عليه، فلم ير مفرًا إلا أن يهاجر إلى مكة المكرمة وتوفي فيها. ويذكر المؤرخون أنه بالإضافة إلى ما سبق فقد شتت أكبر معارضين آخرين ونفى بعضهم وقتل البعض الآخر، فكان بين من قتل رئيس القضاة «عبد الله الأنصاري السلطانبوري»، و«عبد النبي الكنكهوني». وعمل أكبر على اضطهاد العلماء والفقهاء خاصة أهل السنة والجماعة، فعطلت الحكومة رواتب العلماء والفقهاء، وصادرت أراضيهم واقطاعاتهم، وعزل أكبر جميع القضاة المسلمين وبلدهم بمن كانوا يدينون بدينه، وقتل كثيرًا من العلماء خفية لعدم موافقتهم في معتقداته. بالإضافة إلى العلماء، فقد ظهرت ثورات متعددة في بعض أقاليم الدولة كردة فعل لإعلان أكبر لدينه الجديد، فظهرت ثورة في البنغال وجونفور في عام 987هـ الموافق لعام 1579م بسبب نفور علماء الدين المحافظين من نزعات أكبر الدينية، وأفتى قاضي جونفور «محمد يزدي» بوجوب حرب السلطان لما استحدثه من بدع تزعزع بناء الإسلام في الهند، وبلغت هذه الثورة درجة كبيرة من العنف إلا أن أكبر استطاع القضاء عليها. وقامت ثورة بقيادة «ميرزا محمد حكيم» حاكم كابل أخ أكبر في سنة 989هـ المُوافقة لِسنة 1581م بهدف مناهضة أكبر حيث اعتبروه ملحدًا يجب القضاء على تياره الإلحادي إلا أن هذه الثورة لم تنجح وتم لأكبر القضاء عليها.

#### المرحلة الثالثة
يضيف بعض المؤرخين مثل عبدُ العزيز سُليمان نوَّار مرحلة ثالثة إضافة إلى المراحل السابقة، تمتد من سنة 1009هـ/1601م إلى سنة 1014هـ/1605م، حيث اعتبر أن هذه الفترة كانت مليئة بالقلق النفسي والأزمات العاطفية، حيث فقد فيها أكبر ابنيه وأمه، وأعز أصدقائه أبا الفضل بن مبارك الناكوري، وخلالها ثار ابنه سليم، وغادر عاصمته فتحپور سكري، أدت إلى إعادته إلى الدين الإسلامي، فتوفي وهو يحاول أن ينطق باسم الله. وقد سجل ابنه جهانكير في كتاب «تُزك جهانكيري» أحوال أكبر عند وفاته، فذكر ما يدل على أنه عندما شعر بأنه على خطأ وضلال عند دنو أجله، فجدد إيمانه بتلفظه بكلمة التوحيد، ولما فارق الحياة كان محاطًا بمجموعة من القراء الذي كانوا يقرؤون سورة يس، ويدعون له.

### علاقته مع الهندوس

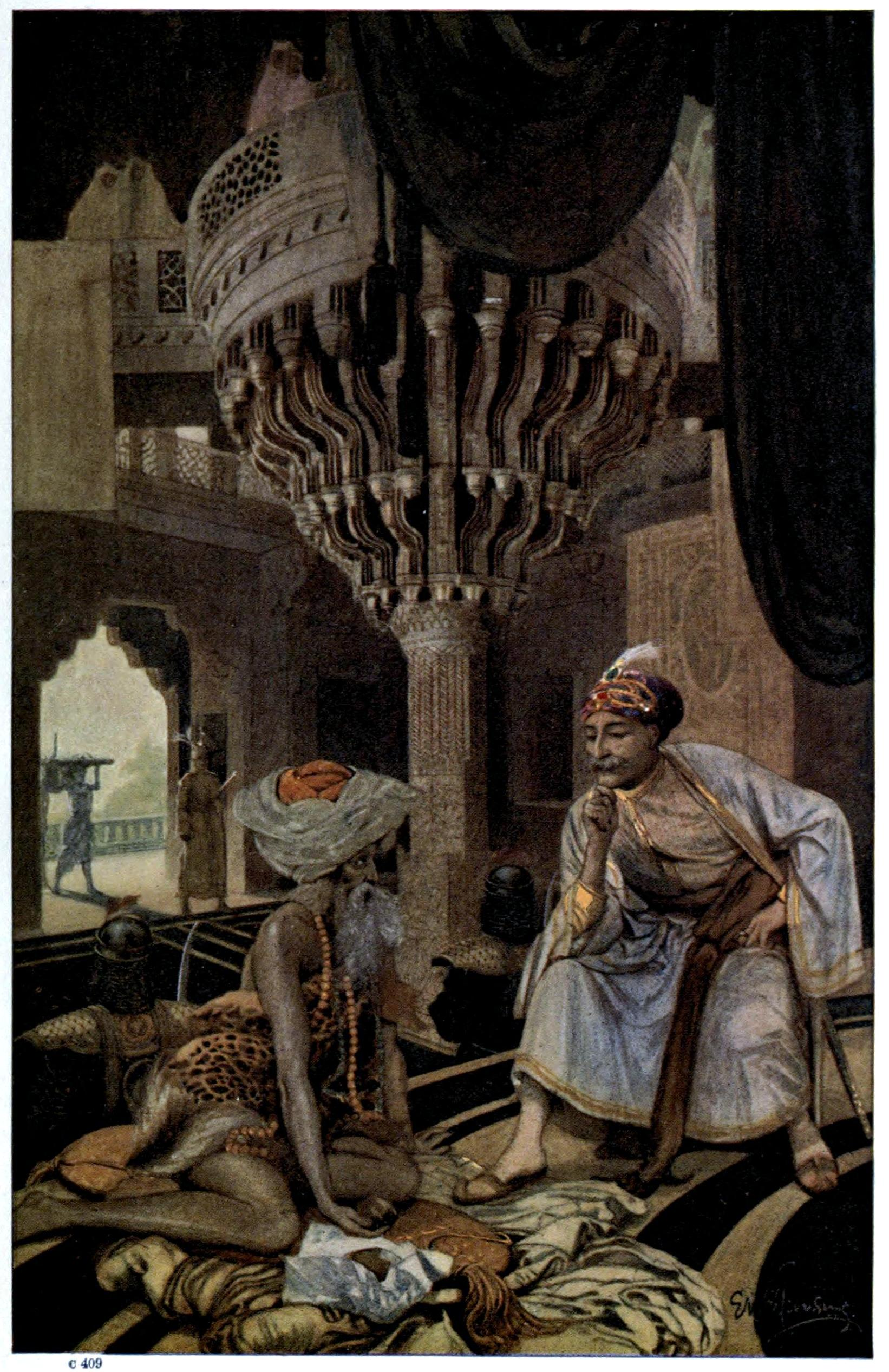
رسمٌ لِأكبر وهو يُحاورُ هندوسيًّا من طبقة الفُقراء.

كان أكبر يرى أن سياسة أسلافه في الحكم تجاه الهندوس يشوبها الخطأ حيث أنها كانت قائمة في أغلب الأوقات على العداء والحرب، ورأى أنه من الواجب أن ترتكز دولته على أساس قوي من حب رعاياه ورضاهم، بصرف النظر عن عقائدهم ومذاهبهم، وأن عليه البدء في عهد جديد يتقرب فيه منهم لنفخ روح جديدة في الدولة، ولهذا بدأ يعمل على كسب حب الهندوس بوجه عام والراجپوت خصوصًا، فقد كان الراجپوت يكونون الطبقة الحربية في المجتمع الهندي، وكانوا سلالة القادة العسكريين في الهند، ولم يكن في استطاعة الأسرة الحاكمة أن تستغني عن تأييدهم، واتخذ لتحقيق هذا الهدف وسائل كثيرة، منها:
- المصاهرة، حيث بدأ أكبر يعقد أحلافًا تعتمد على الزواج وصلات النسب،[la 34] وكان «بيهار مال كاشهورها [الإنجليزية]» أول راجا يقدم ابنته زوجة لأكبر وذلك في عام 969هـ الموافق لعام 1562م، وقد ضمن هذا الزواج تأييد هذه الأسرة الراجپوتية القوية، وكان يمثل فجر عهد جديد في تاريخ السياسة الهندية.[la 35] وفي عام 978هـ الموافق لعام 1570 تزوج أكبر أميرتين من جسلمير وبيكانر. وفي سنة 922هـ الموافقة لسنة 1584م زوَّج ولي عهده الأمير نور الدين سليم من ابنة «راجا بهگونت داس [الإنجليزية]».
- التعيين في مناصب الدولة، إذ راح أكبر يعمل على تشجيع رعاياه الهندوس وتقدير خدماتهم، وخاصة الراجپوت فقربهم منه وفتح لهم أبواب بلاطه، وعينهم بالمناصب الرفيعة في الدولة مدنية وعسكرية على السواء، ووضع فيهم ثقته الكاملة، وأتاح لهم الترقي، فتولى عدد من الراجات مناصب القيادة في جيشه، كما شكل الهندوس نصف عدده.[86]
- التسامح الديني، وكان هذا أهم المبادئ التي قامت عليها سياسة أكبر، فأتاح لهم حرية العقيدة والرأي، وشجع على إحياء عاداتهم وأعرافهم، واختلط بهم وشايعهم في تقاليدهم وعاداتهم. كذلك رفع الجزية التي كانت تُفرض عليهم، والرسوم التي كانوا يلزمون بها عند الحجيج إلى مقدساتهم، وساوى في معاملته بين المسلمين والهندوس من رعاياه، بل يذكر المؤرخون أنه كان أكثر محاباة للهندوس، وأنه كان شديد الوطأة مع المسلمين متسامحًا معهم.[86]
- الإصلاحات الاجتماعية، فكان شديد العناية برفاهية رعاياه من الهندوس، فبذل جهده لكي يرفع عنهم ما نزل بهم ضيم، وعمل كذلك على القضاء على المفاسد والعيوب التي كانت تشوب مجتمعهم، فمنع زواج الأطفال، وحارب ممارسة عادة الستي، وشجع زواج الأرامل، ودعا لمحاربة التمييز بين الطبقات، وعمل على نشر التعليم بين الجميع دون استثناء، فكان الهندوس يدرسون مع المسلمين جنبًا إلى جنب دون أي تفرقة. جنى أكبر نتيجة هذه السياسة عددًا من الفوائد، منها أنه استطاع أن يضمن ولاء الراجپوت وتأييدهم، وانتهى خطرهم الذي كان يهدد الدولة، وتحول الهندوس وأمرائهم الراجپوتيون من أعداء للدولة إلى خدّام لها وحُماة لأراضيها. وكانوا أعوانًا له كذلك في القضاء على الفلول الأفغاني المتبقي في الهند. وكان من الحكمة أن يعمل السلطان على الاستفادة من جهود الراجپوت، فقد كانوا عنصرًا حربيًا مميزًا.[87][88][89]

### علاقته مع النصارى

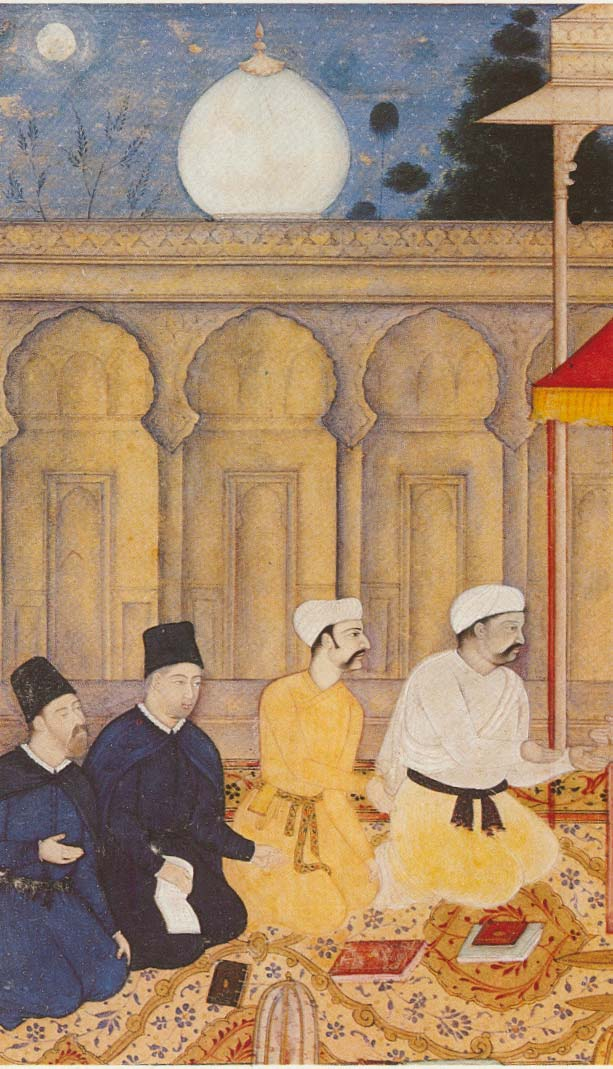
الأبوان اليسوعيَّان رودولف أكواڤيڤا وفرنسيسكو هنريكس يحضران جلسة مُناقشة في دارة العبادة بِحُضُور السُلطان أكبر.

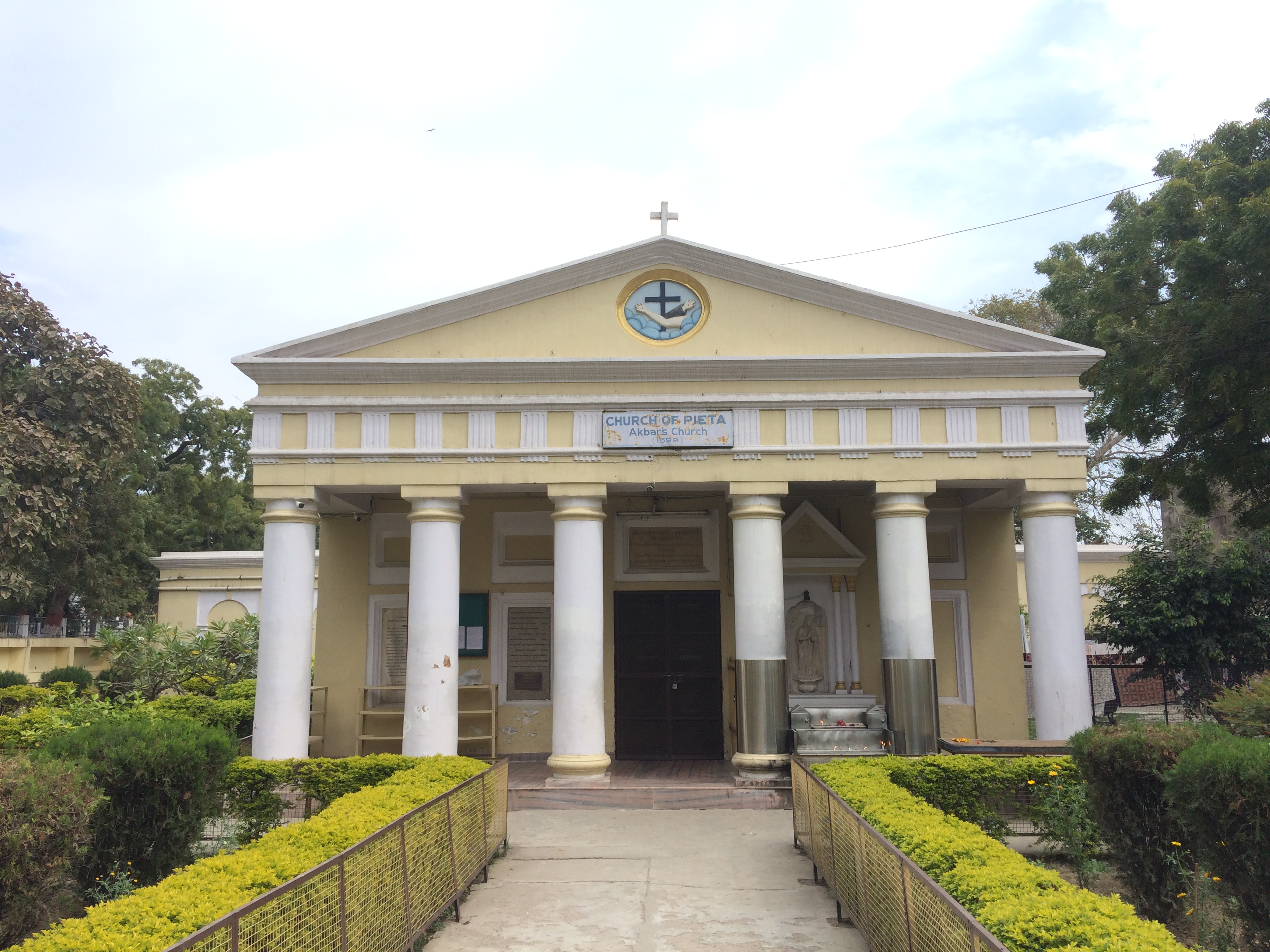
بيعة السُلطان أكبر في مدينة آغرة. بناها الآباء اليسوعيُّون في المدينة سالِفة الذِكر سنة 1600م، بعدما أجاز لهم أكبر بناء الكنائس في بلاده في سبيل التقرُّب من الپُرتُغاليين.

كان عدد النصارى في الهند خِلال عهد أكبر يصلُ إلى حوالي مائة وخمسين ألفًا من النساطرة الذين اعتنقوا هذا المذهب على يد كهنةٍ سُريان، وتوزَّعوا في المُدن والقُرى المُتناثرة على سواحل الملبار بِخاصَّة، وشكَّلوا طبقةً خاصَّةً مُنعزلةً انطوت على نفسها بِهدف المُحافظة على بقائهم وسط مُحيطٍ بشريٍّ مُوزَّع بين المُسلمين والهندوس. واعترفت البراءات البابويَّة مُنذُ سنة 898هـ المُوافقة لِسنة 1493م لِلپُرتُغاليين بِحق الولاية على المُحيط الهندي وعلى بِحار الصين، وخوَّلتهم حق إنشاء مُطرانيَّات وأُسقُفيَّات، وتعيين أساقفة، والتبشير بِالإنجيل، ولم يكن لِأحد من رجال الدين أن يأتي إلى هذه الديار والمناطق إلَّا بِإذنٍ خاصٍ من ملك الپُرتُغال وبعد أن يُعرِّج على لشبونة وگووه. وأنشأ الپُرتُغاليُّون في گووه مركزًا لِرئيس أساقفة، وكاتدرائيَّة ودير لِلرُهبان الفرنسيسكان، ومعهد لاهوتي لِإعداد الكهنة لِعمل الكِرازة والتبشير بين الهندوس، كما سمحوا لِعددٍ كبيرٍ من المُرسلين، من كُل الدُول الأوروپيَّة، بِالمجيء إلى الأقطار الآسيويَّة والهنديَّة بِخاصَّة، وبذلوا لهم كُل عونٍ وحماية في سبيل تسهيل مُهمَّتهم لِحمل الوثنيين على اعتناق المسيحيَّة. وقام الآباء اليسُوعيُّون بِمجهودٍ كبيرٍ لِلتبشير بِالإنجيل ونشر المسيحيَّة، أمثال الأب فرنسيس اكسافييه النبراني، والأب فالغنياني، الذي شهدت حركة التبشير على يديه نقلةً نوعيَّة في استقطاب الطبقات الدُنيا والمنبوذين، أمثال صيَّادي السمك، وُصُولًا إلى طبقة المُلُوك والأسياد وعلية القوم.
وبِوصفه سُلطانًا مُنفتحًا على الديانات الأُخرى، أراد أكبر أن يطَّلع على فلسفة الدين المسيحي، فأرسل مبعوثًا إلى گووه في سنة 987هـ المُوافقة لِسنة 1579م يطلُب إرسال رُهبانٍ لِشرح الديانة المسيحيَّة، وإطلاعه على الأُسس الفلسفيَّة لِهذه الديانة. استجابت السُلُطات الدينيَّة لِطلب السُلطان في جوٍّ مُفعمٍ بِالسُرُور والطمع في حمل سُلطان المُسلمين في الهند على اعتناق المسيحيَّة. ففي سنة 988هـ المُوافقة لِسنة 1580م، أُرسلت من گووه بعثة، بِرئاسة الأب رودولف أكواڤيڤا والأب مونسرات، فاستقبلهما أكبر بِكُلِّ ترحابٍ واحترام وسمح لهُما بِأن يبنيا بيعةً في مدينة آغرة، وأظهر إعجابه الشديد بِصُورة المسيح والعذراء، ووضع ابنه سليم تحت رعايتهما لِيُجرِّب أثر المسيحيَّة في عقليَّة طفلٍ صغيرٍ غير مُتعصِّب، لكنَّ التجربة فشلت، إذ لم يُؤثِّر أي شيء في إيمان الابن بِدينه، ومع هذا فإنَّ الآباء لم يلبثوا أن شعروا بِخيبة أملٍ كبيرةٍ لِأنَّ السُلطان لم يكن غنيمةً سهلة، وبعد أن مكثت البعثة ثلاث سنواتٍ في بلاط السُلطان عادت من دون أن تستطيع تحقيق أهدافها. وأُرسلت من گووه بعثتان أُخرتان ولكنها لم تكن أكثر نجاحًا من الأولى، فقد سمح السُلطان لِأعضاء الإرساليَّة الثالثة أن يبنوا كنائس في لاهور وآغرة وأن يقوموا بِالتبشير إن استطاعوا، كما حصلوا على امتيازاتٍ تجاريَّةٍ، وبِذلك أضحت الإرساليَّات التبشيريَّة، إلى حدٍ ما، مُؤسسة دائمة في الدولة المغوليَّة. وأصدر السُلطان أكبر في سنة 1009هـ المُوافقة لِسنة 1600م أمرًا يُجيزُ لِلمُرسلين التبشير بِالإنجيل، كما ترك لِرعاياه الحُريَّة باعتناق المسيحيَّة. وفي سنة 1101هـ المُوافقة لِسنة 1602م أُسِّست أوَّل بيعة مسيحيَّة في آغرة، ثُمَّ رُخِّص بعدها لِبعض الآباء اليسوعيين بِإنشاء إرساليَّات تبشيريَّة في البلاد الخاضعة لِحُكمه. الواضح أنَّ هدف أكبر، من وراء استدعاء البعثات التبشيريَّة والاحترام العميق الذي أضفاه على النصارى لم يكن دينيًّا بحتًا، والواقع أنَّهُ كان غطاءً لِهدفٍ سياسيٍّ، فقد رغب في كسب ودّ وصداقة الپُرتُغاليين في گووه لِأنَّهم كانوا يملكون مدفعيَّةً ضخمة، ويطمع في مُساعدتهم ضدَّ قلعة عسير الثائرة وضدَّ ابنه سليم الذي خرج عليه، والحقيقة أنَّ أكبر كان دائمًا رجُل سياسة ورجُل دولة أكثر منهُ رجل دين، وتكمن وراء تصرُّفاته دوافع سياسيَّة.

### علاقته مع الجاينيين
عقد أكبر جلسات نقاشٍ عديدةٍ مع كهنة الجاينيَّة بين الحين والآخر، وقد تأثَّر ببعض تعاليمهم. كان أوَّل لقاءٍ لِأكبر مع أحد هؤلاء الكهنة عندما شاهد موكبًا احتفاليًّا لِمريدةٍ جاينيَّة تُدعى «چمپة»، بعد أن أكملت صيامها الذي دام ستَّة أشهر، ويُقال أنَّهُ تأثَّر بِقُوَّة إيمانها وتفانيها، فدعا مُرشدُها الگُرو «أشاريا هيراڤيجايا سوري» إلى مدينة فتحپور، فقبل الأخير دعوته وغادر الگُجرات مُتوجهًا إلى البلاط السُلطاني في المدينة سالِفة الذِكر. تأثَّر أكبر بِعلم المُرشد المذكور وبِصفاته وشخصيَّته، وقيل أنَّ من شدَّة تأثُّره عزف عن أكل اللحم وأصبح نباتيًّا كما أتباع هذه الديانة. كما أصدر عدَّة فرمانات صبَّت في صالح الجاينيين ومُعتقداتهم، كتحريم ذبح الحيوانات في بعض الأيَّام التي يُوافق فيها احتفالاتهم الدينيَّة، كأيَّام الاتحاد (پاريوشانا) ويوم الاحتفال بِمولد مهاويرا (ماهاڤير جايانتي). كذلك، أعفى أكبر أماكن الحج الجاينيَّة، كبلدة «پاليتانة» الگُجراتيَّة من الجزية.

### الآراء والمواقف حوله
اختلف المؤرخون والعلماء في تقدير أكبر بعد ابتداعه للدين الإلهي، فأعجب فيه قسم رأوا فيه بشير نهضة أو حركة إحياء هندية كبرى، ونظروا إليه كحاكم مصلح منشئ لإمبراطورية قوية، وأن الدين الذي دعا إليه لم يكن هدفًا في ذاته، وإنما كان وسيلة لهدف أكبر، وهو التوحيد بين طوائف الشعب، والوصول إلى إزالة ما بين الناس من فوارق، ودعم الإنسان لأخيه الإنسان، ليبلغ بذلك قيام التجانس التام في مجتمع بلاده، ولتكوين هند قوية موحدة، فقد كانت السياسة هي دينه، ووحدة أهل الهند تحت سلطانه هي عقيدته. ويرى قسم آخر أن أعمال أكبر لا تتنافى مع الإسلام في شيء، وقصارى أمرها أمور تنظيمية فرعية لا تمس حقيقة الإسلام في شيء، ولا يمكن تكفيره بها، وأن أعماله هذه تدل على وسع أفق أكبر الديني، وأن تاريخه تعرض لعملية تزييف ممنهج من قبل مبغضيه، بقصد تشويه صورته. في الطرف المقابل كان لبعض العلماء والمؤرخين المسلمين موقف مضاد لأكبر، وخاصة من مسلمي الهند -معاصرين وغير معاصرين- وهؤلاء لا ينظرون إلى الدين الجديد باعتباره دين أولًا، ويحكمون على أكبر باعتباره ملكًا مسلمًا دعا إلى دين جديد معظم ما فيه لا يقره الإسلام، فاعتبروه مروقًا وإلحادًا وكفرًا. ويرى قسم آخر أن أكبر مر بثلاثة فترات من الناحية الدينية، فكان في المرحلة الأولى مسلمًا سنيًا، وفي المرحلة الثانية أعلن الدين الإلهي، وفي المرحلة الثالثة رجع إلى الإسلام. ويجعلها آخرون فترتين فقط.

## العلاقات الخارجيَّة

### العلاقات مع الأوزبك

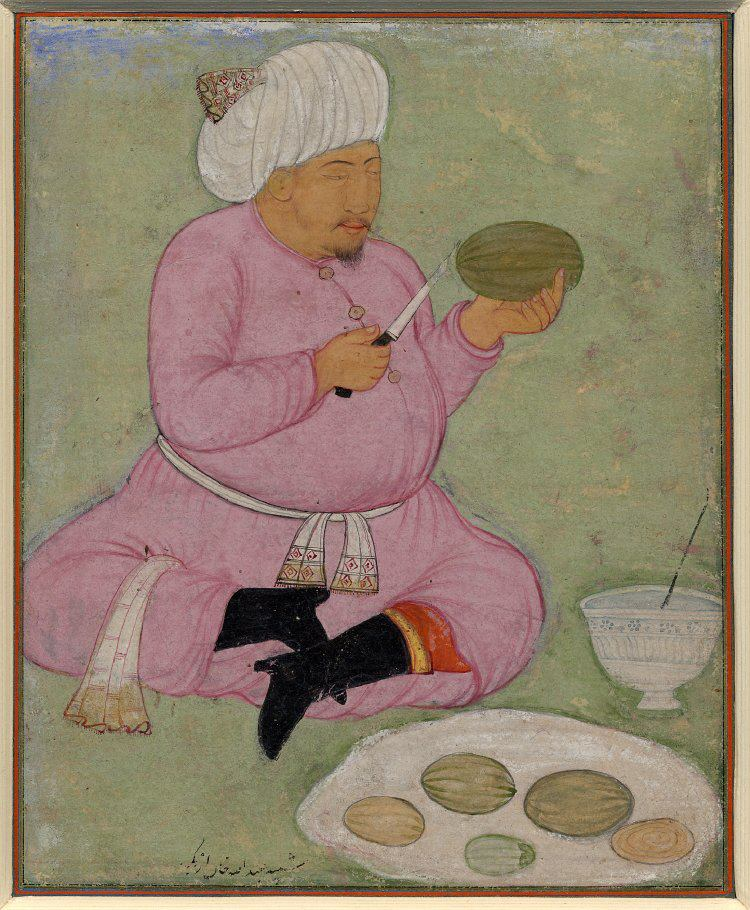
عبد الله خان أوزبك الشيباني، أمير الخانيَّة البُخاريَّة في عهد جلال الدين أكبر.

كانت الخانيَّة البُخاريَّة الأوزبكيَّة في بلاد ما وراء النهر مجاورة لدولة المغول الهندية، وبحكم الجوار جرت سفارات متبادلة ما بين الدولتين، ففي سنة 980هـ الموافقة لسنة 1572م وقبل بدء حملة إقليم الگُجرات وصل مبعوث أرسله «عبد الله خان أوزبك» الشيباني إلى أكبر حاملًا معه رسالة ودية وعددًا من الهدايا، ثم دعاه أكبر إلى مرافقة الجيش المغولي المتقدم نحو الإقليم، واطلع على مجريات تلك الحرب ونجاح الجيش المغولي في ضمه، وقد كان هدفه من دعوته حتى يطلع على قوة الجيش المغولي في الحرب، وسلم أكبر ذلك المبعوث رسالة جوابية إلى عاهله في سنة 985هـ الموافقة لسنة 1577م بعد أن حمله بالهدايا النفيسة، وقد تأخر أكبر في الرد عليه لأنه كان يمقت الأوزبك الذين جردوا أجداده التيموريين من أملاكهم في بلاد ما وراء النهر. وفي سنة 987هـ الموافقة لسنة 1579م وصل سفير آخر بعثه عبد الله خان أوزبك إلى أكبر، وقدم طلبًا يدعوه فيه بأن يشتركا معًا في الهجوم على الدولة الصفوية والقضاء عليها -مما يدل على تأزم العلاقات بين الدولتين-، وقد أحسن أكبر استقبال السفير، وعند رحيله إلى بلده أرسل معه مبعوثًا من قبله إلى عبد الله خان بعد أن جهزه بالهدايا الثمينة، وأرفق معه رسالة جوابية ذكر فيها أنه لا يمكن أن يجعل اختلاف المذهب سببًا للهجوم عليهم وينسى العلاقات القديمة القائمة بينهم، ونبهه ألا يذكر الشاه الصفوي بسوء مرة أخرى، واشتملت الرسالة كذلك على تأكيد الروابط الطيبة والعلاقات الودية بينهم.
أعلن ميرزا محمد حكيم حاكم كابل أخ أكبر الثورة على أكبر، ولكنه تعرض للهزيمة في سنة 989هـ الموافقة لسنة 1581م وهرب باتجاه بلاد ما وراء النهر عازمًا على طلب اللجوء هناك خوفًا من بطش أكبر، وعندما وصلت أخبار ذلك إلى أكبر أعرب عن عدم رضاه عن ذلك، وأرسل من يخبره بعفوه عنه، ورده إلى حكم كابل على أن تكون تابعة للدولة المغولية، وأراد بذلك قطع الطريق أمام الأوزبك للتدخل في شؤون كابل. وفي سنة 993هـ الموافقة لسنة 1585م استولى الأوزبك على بدخشان فلجأ حاكمها إلى الهند وتم استقباله من قبل كبار الأمراء في الدولة وشعر أكبر بالقلق من نيات الأوزبك التوسعية. وفي نفس العام توفي ميرزا محمد حكيم فأراد أكبر تعيين أولاد أخيه المتوفى حكامًا على كابل، لكن أمراءه أخبروه بعدم مقدرتهم على إدارة دفة الحكم في كابل خوفًا كون الأوزبك يتربصون على الحدود، وبسبب خشيته من نياتهم التوسعية توجه إلى الپُنجاب ليكون قريبًا من منطقة كابل وبقي هناك حتى عام 1007هـ الموافق لعام 1598م. بعد ابتداع أكبر للدين الإلٰهي انتشر خبره البلاد الطورانية وأشيع أيضًا أن أكبر ادعى الألوهية والنبوة، فتوقف الأوزبك عن إرسال السفارات، بالرغم من إرسال أكبر بإرسال رسائل عديدة ولم يحصل على أي جواب، ثم أرسل عبد الله خان أوزبك سفارة برئاسة أحد أكابر قومه إلى أكبر وهو بالپُنجاب، وبصحبته هدايا كثيرة ورسالة ودية إلى أكبر، وأعرب في رسالته أن سبب تأخره في مواصلة إرسال السفارات هو انشغاله في الحروب، فضلًا عن سماعه أخبار الدين الجديد واستيائه نتيجة ذلك، ورد عليه أكبر رسالة جوابية ذكر فيها أن التأخير غير مبرر، وأنه لا يجب الإصغاء إلى المغرضين الذين يريدون تشويه سمعة الآخرين، وكانت الصداقة تقتضي أن يرسل مبعوثية للتعرف على دقائق الأمور، واقترح عليه اللقاء المباشر بينهما، وحمل هذه الرسالة مبعوثه الخاص مصحوبًا بأحد السادات الكبار لتقديم التعازي في وفاة إسكندر خان أوزبك والد عبد الله خان، كما أرسل معهم العديد من الهدايا النفيسة. وفي عام 1004هـ الموافق لعام 1595م أرسل أكبر مبعوثًا إلى عبد الله خان أوزبك حاملًا معه رسالة مطولة يشرح فيها بعض الأحداث الداخلية، وأشار فيها أنه حافظ على روابط النسب المشتركة بينهما ولم يقم بالاستجابة إلى طلب الشاه الصفوي لمساعدته في صراعه مع الأوزبك، وكذلك تطرق في رسالته إلى أن قندهار قد أصبحت تحت النفوذ المغولي المباشر. وبعد عدة أشهر قام عبد المؤمن بن عبد الله خان أوزبك بخطبة ابنة أكبر دون علم والده، فأرسل عبد الله خان رسالة إلى أكبر يعتذر فيها عن تصرف ابنه، وقد رد عليه أكبر برسالة جوابية أشار فيها إلى فتوحاته في كشمير والسند والگُجرات وبعض المناطق الأخرى، وكان يهدف إلى إظهار قوته وزرع الخوف في من يتجرأ على الوقوف ضد طموحاته في التوسع في الهند. وفي سنة 1006هـ الموافقة لسنة 1597م وصلت الأخبار إلى أكبر وهو في لاهور بوفاة عبد الله خان أوزبك وتشتت الدولة الأوزبكية بعد ذلك، واقترح أمراء أكبر عليه استغلال الأوضاع هناك والاستيلاء على عليها، لكنه فضل إكمال فتوحاته وتوجيه الجيش نحو الدكن.

### العلاقات مع الپُرتُغاليين

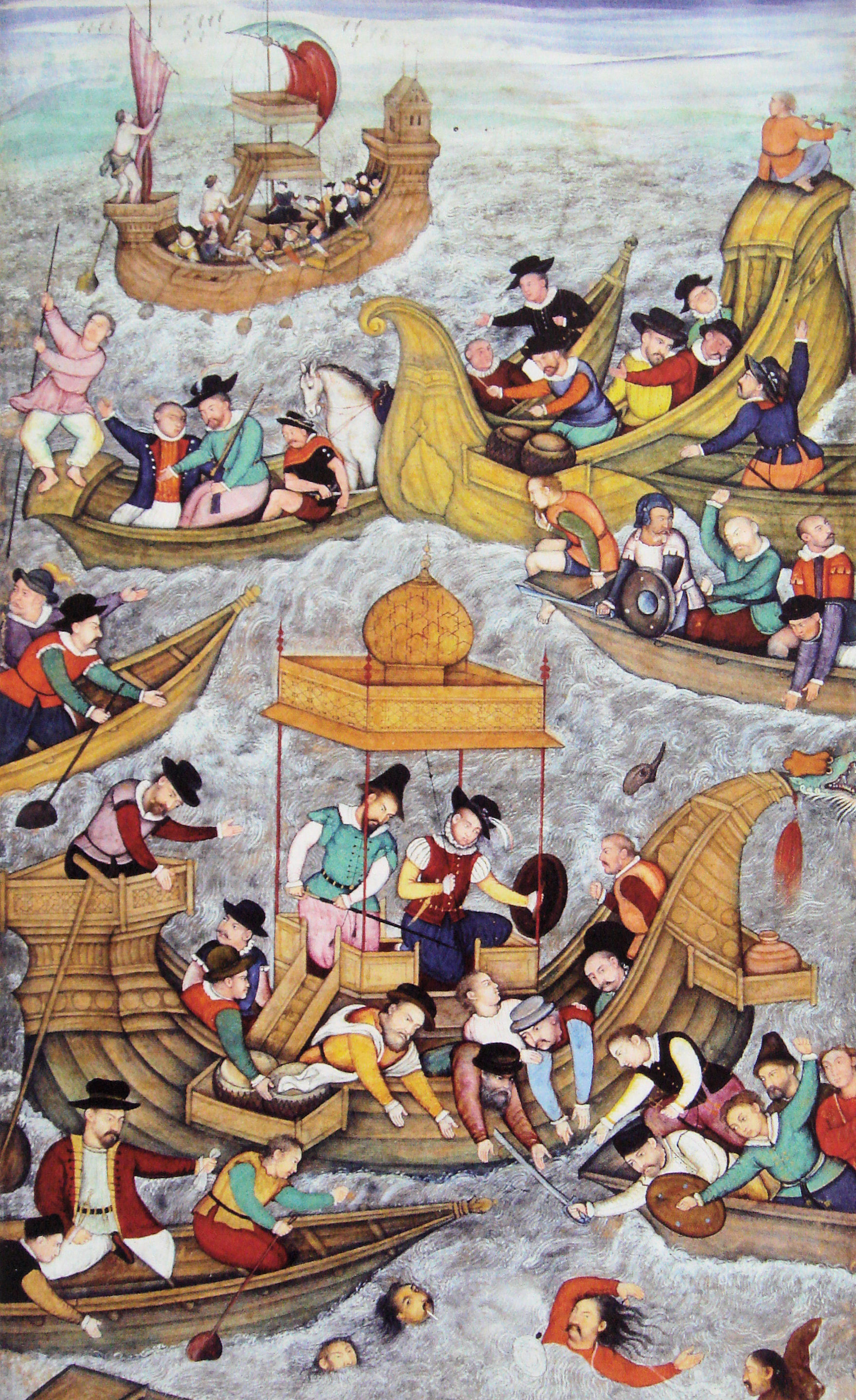
پُرتُغاليُّون يشهدون مصرع قُطب الدين بهادُر شاه سُلطان الگُجرات سنة 1537م خلال حصار ديو.

وصل أكبر إلى العرش وقد كان الپُرتغاليُّون قد ثبتوا أقدامهم في بلاد الهند، وقد كانو يسيطرون بمراكزهم وقلاعهم الحربية فضلًا عن سفنهم البحرية على المحيط الهندي وعلى طريق رأس الرجاء الصالح إلى أوروپَّا، وأغلقوا مداخل البحر الأحمر والخليج العربي، وأخذوا يمارسون أعمال القرصنة على السفن الهندية والعربية، ولا تكاد تمر سفينة ما في تلك البحار إلا بالموافقة الپُرتغالية، ولم يتعرض أكبر للپُرتغاليين بسوء بالرغم من قيامهم بنهب السفن الهندية وتعريض أرواح الناس فيها للخطر، وقد اعترضت السفن الپُرتغالية أكثر من سفينة هندية في البحر، خاصة في موسم الحج، حيث يذكر المؤرخون أنهم كانوا يستولى على ما فيها ثم يحرقونها بمن فيها من الحجاج. يعلل المؤرخون موقفه السلبي هذا إلى ضعف القوة البحرية في عهده، وانشغاله في تعزيز سلطته وفتح الممالك الهندية في شبه القارة الهندية، ولم يكن يجد متسعًا من الوقت يضيعه في الاحتكاك بالپُرتغاليين الذي ما كان يقيم لهم وزنًا على الرغم من احتكاكه بهم بين الفينة والأخرى. فضلًا عن التفوق الپُرتغالي في القوة البحرية وسلاح المدفعية. ويذكر آخرون أن موقفه هذا يعتبر نقطة ضعف شديدة في سياسته.
صادف أكبر الپُرتغاليين لأول مرة أثناء حملة الگُجرات في سنة 981هـ الموافقة لسنة 1573م، وكانوا فئة قليلة قدمت لشد أزر مُظفَّر خان في حربه معه، فلم يتعرض لهم بسوء، واكتفى بأن أخذ عليهم موثقًا بألا يتعرضوا لحجاج البيت الحرام حين يخرجون من موانئ الهند التي كانوا يسيطرون على مسالك أغلبها. واستقبل بعض التجار الپُرتغاليين أثناء مكوثه في كامبي الذين قدموا له احترامهم. واتصل بهم في عام 982هـ الموافق لعام 1574م عندما أرادت عمته أكبر «گلبدن بيگم»، وزوجته «السلطانة سليمة» السفر بحرًا لأداء فريضة الحج، وطلب منهم عدم التعرض للأميرات، وفي مقابل ذلك حصلوا على موقع في ساحل دامان، ولما عادت الأميرة سالمة من رحلة الحج، انقض جنود الدولة على «دامان» و«ديو» و«سورات»، وكانت كلها معاقل پُرتغالية، ولكن لم تستطع القوات المغولية أن تطرد الپُرتغاليين من تلك المعاقل، وعندما احتج نائب الملك الپُرتغالي على ذلك الهجوم، أدعى أكبر أن ذلك من عمل بعض عماله وأنه لم يأمر بذلك. وفي نفس العام أرسل أكبر بعثة إلى ميناء گووه الذي كان مقرًا للقائد الپُرتغالي في الهند، واختار «حاجي حبيب الله» مسؤولًا عن بعثته وهو ذو خبر في الفنون المختلفة، وكان يريد بذلك نقل الصناعات والفنون الغربية إلى الهند، وبقيت هذه البعثة في گووه حتى عام 985هـ الموافق لعام 1577م.
وفي عام 984هـ الموافق لعام 1576م قرر أكبر أن يقود أحد الأمراء قافلة الحج البحرية، ويشرف على رعاية الحجاج، ويتم استبداله كل عام، وقد أرسل أحد رجاله إلى الپُرتغاليين بغرض الحصول على تعهد منهم بعدم التعرض للحجاج. وكانت القوافل التجارية تأتي من ميناء گووه إلى مدينة آغرة، كما كانت هناك علاقات ثقافية ودينية حيث سمح لهم ببناء الكنائس والتبشير في المدن الهندية. وأرسل رسالة ودية إلى فرديناند الثاني ملك إسپانيا والپُرتغال آنذاك مع أحد المبشرين اليسوعيين ولكن الرسالة لم تصل إلى الملك. يذكر المؤرخون أن السبب الرئيسي الذي جعل أكبر يتصل بالپُرتغاليين هو رغبته في الحصول على مساعداتهم العسكرية، فلقد وجد في فتح قلعة عسير مشقة كبيرة جدًا لأن العاملين على المدفعية في ذلك الحصن كانوا من الپُرتغاليين. ويتبين أن أكبر كان يدرك مدى قوة الپُرتغاليين الحربية ولكنه لم يرتفع إلى المستوى المطلوب بالنسبة للسياسات العالمية، فالعصر الذي عاش فيه كان نهاية القوى البرية وبداية القوى المحيطية، وجعل عدم ارتفاعه إلى مستوى الأحداث العالمية الهند محاطة بالقوى المحيطية واضطرت الهند إلى القوقعة وراء سواحلها، ثم أخذت القوى البحرية تطرق أبواب الهند بقوم حتى انتهى الأمر بها بها إلى الوقوع في قبضة الاستعمار الأوروپي.

### العلاقات مع الصفويين

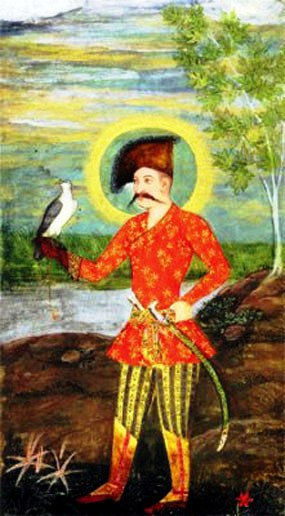
الشاه عبَّاس الصفوي وهو يُدرِّبُ صقره.

احتفظ المغول في عهد أكبر بِعلاقاتهم الوديَّة مع الصفويين، على الرُغم من الاختلاف المذهبي بين الطرفين، إذ كان المغول سُنيُّون بينما كان الصفويُّون شيعة اثنا عشريُّون. وترجع جُذُور العلاقة الوديَّة بين الطرفين إلى عهد همايون الذي التجأ إلى بلاط الشاه طهماسب بن إسماعيل الصفوي بعد انكساره على يد الأفغان وخسارته مُلكه في الهند لِصالحهم. وعندما جلس أكبر على العرش المغولي أرسل إليه الشاه طهماسب سفارةً بِرئاسة ابن عمِّه سيِّد بك بن معصوم لِتهنئته بِهذه المُناسبة، وحمَّلهُ تُحفٍ وهدايا كثيرة. ولمَّا تُوفي الشاه طهماسب سنة 984هـ المُوافقة لِسنة 1576م، وصلت سفارة أُخرى إلى بلاط أكبر أرسلها الشاه مُحمَّد خُدابنده، وقادها الأمير علي بك التُركماني مبعوثًا منهُ إلى السُلطان المغولي، ويصحبه عددٌ كبيرٌ من الأُمراء الصفويين. بعد تولِّي الشاه عبَّاس بن مُحمَّد خُدابنده العرش الصفوي سنة 995هـ المُوافقة لِسنة 1587م، عادت المُراسلات بين الجانبين، وأرسل الشاه مبعوثه مُرشد التبريزي في سفارةٍ إلى أكبر يطلب فيها مُساعدته في استرداد خُراسان من أيدي الأوزبك، ولكنَّ أكبر أبدى عدم رضاه ممَّا أقدم عليه الشاه من إبعاد والده مُحمَّد خُدابنده عن العرش وجُلُوسه مكانه. وفي سنة 999هـ المُوافقة لِسنة 1590م، أرسل الشاه «يادكار سُلطان» مبعوثًا عنه ويحملُ رسالةً وديَّةً إلى أكبر، وجدَّد طلبهُ السابق، ولمَّا استشار أكبر أُمرائه في كيفيَّة التعامُل مع هذا الأمر، أشار البعض بِأن يُبادر السُلطان بِإرسال أحد أبنائه على رأس جيشٍ إلى خُراسان، لِيُساعدوا الصفويين في استرداد البلاد من الأوزبك، وقد عارض بعض الأُمراء الآخرين هذا الرأي، فمال لهم السُلطان وآثر أن يقف موقفًا مُحايدًا بين الجانبين.
والحقيقة فإنَّ العديد من الأُمور كان ينبغي لها أن توقع بين الصفويين والمغول، أبرزها استرداد المغول لِقندهار كما أُسلف، ولُجوء العديد من الأُمراء الصفويين إلى بلاط أكبر بعد أن ساءت العلاقات بينهم وبين الشاه عبَّاس، فأصبحت الهند مكانًا آمنًا لِلهاربين من حُكم الشاه المذكور، ولكنَّ أكبر حرص على أن لا يجعل من هذه الخلافات سببًا لِإساءة العلاقة بين الدولتين الصفويَّة والمغوليَّة، وهُما في أمس الحاجة لِإبقاء علاقتهما وديَّة بِسبب ما يُواجهانه من مصاعب وأزمات، كما كان أكبر بِحاجةٍ لِتأمين علاقاته مع جيرانه المُؤثِّرين في المنطقة حتَّى يتفرَّغ لِبناء دولته. أمَّا الشاه الصفوي فكان مُحاطًا بِقوى تُريد تحطيمه والسيطرة على مقدَّرات دولته، ويُقصد بها كُلٌ من العُثمانيين والأوزبك، وهو بِذلك يُريدُ حليفًا يقفُ معهُ في مُواجهة الخطر المُحدق به. أمَّا تواجد الرعايا الإيرانيين في الهند فقد برَّرهُ أكبر عبر رسالته التي بعثها إلى الشاه عبَّاس حيثُ ذكر فيها أنَّ لُجُوء رعايا الدولة الصفويَّة لا يجوز اعتباره عملًا عدائيًّا لِأنَّهم سيمكثون في الهند دون أن يقوموا بِأعمالٍ عدائيَّة تستهدف مصالح الصفويين. دامت العلاقات الوديَّة بين المغول والصفويين حتَّى نهاية عهد أكبر، واستمرَّت كذلك سنواتٍ طويلةٍ من بعده.

### العلاقات مع العُثمانيين

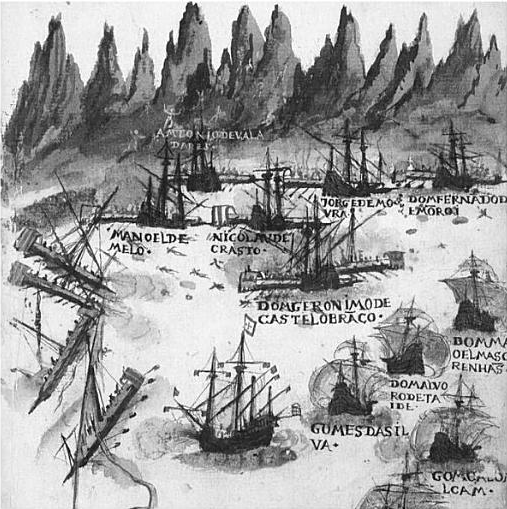
كمينٌ بحري پُرتُغالي ضدَّ الغلايين العُثمانيَّة، بِقيادة سيدي علي ريِّس، في المُحيط الهندي.

لم يرد في المصادر التاريخيَّة وُجُود سفارات دبلوماسيَّة بين الدولتين المغوليَّة والعُثمانيَّة، إلَّا أنَّ أكبر أرسل إلى الحجاز الداخلة في نطاق الدولة العُثمانيَّة خطابًا مُوجهًا إلى أخوه من الرضاعة «أعظم خان كوكلطاش»، وكان أكبر قد أمر باستدعائه من صوبة الگُجرات الذي كان واليًا عليها إلى العاصمة، لكنَّهُ رفض الذهاب وأخذ أهله ولجأ إلى الحجاز، وقد دعاه أكبر لِلعودة إلى الهند ثُمَّ أشار إلى أنَّهُ يُفكِّر في إرسال مبعوثٍ إلى «سُلطان الروم» (أي السُلطان العُثماني) لِتعزيز الأواصر بين الدولتين، ومن المعروف أنَّهُ راسل السُلطان سُليمان القانوني ستَّ مرَّاتٍ على الأقل. ويتبيَّن من خطابات أكبر أنَّهُ يُشيرُ إلى إمكانيَّة إقامة اتصالات وعلاقاتٍ وديَّةٍ مع الدولة العُثمانيَّة، لكنَّهُ أراد بِذلك تخويف أعظم خان وأنَّهُ باستطاعته إرجاعه متى يشاء. ظهرت بعض الاتصالات بين أكبر وبين أشراف مكَّة، وكان يُرسلُ إليهم الهدايا حيثُ ينقُلُها أمير الحج المُعيَّن من قِبل أكبر لِلإشراف على قافلة الحُجَّاج الهُنُود إلى البيت الحرام، وكذلك يقوم بِتوزيع الأموال المُرسلة من الهند على المُحتاجين في موسم الحج، ففي سنة 1576م أرسل أكبر مع قافلة الحُجَّاج 600,000 قطعة ذهبيَّة وفضيَّة، و12,000 قفطانًا، وشحنةً هائلةً من الأرُز، وكلَّف أمير البحار يحيى صالح النقشبندي، الذي عيَّنهُ أميرًا لِلحج، بِتوزيعها على الفُقراء والمساكين في بلاد الحرمين. كما أرسل أكبر أربع قوافل مُحمَّلة بالأرزاق والهدايا النفيسة إلى أهالي الحرمين وأشرافها، خلال الفترة المُمتدَّة ما بين سنتيّ 1577 و1580م. وهُناك ما يُشير إلى أنَّ الدولة العُثمانيَّة طلبت صُنع بعض سُفُنها في موانئ السند والبنغال المشهورين بِصناعة السُفُن، ولم تظهر إشارات لِوُجُود علاقات سياسيَّة جيِّدة بين الدولتين كون أكبر كان مُتعاطفًا مع الصفويين في صراعهم مع العُثمانيين.
رُغم ما تقدَّم، فإنَّ العُثمانيين كانوا شديدي الاهتمام بِالهند بِفعل تزايُد الخطر الپُرتُغالي في بحار العالم الإسلامي، مع ما يُمثِّله من تهديدٍ لِديار المُسلمين ومُنافسةٍ لِتجارتهم وتحدٍ لِسيادتهم، لِذلك حرص العُثمانيُّون - من جانبهم - على مُراسلة المغول والتعاون معهم، وقد بدأت هذه المُحاولات مُنذُ طُفُولة أكبر عندما كان والده همايون ما يزال مُتربعًا على العرش، حيثُ أرسل السُلطان أمير البحار سيدي علي ريِّس بن حُسين إلى البلاط المغولي لِلتباحث مع سُلطان الهند حول ضرورة التحالف ضدَّ الپُرتُغاليين. وفي سنة 1569م، أي خلال بدايات سلطنة أكبر، أرسل السُلطان العُثماني أمير بحارٍ آخر هو خُضر ريِّس بن قورد، في سبيل تجديد المُحادثات بين الدولتين على أمل التعاون ضدَّ الخطر الپُرتُغالي. على أنَّ أكبر كان يُفضِّل التحالف مع الپُرتُغاليين للاستفادة من قُدراتهم المدفعيَّة كما أُسلف، لِذلك لم يتعاون مع العُثمانيين ضدَّهم، لكنَّهُ بِالمُقابل لم يقبل أن يتعاون مع الپُرتُغاليين ضدَّ العُثمانيين، وحذَّر هؤلاء من مُخططات الپُرتُغاليين التي علم بها. ازدهرت حركة التجارة المغوليَّة العُثمانيَّة خِلال عهد أكبر، فكان التُجَّار الهُنُود يُسافرون عبر ثغر البصرة صُعُودًا في النهر ثُمَّ يرتحلون إلى حلب لِبيع مُنتجات بلادهم من البهارات والأصباغ والقطن والشالات في أسواقها.

### العلاقات مع الممالك الأخرى

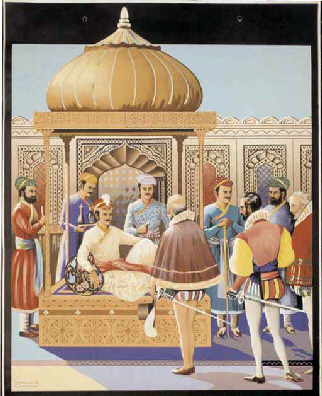
أكبر يستقبل مبعوث الملكة أليصابت.

بينما كان تشكيل شركة الهند الشرقية في موضع البحث والنقاش، أرسلت أليصابت الأولى ملكة إنگلترا مبعوثها «يُوحنَّا ميلدنهال» إلى أكبر محملًا بالهدايا والتحف الجميلة، تطلب منه موافقته على وجود عدد من التجار الإنگليز في بلاده، بشروط جيدة مثل التي يتمتع بها البرتغاليون. وفي أواخر عهد أكبر زارت بعثة إنگليزية الهند للإطلاع على الترتيبات التي يمكن اتخاذها لبدء التجارة مع الهند ومعرفة مجريات الأمور فيها. ولم تصل أي سفينة من سفن الشركة في عهد أكبر إلى السواحل الهندية تجنبًا من المواجهة العسكرية مع القوات العسكرية الپُرتُغالية التي كانت في حرب مع الإنگليز.
بعد فتح كشمير قي سنة 995هـ المُوافقة لسنة 1587م وصل إلى أكبر مبعوث حاكم كاشغر وقد أحسن استقباله وأكرمه، وسلمه رسالة إلى ملكه يؤكد فيها على علاقات حسن الجوار، وأكد له أن دولته دولة صديقة ويمكن له أن يطلب العون منها في أي وقت، واستفسر أكبر عن وجود الفنانين والحرفيين والصناع في كاشغر. كما أرسل في سنة 997هـ الموافقة لسنة 1589م سفارة إلى حاكم التبت بهدف بعث روح الطمأنينة بينهم.
زار الرحَّالة والمُستكشف الفرنسي «پيير أوليڤيه ماليربي» بلاط أكبر خِلال هذه الفترة، أثناء جولته في بلاد الشرق الأقصى وآسيا الجنوبيَّة والجنوبيَّة الشرقيَّة، في رحلةٍ كانت أقرب إلى التجسُّس من الاستكشاف، إذ لمَّا عاد إلى فرنسا قابل الملك هنري الرابع وأعلمه بِمدى ثراء تلك البلاد وكثرة الذهب والفضَّة فيها وضرورة دُخُول فرنسا السباق الاستعماري ضدَّ الپُرتُغال وإنگلترا في تلك الأنحاء من العالم، واقترح عليه أن يقود حملةً عسكريَّة باسمه (أي الملك) وباسم المملكة الفرنسية في سبيل فرض وجودهم في الهند وجُزُر الهند الشرقيَّة.

## الدولة في عهده

### إصلاحاته الإداريَّة والاجتماعيَّة
اقتبس أكبر النظام الإداري الذي طبقه شير شاه السوري من قبل، وأجرى عليه تعديلات تتناسب مع تطور الحياة السياسية في الهند ليكون أكثر فاعلية. وكان يتولى الحكم بنفسه من دون مساعدة رئيس وزراء، يعاونه أربعة وزراء، وبعض العاملين في البلاط، وقيِّم البلاط ورئيس الطهاة. ومن مجموع هؤلاء كان يتألف مجلس السلطان الخاص الذي كان يقدم له النصح والمشورة، ويحتفظ أكبر لنفسه باتخاذ القرار اللازم في نهاية الأمر بوصفه الپادشاه فهو صاحب السلطان المطلق في الدولة الذي يوجه أمورها وفق هواه، لا يحد من إرادته أو يفق في وجهه قانون أو دستور، وهؤلاء الموظفون هم:
- وكيل السلطنة: وقد تولى هذا المنصب بيرم خان في أول عهده بالحكم.
- الوزير أو الديوان: وهو القيم على شؤون المال في الدولة، وكان يشغل في العادة مركزًا كبيرًا في الجيش «منصب دار».
- ميربخشي: وهو الذي يقوم بدفع مرتبات الجند والقادة ويشرف على شؤون القوات جميعها، ويُعد مسؤولًا بصفة خاصة عن جيش السلطان الخاص.
- خان ساماه: وهو صاحب شؤون البلاط، وكان يلازم السلطان في حله وترحاله، ويشرف على شؤونه الخاصة جميعها.
- قاضي القضاة: وهو الموكل بشؤون العدل وإجرائه وفق الشريعة الإسلامية.
- المحتسب: وهو الذي يراقب سلوك الناس، ويمنع ممارسة البدع وارتكاب ما ينافي الشرع والآداب عمومًا.

إلى جانب هؤلاء كان هناك فريق آخر من أصحاب المناصب المهمة، دونهم في المنزلة، مثل المستوفي، ومحاسب الدولة الأول، والكوتول وهو بمثابة رئيس الشرطة وكان يوكل إليه حراسة المدينة في الليل والبحث عن اللصوص وقطاع الطرق ومراقبة السكان ورقابة الأسواق، وصاحب البريد، وأمير العرض الذي يرفع إلى السلطان الالتماسات والشكاوى.
ينص المؤرخون أن أكبر كان حريصًا على ضمان العدل في دولته، فكان ينظر بنفسه في القضايا الكبرى التي كان على عماله بولايات الدولة أن يبعثوا بها إليه، كما كان يفتح أبوب قصره للناس يومًا معلومًا في كل أسبوع ليتلقى منهم مظالمهم بنفسه، أو يتلقاها من ينيبه عنه من ثقاته حين كان يتغيب عن مقره. وكان صدر الصدور «المفتي» وقاضي القضاة ومساعدوهم يعاونونه في الفصل في ذلك كله وفق قواعد الشريعة الإسلامية، مع مراعاة رسوم الهندوس وشرائعهم فيما يعرض لهم من مشاكل ويقوم بينهم من خصومات، وكان كتبة السر يحرصون على تدوين قراراته هذه. أما الإدارة فكانت متشعبة بحيث يجري تسجيل كل قضية بما يلزم من الإيضاحات والبيانات اللازمة، ويقتضي لكل هذه المعاملات عدد كبير من الموظفين والكتبة. ولضبط غلال الأرض والمحاصيل وجباية الرسوم، كان لا بد أيضًا من عدد كبير من المحاسبين والكتبة، ومثلهم لتولي شؤون المال والتحصيلات، وغيرهم من المحاسبين والمفتشين لضبط القيود والإشراف على عمليات الجرد. وكان آلاف من الكتبة يسجلون بشكل يومي مجموع واردات الدولة ومداخيل الضرائب ومصروفات السلطان، كما يسجلون الحوادث البارزة في البلاد، ويضبطون أسماء الأجانب الذي يدخلون البلاد، مع بيان أسماء البلدان التي قدموا منها وهدف زيارتهم.
ينص المؤرخون أن أكبر كان شديد العناية برفاهية شعبه، فبذل جهده لكي يرفع من نزل بهم من الضيم، ففتح بابه للشاكين، وجعل عليه ناقوسًا يدقه كل من أراد أن يقدم شكوى إليه، وساعد المزارعين وثبت ملكياتهم للأراضي، وتجاوز عن ديونهم المتأخرة، وامتنع عن جعل أسارى الحرب عبيدًا، وشجع علماء الهندوس على تعلم اللغة السنسكريتية، وأمر ولاته أن يحيطوا علمًا بأوضاع رعيتهم، ويعاملوا الناس معاملة حسنة، ويحسنوا إلى الفقراء وألا يعفوا عن المجرمين، ولا يقبلوا الهدايا، ولا يتعرضوا على المخالفين لهم في الدين، ويلاحظوا دخل الناس حتى إذا زاد خرجهم كان ذلك دليلًا على اكتساب غير مشروع، ومنع اغتسال الرجال والنساء في الأنهار سويًا.

#### التقسيمات الإداريَّة

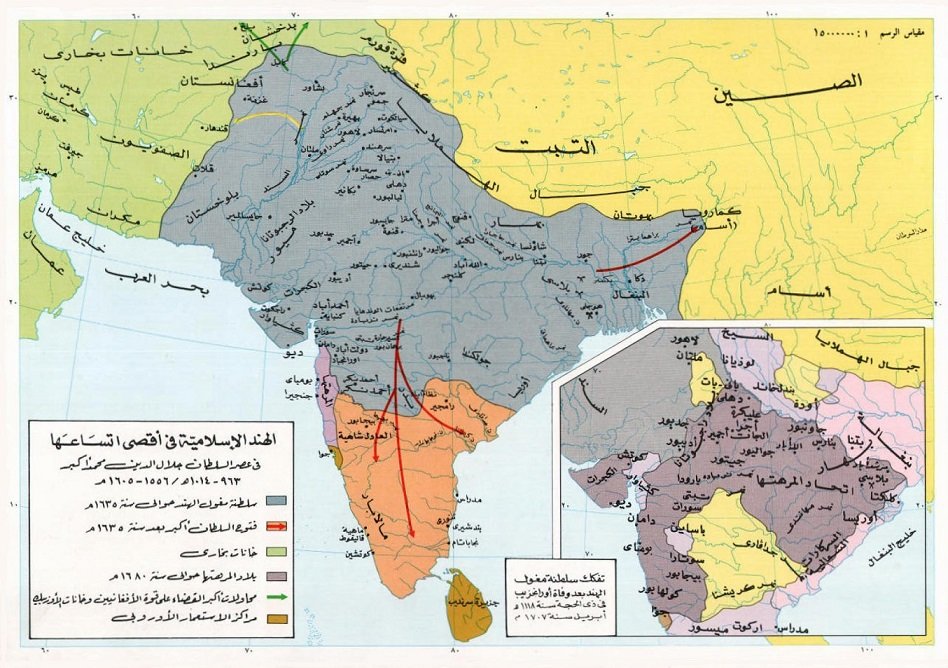
المدى الذي بلغته دولة مغول الهند في عهد أكبر.

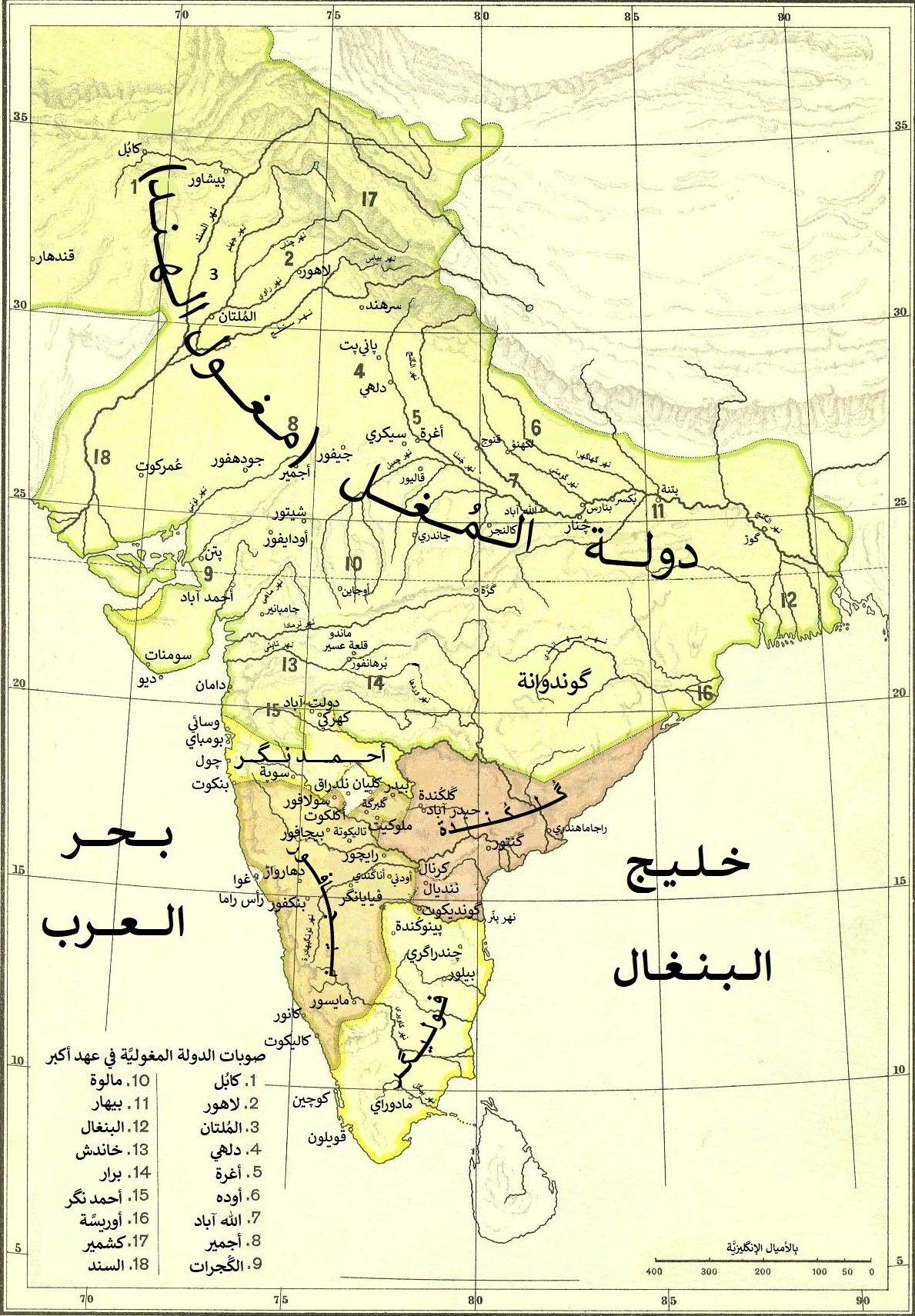
خريطة تُصوِّر صوبات الدولة المغوليَّة (باللون الأصفر) في سنة 1014هـ الموافقة لسنة 1605م، أي عشيَّة وفاة أكبر بُعيد تمام فُتُوحاته وتوسُّعاته في شبه القارَّة الهنديَّة (باستثناء جنوبها) وأفغانستان (إقليم كابُل).

لم تكن الدولة الإسلامية في الهند قبل عصر أكبر تعرف التقسيمات الإدارية في الغالب باستثناء ما استحدثه شير شاه في هذا الباب، إذ كان تحديد الإقطاعات مرتبطًا بمشيئة السلطان وحده. انتهى أكبر إلى تقسيم أراضي الدولة إلى ولايات أو «صوبة» (بالفارسية: صوبه، وبالأردية: صوبہ)، وتقسم الولاية نفسها إلى عدد من الأقضية أو «سركار (تقسيم إداري)» (بالأردية: سركار)، وكل قضاء إلى عدة دساكر أو «بركنا» (بالفارسية: پرگنه، وبالأردية: پرگنہ)، وكانت هذه الولايات في البداية اثنتي عشرة ثم أضحت خمس عشرة ولاية بعد فتح الدكن. يرأس الولاية حاكم أو قائد عام «صوبه دار» (بالفارسية: صوبه‌دار)، وهو نائب السلطان بها، ولم يكن له أن يدخل في حرب أو يبرم تحالف أو صلح دون مشورة السلطان ورأيه، ويشرف على شؤون القوات العسكرية والقضاء في ولايته، وله ان يعين ويقيل صغار العمال، ولم يكن له أن يتدخل في الأمور الشرعية التي هي من اختصاص الصدر وحده، أو يصدر الحكم بالإعدام دون إذن السلطان نفسه. ويليه في المنصب ثمانية من أصحاب المناصب الكبيرة يستطيع السلطان من خلالهم الاطلاع على كل ما يجري في الولايات وهم، الديوان، والصدر، والعامل، والبتخشي، والخزندار، والفوجدار، والكوتول، ووقائع نويس. بالرغم من أن أكبر قد أحكم نظام الرقابة على عماله جميعًا في مختلف الولايات، فإن صعوبة المواصلات وترامي المسافات مع اشتغال الدول نفسها بالحروب والغزوات المتواصلة في الغالب قد أضعف من جدوى هذا النظام، حتى صار حكام الأقاليم يتصرفون عمومًا وفق هواهم وعلى مسؤوليتهم الخاصة.

#### إصلاح النظام الضريبي
امتدت إصلاحات أكبر إلى نظام خراج الأرض الذي يعد أهم موارد الخزينة بعد رفع ضريبة الرؤوس عن كاهل الهندوس وإعفائهم من ضريبة الحج. فحاول أن يزيد واردات الدولة المالية بإجراء بعض التحسينات على الوضع الاقتصادي، فعهد إلى راجا تدرمل وزير ماليته بوضع نظام ثابت لخراج الأرض يوفي للدولة حقوقها المالية من جهة ولا يرهق كاهل السكان من جهة أخرى، فعمد الأخير إلى مسح أراضي الدولة كلها وبيان ما يجود منها فيُزرع على مدار السنة، وما يُزرع منها مرة واحدة في العام، وما يُنبت إلا مرة واحدة في كل بضعة أعوام، وما يعتمد منها في السقي على الأمطار، وما يسقى منها من الأنهار والينابيع والآبار، وما هو في حكم البور، وما يقع منها في السهل أو يقوم على سفوح الجبال أو تغطيه الأحراش والغابات.
ثم ربط الضريبة على متوسط الإنتاج في عشر سنوات، على أن يكون للدولة ثلث المحصول نقدًا بعملة العصر، وكانت الصنع مالم يصب الزرع بآفة أو ينقطع الماء عن الأرض فتجدب. كذلك حاول أكبر أن يدرأ عن بلاده خطر المجاعات التي كانت تداهمها حين تجدب الأرض بسبب انحباس الأمطار الموسمية عنها، فاهتم باستصلاح الأراضي البور، وحض السكان على الاشتغال بالزراعة وتوسيع رقعة الأراضي الزراعية، وأمدهم بما يحتاجونه من البذور وما يعاونهم على زيادة إنتاج الأرض. كان من ثمرة هذه الجهود أن نعم الناس في الغالب بحياة طيبة لم يألفوها منذ زمن بعيد، وازدهرت معيشتهم، وصارت الأسعار في متناول أيديهم جميعًا.

### الحياة الفكرية والثقافية

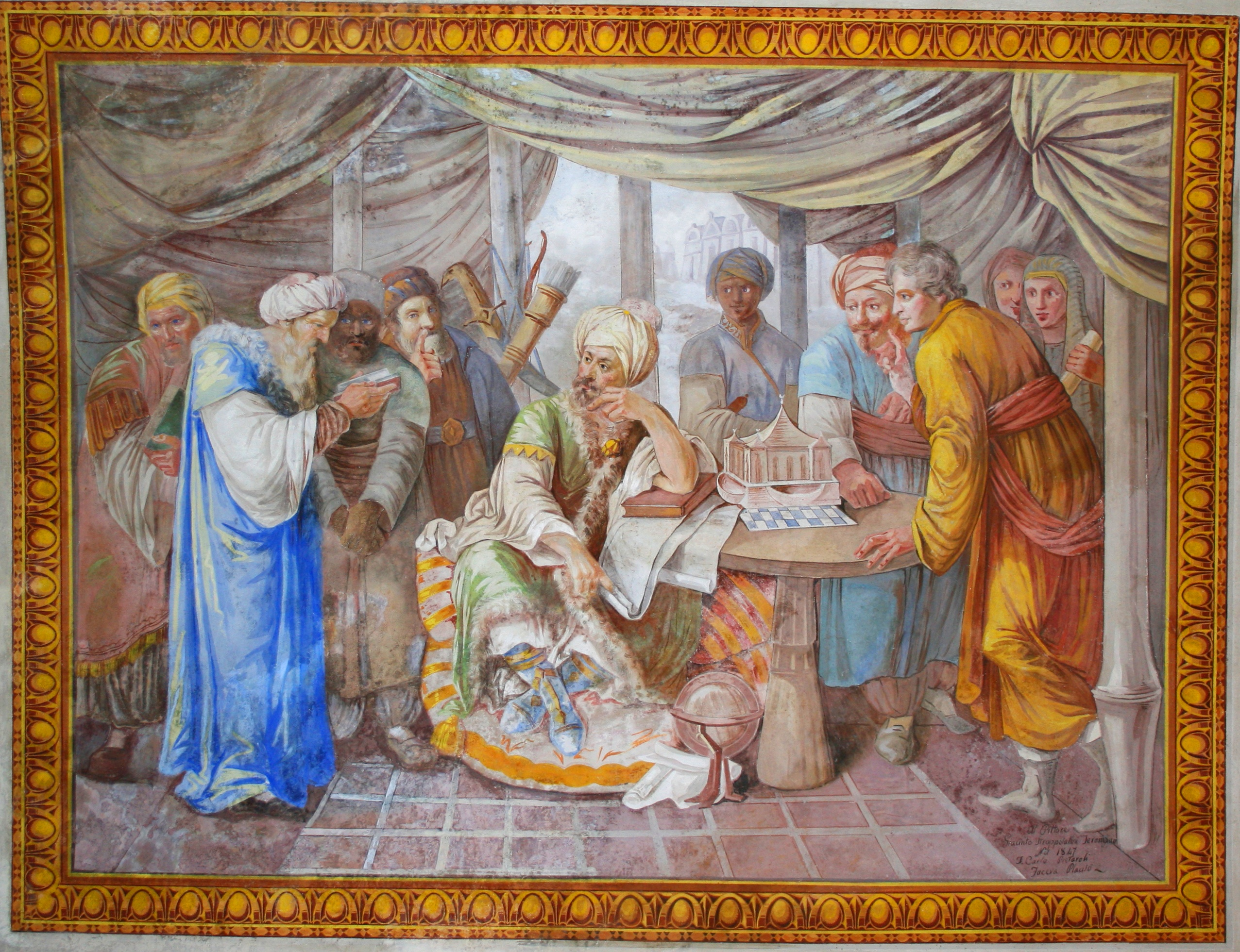
ثُلَّة من العُلماء والفلاسفة والمُفكرين المُسلمين والمسيحيين يُجالسون أكبر (القابع في الوسط).

نشأ أكبر نشأة لم يتح له فيها أن يتعلم كما يتعلم أمثاله، وعندما ارتقى العرش لم يتجه إلى تحصيل الضروري من العلم، فكان كما يقول مؤرخون جاهلًا بالحروف، ولكنه مع ذلك كان على قدر كبير من الذكاء والنبوغ وقوة الشخصية، والرغبة في الاستماع إلى العلماء والاستفادة منهم، فكان مجلسه يحفل دائمًا بالعلماء والحكماء والفقهاء والمؤرخين والشعراء والأدباء، الذين تجاوز عددهم الثلاثمائة، يتحدثون ويتجادلون في كل نواحي العلم، وهو يستفيد منهم ويستمع لهم، وقد أتاح لمجالسه العلملية حرية البحث مهما كانت نتيجته، فشهد مجلسه مناظرات ومحاورات دينية وفلسفية وتاريخية. ولهذا يشير المؤرخون إلى أن الهند لم تعرف من قبل أكبر سلطانًا مثله اجتمع حوله هذا العدد الكبير من رجال العلم والأدب. وقد لقي هؤلاء العلماء من أكبر كل إجلال وتقدير، حتى بلغ من احترامه لشيخه عبد النبي أحمد الكنكوهي مثلًا أنه كان يقدم إليه نعليه بنفسه حين يغادر مجلسه. ونتيجة لهذا الدعم نشطت حركة التأليف والترجمة في عهده كثيرًا، فظهرت عشرات المصنفات المتنوعة والكتب المترجمة من عدد من اللغات مثل العربية والسنسكريتية والتركية الجغتائية إلى اللغة الفارسية، لغة المسلمين الرسمية بالهند إذ ذاك. واهتم كذلك باللغة السنسكريتية فبعثت آداب هذه اللغة وأحيت من جديد في عهد أكبر، حتى ظهر بعد تشجيعه فريق من المسلمين أنفسهم يشتغلون بتلك الآداب. وتتصل الحركة أو النهضة الفنية بالحركة العلمية التي رعاها أكبر ونماها، فشهد الفن في بلاطه ازدهارًا لم يشهد من قبل في بلاط الملوك المسلمين بالهند، لا سيما فن الرسم والتصوير، فلما أنشأ مدينة فتحپور سكري وجعلها عاصمة له زين قصورها برسوم حائطية على أيدي فناني فارس والهند، وقد وفد هؤلاء الفنانون الفرس إليه ولقوا عنده العناية والتشجيع. ودفع بأكبر ولعه بهذه الفنون إلى إقامة معرض للنقش مرة في كل أسبوع تشجيعًا للفنانين وتشحيذًا لهممهم وإغراء لمشاهيرهم بالقدوم إلى بلاده. وانشأ معهدًا حكوميًا التحق به حوالي مائة فنان، كانوا يعملون تحت إرشاد المصورين الفرس. بالإضافة إلى ذلك فقد أهتم أكبر بتشجيع فناني الهندوس حتى نشأ من بينهم طبقة غدت تنافس نقاشي المسلمين في أكثر من ناحية. اعتنى أكبر كذلك بالموسيقى فأصبحت ذات مكانة ممتازة بين فنون العصر. وكذلك الحال بالنسبة للعمارة فقد اجتذب هذا الفن أكبر أيضًا، فاعتبر المؤرخون مدينة فتحپور سكري أحد أعظم الأمثلة على رواج فن المعمار في أيام أكبر، فقد بناها لتكون عاصمته، وكان عمر هذه العاصمة قصيرًا جدًا لم يتجاوز خمسة عشرة عامًا، ثم هجرها -ويشار إلى عدم وجود أثر لدارة العبادة في هذه المدينة بالرغم من ذياع صيتها-. وقد عني أكبر بتعمير هذه المدينة عناية بالغة، فكان من بين منشآتها المسجد الجامع الذي أقيم على طراز المسجد الحرام، وبوابة بلند دروازه التي بناها أكبر تخليدًا لذكرى انتصاره في الگُجرات، وجملة من القصور. اعتنى أكبر كذلك بالمصانع فكان له أكثر من مائة مصنع للفنون والحرف ملحقة بالقصور الملكية، وكل منها كمدينة. بالإضافة إلى ذلك فقد امتلك أكبر مكتبة ضخمة يقال أنها احتوت على 24 ألف مخطوط.

### سياسة التسامح والانفتاح
كان أكبر يرى أن السلاطين مفوضون من الله، وكما أن الله رحيم لجميع خلائقه فيجب على السلاطين كذلك أن يكون رحماء، وأن يكون نهجهم هو التسامح مع الجميع، ومن هنا كان يرى أن يتعايش المسلمون والهندوس وزرادشتيون والنصارى وأتباع مختلف الأديان والمذاهب والعقائد في سلام وأن يعبد كل منهم ربه حسب دينه ومذهبه، لأن الدائرة الوسيعة للرحمة الإلهية تتسع لجميع الطوائف. وتذكر المصادر أنه قبل قيام الدولة المغولية في الهند لم يكن للشيعة محل في الهند، ولكن في عهد السلطان أكبر كانت أراضي البلاد تتسع لكل قادم وصاحب كل عقيدة ومذهب، فكان السني والشيعي يصليان معًا في مسجد واحد، كما كان النصراني يدخل الكنيسة مع اليهودي. بالإضافة إلى أن أكبر كان يتودد إلى كبار الطوائف والأديان والمذاهب وكان يقضي أوقاته في صحبة علمائهم. وكان يصرح أن الله قد فوض إليه الحكم والملك ليقوم بالحراسة، والمسؤوليات الملقاة على عاتق الراعي تجاه رعاياه، والعمل لخير خلق الله والإحسان معهم جميعًا. هكذا انتهجت الدولة في عهده سياسة التسامح والانفتاح تجاه كل ساكن في الهند وكل قادم إليها، يشير بعض الباحثون أنه كان لهذه السياسة آثار في المجالين الداخلي والخارجي، ففي المجال الداخلي، وجد الهندوس وغيرهم فرصتهم للظهور والقيام بنشاطات كبيرة للالتفات حول عقائدهم وإحيائها، وأصبحت كل دعوة إلى الإسلام والتمسك به في هذه الفترة دعوة إلى التعصب والتشدد والخروج على الخط التسامحي انتهجه أكبر. ولهذا يعتبر البعض أن هذه السياسة التي عمل أكبر بها قد نجحت في إرساء قواعد الدولة والتمتع بحماية الغالبية الهندوسية في عصره والفترة الوجيزة التي تلته، ولكنها أضرت بسلطة المسلمين على المدى البعيد. وأصبحت الدولة لا تتمتع بحماية دين أو عصبة في وقت لاحق حيث لم يجد السلاطين من يقف إلى جانبهم. وكان لهذه السياسة صداها خارج الهند، فشجعت هذه السياسة الأفراد والجماعات والطوائف التي شعرت بالاضطهاد في موطنها إلى التوجه إلى الهند. وكذلك انتشر صدى هذه السياسة في أرجاء قارة أوروبا، فشجعت سائر الأوروبيين على القيام برحلات إلى الهند لمحاولة كسر الاحتكار الپُرتُغالي للتجارة في الشرق إلى الغرب، وكان الهولنديون والإنگليز والفرنسيون في مقدمة الأوروپيين الذي تحدوا السيادة الپُرتُغالية البحرية واحتكارها لتجارة الشرق، ونجحوا في مسعاهم بعد أن قاموا بتكوين شركات الهند الشرقية.

### سياسته التجاريَّة

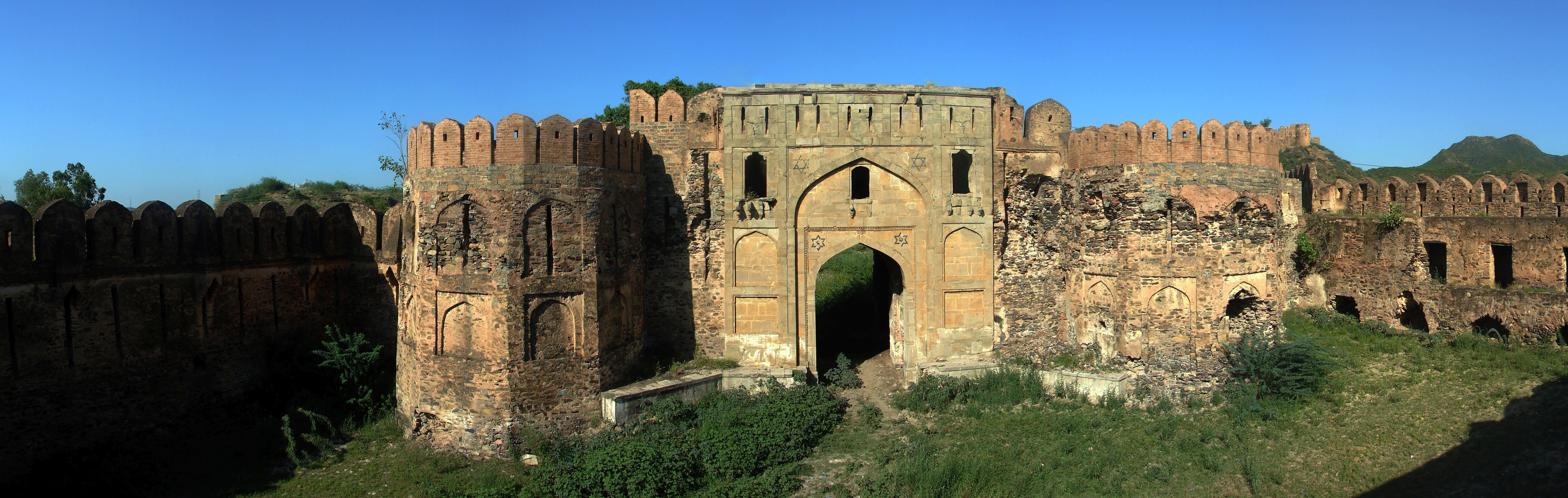
أطلال قلعة أتُك كما تبدو اليوم.

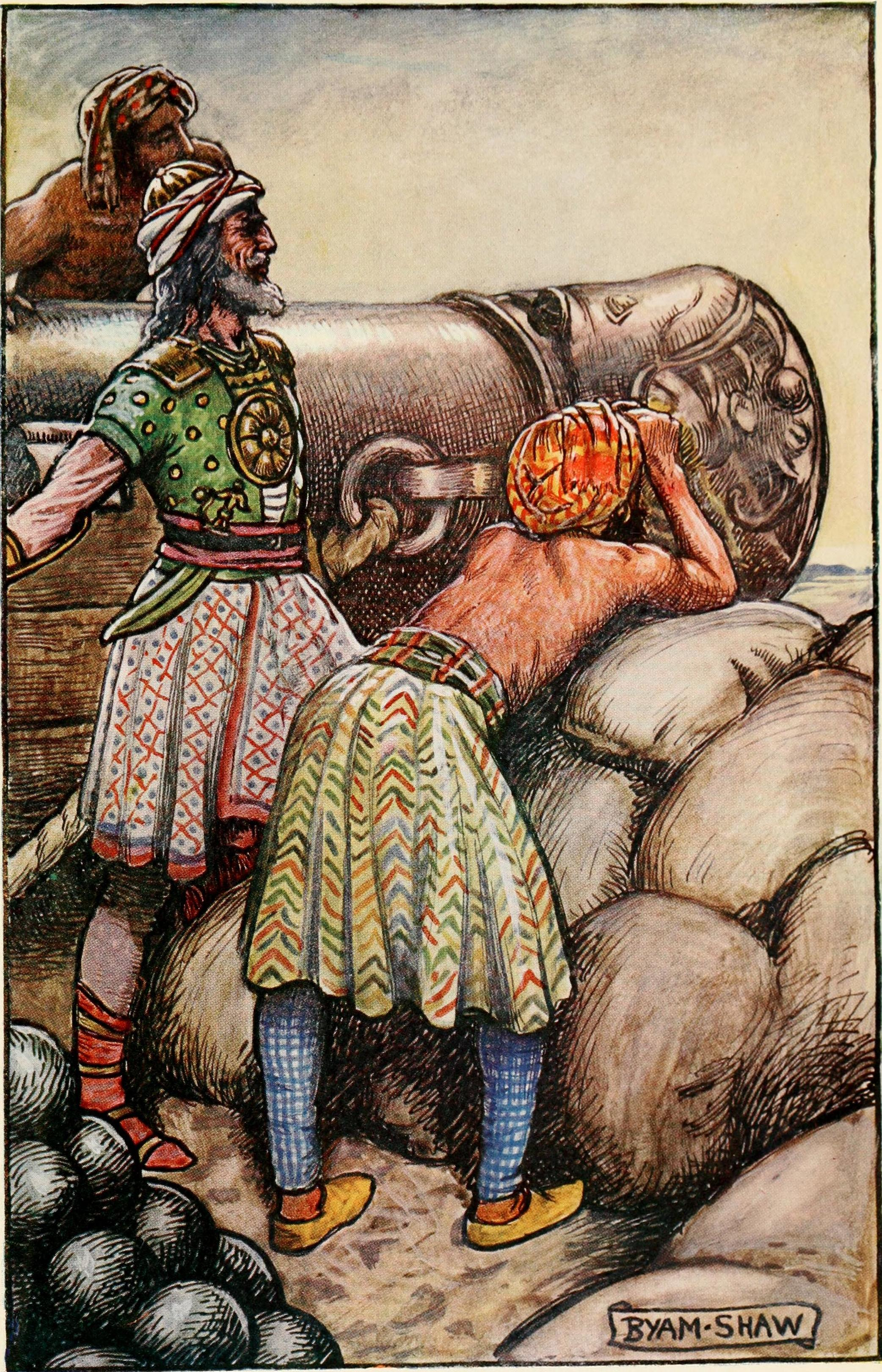
رسمٌ لِجُنُودٌ هُنُود في عهد أكبر يقفون أمام مدفعٍ ضخم. الرسم من كتابٍ عنوانه «مُغامرات أكبر»، صدر سنة 1913م.

شهد عهد أكبر تُوسُعًا عظيمًا في النشاط التجاري، وذلك بِفضل سياسية السُلطان القائمة على تشجيع التُجَّار وتقديمه التسهيلات اللازمة لهم، وفي مُقدمتها تأمين الطُرق والدُرُوب التي تسلُكُها القوافل وتخفيض الرُسُوم الجُمرُكيَّة على البضائع الأجنبيَّة. كما فرض أكبر على الأُمراء والوُلاة الذين تُسرق بضائع التُجَّار أو تُفقد ضمن نطاق ولايتهم، تعويض أولئك بِما يُقابل تلك البضائع من أموال. وفي سبيل تقليل وُقُوع هذه الحوادث، أنشأ أكبر فرقة شُرطة أُطلق عليها «الراحداريَّة» (مُفردُها «راحدار») كانت مُهمَّتُها بحراسة الطُرق والدُرُوب التجاريَّة وتأمين سلامة سالكيها من اللُصُوص وقُطَّاع الطُرق. وعمل أكبر على تعبيد الطُرق التجاريَّة المُهمَّة كمعبر خيبر، الذي كان الطريق المُفضَّل لِلتُجَّار والرحَّالة القادمين من كابُل إلى الهند، بأن جعلها صالحة لِسير العربات، بعد أن كان الناس يضطرُّون إلى عُبُورها سيرًا على الأقدام أو على ظُهُور الدواب، مما جعل عُبُورها سهلًا ووفَّر الوقت والمشقَّة على السالكين. كما هيَّأ أكبر البلدات والمُدن الاستراتيجيَّة الواقعة على طُرُق التُجَّار في شمال غرب دولته، بأسباب الراحة، لِيلجأ إليها المُسافرون المُتعبون، وفي مُقدِّمة تلك المُدن: المُلتان ولاهور وقلعة أتُك، التي بناها أكبر خصيصًا عند تقاطع الدرب المعروف بِـ«طريق الصداق الأعظم» ونهر السند، كي ينزل التُجَّار فيها. كما أنشأ مجموعةً من القلاع الأُخرى الأصغر حجمًا لِتأمين الطُرُق التجاريَّة البريَّة مع فارس وآسيا الوُسطى.

### الجيش

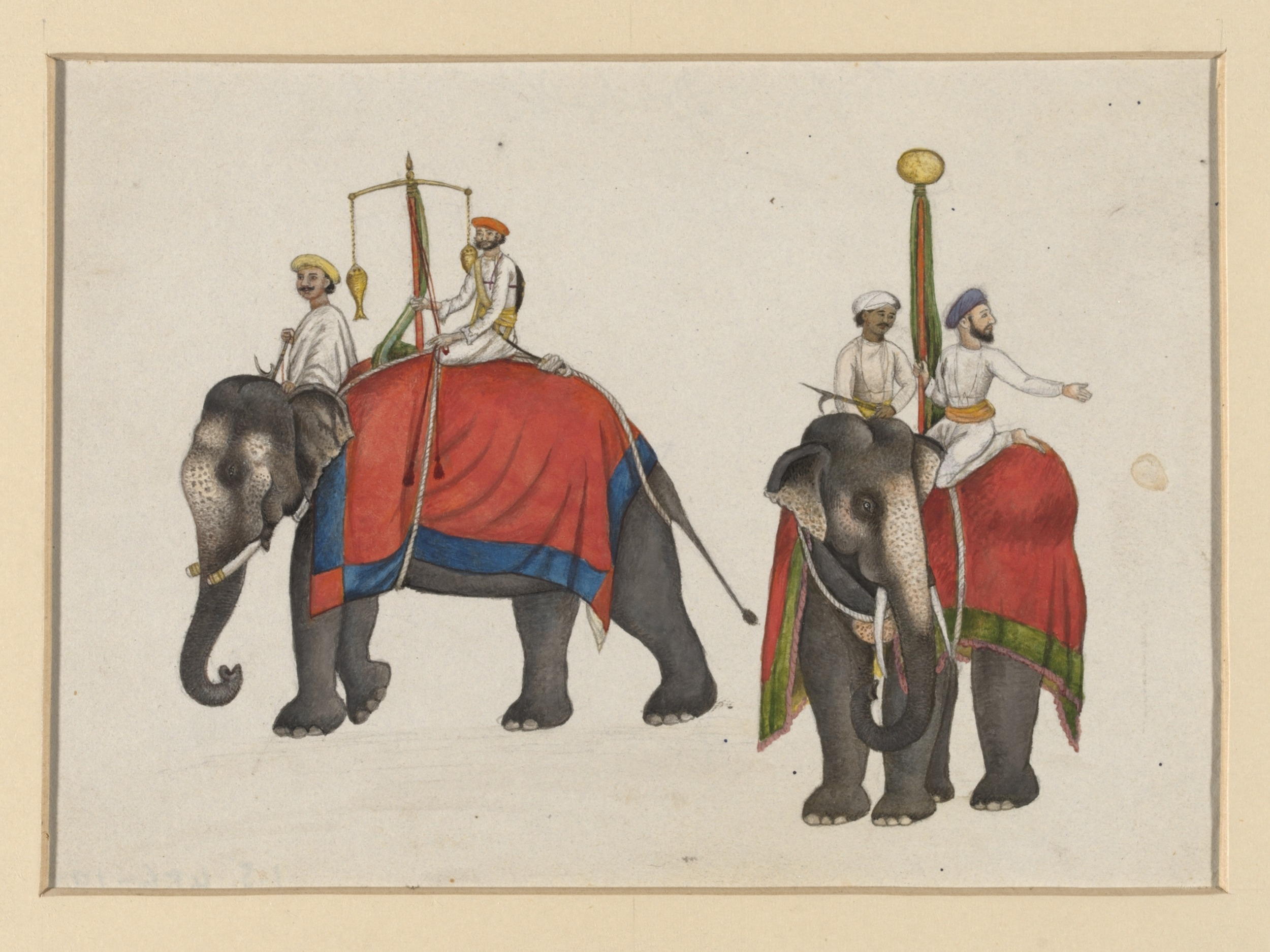
نموذجٌ عن الفيلة الحربيَّة الهنديَّة.

جرى سلاطين المسلمين في الهند على الاستعانة في حروبهم بما كان يمدهم أصحاب الإقطاعات من الرجال في الغالب. وكانت هذه الحشود على ضخامة عددها تجهل أساليب القتال وفنونه عمومًا. وبعد قضاء أكبر على نظام الإقطاع، صارت الأراضي كلها ملكًا للدولة، وغدت ولاياتهم تحكم بواسطة نواب السلطان يوليهم شؤونها بناء على مرسوم، فعمد إلى توفير قوات نظامية دائمة تدفع أجورها من الخزانة العامة. وكان من بين هذه القوات من يعمل تحت إمرته مباشرة، فهي بمثابة حرسه الخاص، ومنها من كان يعمل تحت إمرة حكام الولايات. هذا عدا القوات الخاصة التي كان يحتفظ بها أصحاب المناصب الكبرى في الدولة. وعمل أكبر على إدخال تحسينات على سلاح المدفعية، وعني بتدعيم سلاحه البحري وإن لم يبلغ به إلى درجة الأساطيل في عصره، وأغلب سفنه كانت تعمل في أنهار الهند وفي حدود موانئه، ومن بينها ما كان يحمل المدافع الخفيفة وآلات الحرب. وأمر أكبر أيضًا بإنشاء عدد من المصانع لبناء السفن. هذا وتتباين أقوال مؤرخي أكبر في تحديد عدد قواته، حتى ذهب بعضهم إلى تقويم الفرسان عنده بأربعمائة ألف، والمشاة بما يقرب من أربعة ملايين. وقد كان الجيش الذي سار به أكبر للقضاء على ثورة أخيه ميرزا محمد حكيم كان يضم خمسين ألفًا من الفرسان، مع خمسة آلاف من فيلة الحرب، وألوف من المشاة.

## زوجاته وأولاده

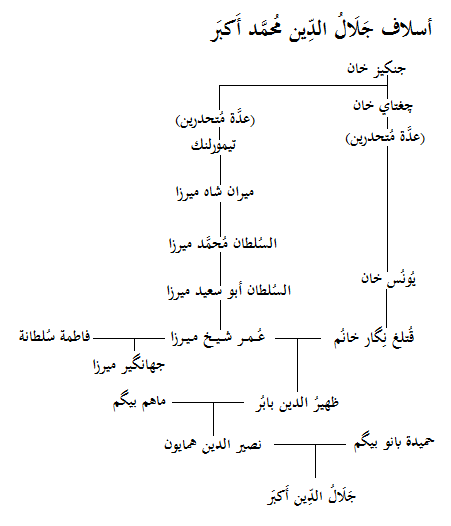
شجرة نسب أكبر.

تزوَّج أكبر عدَّة نساء خِلال حياته، ويبدو أنَّ مُعظم زيجاته غلب عليها الطابع السياسي وكان هدفها توثيق عرى التحالف والحفاظ على وحدة الدولة، أمَّا زوجاته وأولاده فهُم:
- رُقيَّة سُلطان بيگم: أولى زوجات أكبر وابنة عمِّه هندال ميرزا. تزوَّجها أكبر سنة 1551م، ولم تُنجب له ذُريَّة، فتولَّت وصاية حفيد زوجها الشاهزاده خُرَّم (السُلطان شاهجهان مُستقبلًا). تُوفيت يوم 21 ربيع الآخر 1035هـ المُوافق فيه 19 كانون الثاني (يناير) 1626م.[117]
- سليمة سُلطان بيگم: ابنة نور الدين مُحمَّد ميرزا، نائب السلطنة في قنُّوج، وزوجته گُلرُخ بيگم. كانت زوجة بيرم خان أتابك أكبر، ثُمَّ تزوَّجها الأخير بعد مقتل بيرم خان. تُوفيت دون أن تُنجب ذُريَّةً لِأكبر يوم 11 ذي القعدة 1021هـ المُوافق فيه 2 كانون الثاني (يناير) 1613م.
- مريم الزمان جودا باي: ابنة راجا قصبة «أمير» المدعو «بيهار مال كاشهورها». كانت أوَّل زوجة هندوسيَّة لِأكبر، وتزوَّجها في سبيل استقطاب الراجپوتيين الذين يُكوِّنون الطبقة العسكريَّة في المُجتمع الهندوسي. انجبت لِزوجها خليفته سليم. تُوفيت يوم 20 رجب 1032هـ المُوافق فيه 19 أيَّار (مايو) 1623م.
- جوهر النساء بيگم: تتحدر من أُسرة عُلماء، فهي ابنة الشيخ مُحمَّد بخيتار وشقيقة الشيخ جمال بخيتار. أصبحت قرينة أكبر الرئيسيَّة بعد زواجهما.[118]
- بهكَّر بيگم: ابنة السُلطان مُحمَّد البهكَّري.[la 50] تزوَّجها أكبر سنة 1572م.
- قاسمة بانو بيگم بنت عربشاه: تزوَّجها أكبر سنة 1575م.
- بيبي دولت شاد: أنجبت لِأكبر ابنتان هما شُكر النساء بيگم وآرام بانو بيگم.[la 51]

بِالإضافة إلى ما سبق، تذكر عدَّة مصادر أنَّ أكبر تزوَّج نساءٍ أُخريات دون أن تُحدد أسمائهُنَّ، منهُنَّ على سبيل المِثال ابنة عبد الله خان المُغَلَي، التي قيل بأنَّ أكبر تزوَّجها سنة 1557م. أمَّا أبناء وبنات أكبر الآخرين، فهم: حسن ميرزا، وحُسين ميرزا، ومُراد ميرزا ودانيال ميرزا، ويُقال أنَّ الأخيران وُلدا من إحدى جاريات أكبر، بينما تنص مصادر أُخرى أنَّ مُرادًا وُلد لِسليمة سُلطان بيگم. أمَّا ابنتا أكبر الأُخرتان فهما: شمسُ النساء بيگم وماهي بيگم.

## في التُراث الشعبي والثقافة العامَّة
ترك أكبر أثرًا كبيرًا في التُراث الشعبي الهندي خُصوصًا نظرًا لِما شهده عهده الطويل من تغييراتٍ اجتماعيَّة وثقافيَّة وعسكريَّةٍ في البلاد. يردُ ذكر أكبر في إحدى ملاحم الپورانا الهندوسيَّة المُسمَّاة «بهاڤيشيا پورانا»، أي «الپورانا المُستقبليَّة»، وفيها صُوِّر على أنَّهُ روحٌ منسوخة لأحد الحُكماء الذين عاصروا ظهير الدين بابُر، أوَّل سلاطين مغول الهند، الذي وُصف بِأنَّهُ «ملكُ المكيين (المُسلمين) الشرير». وفي هذه الملحمة يُوصف أكبر بِأنَّهُ «الولد المُعجزة» الذي لم يتَّبع الأساليب العنيفة مع الهنود كما فعل من سبقه من سلاطين المغول. صنَّفت مجلَّة تايم الأمريكيَّة أكبر من جُملة أفضل 25 حاكمًا عالميًّا عبر التاريخ، لِما اعتبرته من أنَّ حُكمه «العادل والمُتسامح» أرسى «القيم التي تقوم عليها جُمهُوريَّة الهند الحديثة».
بِالمُقابل، فإنَّ النظرة إلى أكبر في پاكستان هي نظرة سلبيَّة، ويعتبر المُؤرِّخ «اشتياق حسن قُرشي» أنَّ مُمارسات أكبر وسياساته الانفتاحيَّة على باقي الأديان في شبه القارَّة الهنديَّة أضعفت الإسلام في تلك البلاد وقلَّلت من شأنه في عيون غير المُسلمين ولم تسمح له بِالعودة إلى مكانته المُهيمنة كما كان الوضع في السابق. كما أنَّ تقرُّب أكبر من الراجپوتيين ومُصاهرتهم يتناقض مع نظرة وفكرة الدولتين الهندوستانيتين المُنفصلتين (پاكستان الإسلاميَّة والهند الهندوسيَّة) التي قامت على أساسها الأُمَّتين سالفتيّ الذِكر، مما يُعطي سببًا إضافيًّا لِلمُطلعين من الپاكستانيين كي يبغضوا أكبر وينفروا منه.
ظهرت شخصيَّة أكبر في عدَّة أعمال سينمائيَّة وتلفزيونيَّة وأدبيَّة، منها على سبيل المِثال: فيلم «مُغَل أعظم» العائد لِسنة 1960م، وقد جسَّد دور أكبر في هذا الفيلم المُمثل الهندي پريثفيراج كاپور؛ وكذلك في فيلم «جودا أكبر» العائد لِسنة 2008م، الذي جسَّد فيه المُمثل هريثيك روشان دور أكبر. وفي ذات السنة سالِفة الذكر، أصدر الكاتب الهندي البريطاني سلمان رُشدي روايةً بِعنوان «ساحرة فلورنسة» لعب فيها أكبر دورًا رئيسيًّا.

## حواشٍ
- ^ أ:  بعض المصادر التي كُتبت زمن جلال الدين أكبر، كمُؤلَّف أبي الفضل بن مُبارك، تنص على أنَّ أكبر وُلد يوم 15 تشرين الأوَّل (أكتوبر) 1542م وأنَّ والده سمَّاه جلال الدين مُنذُ ولادته. غير أنَّ بعض المُؤرِّخين المُعاصرين مثل الإيرلندي ڤينسنت آرثر سميث، قالوا بالاستناد على تأريخ جوهر، الخادم الشخصي لِهمايون، أنَّ أكبر وُلد يوم 23 تشرين الثاني (نوڤمبر) 1542 (المُوافق فيه الرابع عشر من شعبان، أي ليلة اكتمال البدر) فسمَّاه والده «بدرُ الدين». وبِحسب سميث، فإنَّ تاريخ ميلاد أكبر غُيِّر قصدًا يوم ختانه خِلال شهر آذار (مارس) 1546م في سبيل تضليل المُنجمين والمُشعوذين، ومعه غُيِّر اسمه إلى جلال الدين.[la 58]

- ^ ب: يُحتمل أن يكون لقب «سُلطان الإسلام» قد اتخذه أكبر قبل ارتداده وابتداعه الدين الإلٰهي، وقد يكون قصد به سُلطان بلاد المُسلمين، ويُحتمل أن يكون قد خُلع عليه مُجددًا فيما بعد إن صدقت رواية كتاب «تُزك جهانكيري»، من أنَّ أكبر عاد إلى الإسلام وهو على فراش الموت.[68]

### فهرست المراجع
بِاللُغتين العربيَّة والفارسيَّة
1. 1 2 3 4  موسنيه (1987)، ص. 583-584.
2. 1 2 3  طقوش (2007)، ص. 215-217.
3. ↑  محفوظ (2004)، ص. 54.
4. 1 2 3  النمر (1981)، ص. 262-263.
5. 1 2 3 4 5  نوار (1998)، ص. 516-517.
6. ↑  بدوانى(د.ت)، ص. 355.
7. ↑  الأكبرآبادي (1995)، ص. 332-335.
8. ↑  أبو شنة والجياشي (2018)، ص. 111-112.
9. 1 2  الساداتي (1959), p. 94-96.
10. ↑  مؤنس (1987)، ص. 257.
11. 1 2  طقوش (2007)، ص. 217-218.
12. 1 2  الشيال (2001)، ص. 80-81.
13. 1 2  الساداتي (1959)، ص. 96-97.
14. 1 2 3  الساداتي (1959)، ص. 98-101.
15. 1 2 3  الشيال (2001), p. 82-83.
16. 1 2 3  طقوش (2007), p. 219-221.
17. ↑  غازي (2009)، ص. 45.
18. 1 2  الساداتي (1959)، ص. 102.
19. ↑  علي (2008)، ص. 103.
20. 1 2  الأكبرآبادي (1995)، ص. 18-19.
21. 1 2  الساداتي (1959)، ص. 103-105.
22. 1 2 3 4 5  طقوش (2007)، ص. 221-224.
23. ↑  أبو شنة ومحسن (2019)، ص. 456.
24. ↑  حسين (2012)، ص. 114.
25. 1 2 3  الأكبرآبادي (1995)، ص. 23-26.
26. ↑  الشيال (2001)، ص. 85.
27. ↑  المحمدي (2017)، ص. 78.
28. 1 2  الشيال (2001)، ص. 87-99.
29. 1 2 3  الأكبرآبادي (1995)، ص. 26-30.
30. 1 2 3  بدوانى(د.ت)، ص. 51-52.
31. 1 2  الأكبرآبادي (1995)، ص. 32.
32. ↑  طقوش (2007)، ص. 227.
33. 1 2  الأكبرآبادي (1995)، ص. 30-31.
34. ↑  الأكبرآبادي (1995)، ص. 49-50.
35. 1 2  الأكبرآبادي (1995)، ص. 63-65.
36. ↑  طقوش (2007)، ص. 234.
37. ↑  الساداتي (1959)، ص. 109.
38. 1 2  الشيال (2001)، ص. 95-96.
39. 1 2 3  الساداتي (1959)، ص. 111-113.
40. 1 2 3  طقوش (2007)، ص. 235-236.
41. 1 2 3  الساداتي (1959)، ص. 113-114.
42. 1 2 3  طقوش (2007)، ص. 236-237.
43. 1 2  الساداتي (1959)، ص. 116-119.
44. 1 2 3 4  الشيال (2001)، ص. 96-98.
45. 1 2 3  طقوش (2007)، ص. 237-240.
46. ↑  الأكبرآبادي (1995)، ص. 80-94؛ 171-177.
47. 1 2 3  الساداتي (1959)، ص. 119-121.
48. ↑  طقوش (2007)، ص. 240-242.
49. ↑  الأكبرآبادي (1995)، ص. 109-158.
50. 1 2  الأكبرآبادي (1995)، ص. 55-58.
51. 1 2 3  الأكبرآبادي (1995)، ص. 158-162.
52. ↑  بدوانى(د.ت)، ص. 346.
53. ↑  الأكبرآبادي (1995)، ص. 185-186.
54. 1 2 3  طقوش (2007)، ص. 243-244.
55. 1 2  الشيال (2001)، ص. 99.
56. 1 2 3 4  سعودي والريشاوي (2018)، ص. 79-80.
57. 1 2 3 4 5 6 7 8 9 10  طقوش (2007)، ص. 251-255.
58. 1 2  الندوي (1950)، ص. 60-63.
59. ↑  الدرر السنية.
60. ↑  بدوانى(د.ت)، ص. 299.
61. ↑  ملكاوي وآخرون (2014)، ص. 135.
62. 1 2  الأكبرآبادي (1995)، ص. 187، 189-191.
63. ↑  الأكبرآبادي (1995)، ص. 200-202.
64. 1 2 3 4 5  طقوش (2007)، ص. 245-246.
65. ↑  الأكبرآبادي (1995)، ص. 197-198.
66. 1 2 3 4 5  طقوش (2007)، ص. 248-249.
67. ↑  طقوش (2007)، ص. 261.
68. 1 2 3  الندوي (2007)، ص. 89.
69. 1 2 3 4  نوار (1998)، ص. 519-520.
70. ↑  شودري (2002)، ص. 447.
71. 1 2 3 4 5 6  الشيال (2001)، ص. 109-116.
72. ↑  الحسني (1999)، ص. 466.
73. ↑  الندوي (2007)، ص. 81-88.
74. 1 2  العفاني (2005)، ص. 66-72.
75. ↑  الندوي (1950)، ص. 70-81.
76. ↑  حسين (2012)، ص. 118.
77. ↑  الندوي (2007)، ص. 123-131.
78. ↑  الندوي (1950)، ص. 83.
79. ↑  الحسني (1999)، ص. 462.
80. ↑  الحسني (1999)، ص. 539.
81. ↑  الحسني (1999)، ص. 374-375.
82. ↑  غازي (1979)، ص. 476-477.
83. ↑  الحسني (1999)، ص. 380.
84. ↑  غازي (1979)، ص. 478-479.
85. ↑  حسين (2012)، ص. 117.
86. 1 2 3 4  نوار (1998)، ص. 524.
87. ↑  الساداتي (1959)، ص. 107-108.
88. ↑  طقوش (2007)، ص. 227-228.
89. ↑  الشيال (2001)، ص. 89-91.
90. 1 2 3  طقوش (2007)، ص. 232-234.
91. ↑  الشيال (2001)، ص. 91-94.
92. ↑  الساداتي (1959)، ص. 135، 143.
93. ↑  النمر (1981)، ص. 283-292.
94. ↑  الندوي (2007)، ص. 81 - 134.
95. ↑  الأكبرآبادي (1995)، ص. 149.
96. ↑  المليباري (1985)، ص. 163-164.
97. 1 2 3  سعودي والريشاوي (2018)، ص. 83-84.
98. ↑  الساداتي (1959)، ص. 118-119.
99. ↑  طقوش (2007)، ص. 231.
100. 1 2 3 4  سعودي والريشاوي (2018)، ص. 81-82.
101. ↑  أحمد (1991)، ص. 36.
102. ↑  سعودي والريشاوي (2018)، ص. 84.
103. ↑  أحمد (1991)، ص. 42-43.
104. ↑  سعودي والريشاوي (2018)، ص. 85.
105. 1 2  الساداتي (1959)، ص. 143-145.
106. 1 2 3  طقوش (2007)، ص. 255-257.
107. ↑  النمر (1981)، ص. 279-280.
108. ↑  الساداتي (1959)، ص. 146-150.
109. ↑  طقوش (2007)، ص. 257-258.
110. 1 2  الساداتي (1959)، ص. 150-151.
111. ↑  طقوش (2007)، ص. 259-260.
112. ↑  الساداتي (1959)، ص. 156-160، 312، 321-322.
113. ↑  النمر (1981)، ص. 292-298، 400-401.
114. ↑  نوار (1998)، ص. 531-533.
115. ↑  أحمد (1991)، ص. 20-25.
116. 1 2  الساداتي (1959)، ص. 152-156.
117. ↑  ندوى (2018)، ص. 274–275.
118. ↑  نواز خان (1888)، ص. 564، 566.

بِلُغاتٍ أوروپيَّة
1. ↑  Eraly (2004), p. 115-116.
2. ↑  Ballhatchet(N.D).
3. ↑  Black (2011), p. 245.
4. ↑  Eraly (2000), p. 189.
5. ↑  Schwartzberg et al..
6. ↑  Collier (2011), p. 326.
7. ↑  Wiegand & Davis (1994), p. 271.
8. ↑  Smith (1917), p. 12–19.
9. ↑  Smith (1917), p. 22.
10. ↑  Erskine (1854), p. 403-404.
11. ↑  Mehta (1986), p. 189.
12. ↑  Ferishta (2013), p. 169.
13. ↑  Eraly (2000), p. 123, 272.
14. ↑  Jackson (1999), p. 237.
15. ↑  Majumdar (1974), p. 113-114.
16. ↑  Abu'l-Fazl (1907), p. 268-275.
17. ↑  Abu'l-Fazl (1907), p. 274.
18. ↑  Mukhia (2004), p. 126.
19. ↑  Metcalf (2006), p. 17.
20. 1 2  Eraly (2000), p. 148–154.
21. ↑  Yamin (2009), p. 34–40.
22. ↑  Cambridge (1937), p. 660.
23. ↑  Mehta (1986), p. 258.
24. 1 2  Eraly (2000), p. 156–157.
25. ↑  Floor & Herzig (2012), p. 136.
26. ↑  Michell & Zebrowski (1999), p. 4-22.
27. ↑  Astarabadi (1794), p. 169-168.
28. 1 2  Gazetteers(N.D).
29. ↑  Astarabadi (1794), p. 171-172.
30. ↑  Shyam (1981), p. 81.
31. ↑  Cambridge (1937), p. 151.
32. ↑  Ikram (1964), p. 160.
33. ↑  Said (1990), p. 187.
34. ↑  Sarkar (1984), p. 37.
35. ↑  Chandra (2007), p. 243.
36. ↑  eventseeker(N.D).
37. ↑  Sen (2005), p. 288–289.
38. ↑  Truschke(N.D).
39. ↑  Yamin (2009).
40. ↑  Dodwell (1929), p. 14.
41. ↑  Farooqi (1996), p. 32-48.
42. ↑  Farooqi (1989), p. 45.
43. ↑  Alam Khan (1999), p. 218.
44. ↑  Subrahmanyam (1994), p. 249.
45. ↑  Farooqi (1989), p. 161.
46. ↑  Faroqhi (2006), p. 180.
47. ↑  Smith (1917), p. 292.
48. 1 2  Lach & Van Kley (1998), p. 393.
49. ↑  Levi (2002), p. 39.
50. ↑  Siddiqi (1972), p. 166.
51. ↑  Moosvi (2008), p. 114.
52. ↑  Burke (1989), p. 142-144.
53. 1 2  Jahangir (1999), p. 37.
54. ↑  Khanna (2007), p. 34–35.
55. ↑  Beveridge (1900), p. 158–161.
56. ↑  Tharoor (2011).
57. ↑  Ali (1992), p. 73-76.
58. ↑  Smith (1917), p. 18–19.

### ثبت المراجع(مُرتَّبة حسب تاريخ النشر)
كُتُب ودوريَّات باللُّغة العربيَّة:
- مسعود الندوي (قرابة 1950)، تاريخ الدعوة الإسلاميَّة في الهند، بيروت: دار العربية، OCLC:4770181235، QID:Q118113502 {{استشهاد}}: تحقق من التاريخ في: |publication-date= (مساعدة)
- أحمد محمود الساداتي (1959)، تاريخ المُسلمين في شبه القارَّة الهنديَّة وحضارتهم: الدولة المغوليَّة، القاهرة: مكتبة الآداب للنشر والتوزيع، ج. 2، QID:Q115912807
- محمود أحمد غازي (1979). "الدين الإلهي الأكبري أو أزمة الإسلام في شبه القارَّة خلال القرن السادس عشر الميلادي" (PDF). مجلَّة مجمع اللُّغة العربيَّة بدمشق. مجمع اللغة العربية بدمشق. ج. 54 ع. 2. ISSN:0258-1442. مؤرشف من الأصل (PDF) في 2023-05-01.
- عبد المنعم النمر (1981)، تاريخ الإسلام في الهند (ط. 1)، بيروت: المؤسسة الجامعية للدراسات والنشر والتوزيع، OCLC:4771140982، QID:Q115910365
- أحمد زين الدين المليباري (1985)، تُحفةُ المُجاهدين في بعض أخبار البُرتُغاليين (PDF)، تحقيق: محمد سعيد الطريحي (ط. 1)، بيروت: مؤسسة الوفاء، OCLC:928970210، QID:Q118126152
- رولان موسنيه (1987)، تاريخ الحضارات العام: القرنان السادس عشر والسابع عشر (PDF)، ترجمة: يوسف أسعد داغر؛ فريد م. داغر (ط. 2)، بيروت، باريس: عويدات للنشر والطباعة، QID:Q118111249
- حسين مؤنس (1987). "أطلس تاريخ الإسلام". القاهرة (ط. 1). القاهرة: الزهراء للإعلام العربي. ISBN:978-977-14-7049-6. OCLC:1230076515. OL:13162429M. QID:Q6824741.
- أحمد، نصير أحمد نور (1411هـ - 1991م). شركة الهند الشرقية الإنجليزية منذ بدأ تأسيسها حتى سقوط دولة المغول الإسلامية في الهند (1009 - 1273 الهجري / 1600 - 1857 الميلادي) (PDF) (PhD. thesis). جامعة أم القرى. مؤرشف من الأصل (PDF) في 2022-05-26. {{استشهاد بأطروحة}}: تحقق من التاريخ في: |تاريخ= (مساعدة)
- نظام الدين الأكبرآبادي (1995). المُسلمون في الهند من الفتح العربي إلى الاستعمار البريطاني. ترجمة: أحمد عبد القادر الشاذلي. القاهرة: الهيئة المصرية العامة للكتاب. ج. 1. ISBN:977-01-4329-4. QID:Q115913516.
- عبد العزيز نوار (1998). تاريخ الشُعُوب الإسلاميَّة (PDF). القاهرة: دار الفكر العربي. ISBN:977-101-115-4. OCLC:40494498. QID:Q115910703.
- عبد الحي الحسني (1999)، الإعلام بمن في تاريخ الهند من الأعلام المُسمَّى بنُزهة الخواطر وبهجة المسامع والنواظر (ط. 1)، بيروت: دار ابن حزم، OCLC:4770515796، QID:Q115914408
- جمال الدين الشيال (2001). تاريخ دولة أباطرة المغول الإسلاميَّة في الهند (PDF) (ط. 1). القاهرة: مكتبة الثقافة الدينية. ISBN:977-341-011-0. OCLC:46672560. QID:Q115912926.
- مُحمَّد كبير أحمد شودري (2002)، فرق الهند المُنتسبة للإسلام في القرن العاشر الهجري وآثارها في العقيدة: دراسةً ونقدًا (PDF) (ط. 1)، الدمام: دار ابن الجوزي، OCLC:49298773، QID:Q118125496
- حازم محمد أحمد محفوظ (2004). ازدهار الإسلام في شبه القارَّة الهنديَّة (ط. 1). القاهرة: الدار الثقافية للنشر والتوزيع. ISBN:978-977-339-122-5. OCLC:54664172. OL:19666271M. QID:Q115944403.
- سيد حسين العفاني (2005)، زهرة البساتين من مواقف العُلماء الربَّانيين (ط. 3)، القاهرة: دار العفاني، ج. 2، QID:Q118125843
- أبو الحسن الندوي (2007)، رجال الفكر والدعوة في الإسلام (PDF)، ترجمة: سلمان الحسيني الندوي (ط. 3)، دمشق، بيروت: دار ابن كثير، ج. 3، 4، QID:Q118278819
- محمد سهيل طقوش (2007). تاريخ مغول القبيلة الذهبيَّة والهند (ط. 1). بيروت: دار النفائس للطباعة والنشر والتوزيع. ISBN:978-9953-18-436-4. OCLC:471749423. OL:27125375M. QID:Q107406383.
- أحمد رجب محمد علي (2008)، قلاع وحُصُون وأسوار وبوَّابات المُدُن الأثريَّة الإسلاميَّة في الهند (ط. 1)، القاهرة: الدار المصرية اللبنانية، OCLC:768166012، QID:Q115943923
- محمود أحمد غازي (2009). تاريخ الحركة المُجدِّديَّة: دراسة تاريخيَّة تحليليَّة لحياة الإمام المُجدِّد أحمد بن عبد الأحد السرهندي المعروف بمُجدِّد الألف الثاني وعمله الإصلاحي التجديدي الذي قام به في شبه القارَّة مع ترجمة لبعض رسائل وكتاباته المُختارة (ط. 1). بيروت: دار الكتب العلمية. ISBN:978-2-7451-6265-6. OCLC:568570926. OL:44910877M. QID:Q118111544.
- عبد الله حسين (2012). المسألة الهنديَّة (PDF). القاهرة: مؤسسة هنداوي. ISBN:978-1-5273-0474-1. OCLC:945384323. QID:Q118113237.
- فتحي حسن ملكاوي؛ رائد جميل عكاشة؛ ماجد فوزي أبو غزالة (2014). التحولات الفكريَّة في العالم الإسلامي: أعلام وكتب وحركات وأفكار من القرن العاشر إلى الثاني عشر الهجري (ط. 1). عَمَّان: المعهد العالمي للفكر الإسلامي. ISBN:978-1-5656-4621-6. OCLC:8575961707. OL:31117404M. QID:Q118124873. مؤرشف من الأصل في 2019-12-28.
- سهام جميل المُحمَّدي (كانون الأول 2017). "دور المرأة في إمبراطوريَّة المغول الإسلاميَّة في الهند (932-1274هـ/ 1525-1858م)". مجلَّة جامعة الأنبار للعُلُوم الإنسانيَّة. جامعة الأنبار ع. 3. ISSN:1995-8463. مؤرشف من الأصل في 2023-04-30. {{استشهاد بدورية محكمة}}: تحقق من التاريخ في: |سنة= (مساعدة)
- صابرين شلاكة رداد الجياشي؛ أسعد حميد أبو شنة (2018). "الأوضاع السياسية للإمبراطورية المغولية في الهند، المرحلة الأولى لحكم همايون (1530 – 1540) أنموذجًا". مجلَّة أوروك للعُلُوم الإنسانيَّة. جامعة المُثنَّى. ج. 11 ع. 3. DOI:10.18018/URUK/018-11/107-116. ISSN:2072-6317. مؤرشف من الأصل في 2023-04-30.
- رقيب حسُّون عبُّودي سعودي؛ متعب خلف جابر الريشاوي (2018). "السياسة الخارجيَّة لِلإمبراطورية المغوليَّة في الهند في عهد جلال الدين أكبر 1556 - 1605م". مجلَّة أوروك للعُلُوم الإنسانيَّة. جامعة المُثنَّى. ج. 11 ع. 3. DOI:10.18018/URUK/018-11/77-92. ISSN:2072-6317. مؤرشف من الأصل في 2023-04-30.
- سكينة بجاي محسن؛ أسعد حميد أبو شنة (2019). "دور آل بيرم خان السياسي في الدولة المغولية في الهند (1530-1605)". مجلَّة أوروك للعُلُوم الإنسانيَّة. جامعة المُثنَّى. ج. 12 ع. 1. DOI:10.18018/URUK/019-12/450-470. ISSN:2072-6317. مؤرشف من الأصل في 2023-04-30.

مواقع إلكترونيَّة عربيَّة:
- "فرقة الأكبريَّة: أشهر دُعاتها". الدُرر السُنيَّة. مؤرشف من الأصل في 26 حُزيران (يونيو) 2019م. اطلع عليه بتاريخ 26 حُزيران (يونيو) 2019م. {{استشهاد ويب}}: تحقق من التاريخ في: |تاريخ الوصول= و|تاريخ أرشيف= (مساعدة)

كُتُب باللُّغتين الفارسيَّة والأُرديَّة:
- بدوانى، عبد القادر بن ملوک شاه. مُنتخب التواريخ (بالفارسية) (ط. 1). اصفهان: مركز تحقيقات رايانۀاى قائميه اصفهان. اطلع عليه بتاريخ 23 كانون الأوَّل (ديسمبر) 2017م. {{استشهاد بكتاب}}: تحقق من التاريخ في: |تاريخ الوصول= (مساعدة)
- شاه نواز خان، صمصام الدولة (۱۸۸۸). مولوى عبد الرحيم (المحرر). مآثر الأُمرا (بالفارسية). كُلكتَّة: مطبع اُردوكاڻيد. ج. ۲. {{استشهاد بكتاب}}: تحقق من التاريخ في: |سنة= (مساعدة)
- ندوى، رشيد اختر (۲۰۱۸). هُمايون نامه: تصنيف گلبدن بيگم بنت بابر بادشاه (بالأوردية). لاهور: سنگِ ميل پبلى كيشنز. ISBN:969350318X. {{استشهاد بكتاب}}: تحقق من التاريخ في: |سنة= (مساعدة)

بلُغاتٍ أجنبية:
- Ballhatchet, Kenneth A. (Invalid Date). "Akbar". Encyclopædia Britannica (بالإنجليزية) (electronic ed.). Encyclopædia Britannica, Inc. Archived from the original on 2015-5-5. {{استشهاد بموسوعة}}: تحقق من التاريخ في: |تاريخ= (help)
- Joseph E. Schwartzberg [and 11 others]. (Invalid Date). "The reign of Akbar the Great: Extension and consolidation of the empire". Encyclopædia Britannica (بالإنجليزية) (electronic ed.). Encyclopædia Britannica, Inc. Archived from the original on 2019-3-23. {{استشهاد بموسوعة}}: تحقق من التاريخ في: |تاريخ= (help)صيانة الاستشهاد: أسماء عددية: قائمة المؤلفين (link)
- Truschke, Audrey (Invalid Date). "Jains and the Mughals". Jainpedia (بالإنجليزية). Institute of Jainology. Archived from the original on 2019-07-07. {{استشهاد بموسوعة}}: تحقق من التاريخ في: |تاريخ= (help)
- "Medieval Period" (بالإنجليزية). The Gazetteers Department, Government of Maharashtra. Archived from the original on 2011-07-22. Retrieved 2006-12-24.
- "Akbar's Church". eventseeker.com (بالإنجليزية). Archived from the original on 2017-09-29. Retrieved 2017-09-29.
- Astarabadi, Muhammad Qasim Hindu Shah (1794). Ferishta's History of Dekkan From The First Mahummedan Conquests (بالإنجليزية). Translated by Jonathan Scott. London: J. and W. Eddowes. Vol. II. Archived from the original on 2016-04-11.{{استشهاد بكتاب}}:  صيانة الاستشهاد: ref duplicates default (link)
- Erskine, William (1854). A History of India Under the Two First Sovereigns of the House of Taimur, Báber and Humáyun (بالإنجليزية). Longman, Brown, Green, and Longmans. Vol. 2. ISBN:9781108046206.{{استشهاد بكتاب}}:  صيانة الاستشهاد: ref duplicates default (link)
- Smith, Vincent Arthur (1917). Akbar the Great Mogul, 1542–1605 (بالإنجليزية). Oxford at The Clarendon Press. Archived from the original on 2016-04-09.{{استشهاد بكتاب}}:  صيانة الاستشهاد: ref duplicates default (link)
- Beveridge, H. (January - April 1900). "The Gardens of Climes (Hadiqa-Al-Aqalim)". The Imperial and Asiatic Quarterly Review and Oriental and Colonial Record (بالإنجليزية). The Oriental University Insitute. IX (17 & 18). {{استشهاد بدورية محكمة}}: تحقق من التاريخ في: |سنة= (help)
- Dodwell, Henry H., ed. (1929). The Cambridge history of the British Empire (بالإنجليزية). Cambridge: The University Press. Vol. IV. OCLC:1473561. Archived from the original on 2014-06-09.{{استشهاد بكتاب}}:  صيانة الاستشهاد: ref duplicates default (link)
- Burn, Richard, ed. (1937). "The Mughul Period". The Cambridge History of India (بالإنجليزية). Cambridge University Press. Vol. IV. Archived from the original on 2017-04-20.
- Ikram, S. M. (1964). Ainslie T. Embree (ed.). Muslim Civilization in India (بالإنجليزية). New York: Columbia University Press. Archived from the original on 2023-02-22.{{استشهاد بكتاب}}:  صيانة الاستشهاد: ref duplicates default (link)
- Siddiqi, Mahmudul Hasan (1972). History of the Arghuns and Tarkhans of Sindh, 1507–1593: An Annotated Translation of the Relevant Parts of Mir Ma'sums Ta'rikh-i-Sindh, with an Introduction & Appendices (بالإنجليزية). Jamshoro: Institute of Sindhology, University of Sind. Archived from the original on 2023-05-08.{{استشهاد بكتاب}}:  صيانة الاستشهاد: ref duplicates default (link)
- Majumdar, R. C., ed. (1974). The Mughul Empire. The History and Culture of the Indian People (بالإنجليزية). Bombay: Bharatiya Vidya Bhavan. Vol. VII.{{استشهاد بكتاب}}:  صيانة الاستشهاد: ref duplicates default (link)
- Shyam, Radhey (1981). The Kingdom of Khandesh (بالإنجليزية). Delhi: Idarah-i-Adabiyat-i-Delli.{{استشهاد بكتاب}}:  صيانة الاستشهاد: ref duplicates default (link)
- Sarkar, Jadunath (1984). A History of Jaipur (بالإنجليزية). New Delhi: Orient Longman. ISBN:8125003339. Archived from the original on 2017-03-18.{{استشهاد بكتاب}}:  صيانة الاستشهاد: ref duplicates default (link)
- Mehta, Jaswant Lal (1986). Advanced Study in the History of Medieval India (بالإنجليزية). Sterling Publishers Pvt. Ltd. ISBN:8120710150.{{استشهاد بكتاب}}:  صيانة الاستشهاد: ref duplicates default (link)
- Burke, S. M. (1989). Akbar: The Greatest Mogul (بالإنجليزية) (1st ed.). New Delhi: Munshiram Manoharlal Publishers. ISBN:812150452X.{{استشهاد بكتاب}}:  صيانة الاستشهاد: ref duplicates default (link)
- Farooqi, Naimur Rahman (1989). Mughal-Ottoman relations: a study of political & diplomatic relations between Mughal India and the Ottoman Empire, 1556–1748 (بالإنجليزية). Delhi: Idarah-i Adabiyat-i Delli. OCLC:20894584. Archived from the original on 2019-12-13.{{استشهاد بكتاب}}:  صيانة الاستشهاد: ref duplicates default (link)
- Said, Hakim Mohammad (1990). Road to Pakistan: a comprehensive history of the Pakistan Movement, 1947 (بالإنجليزية). Karachi: Hamdard Foundation Pakistan, Pakistan Historical Society. ISBN:969412140X.{{استشهاد بكتاب}}:  صيانة الاستشهاد: ref duplicates default (link)
- Ali, Mubarak (Sept-Oct 1992). "Akbar in Pakistani Textbooks". Social Scientist (بالإنجليزية). Indian School of Social Sciences. 20 (232–33). DOI:10.2307/3517719. ISSN:0970-0293. JSTOR:3517719. Archived from the original on 2024-07-20. {{استشهاد بدورية محكمة}}: تحقق من التاريخ في: |سنة= (help)
- Subrahmanyam, Sanjay (Jun 1994). "Book Reviews: Naimur Rahman Farooqi, Mughal-Ottoman Relations: A Study of the Political and Diplomatic Relations between Mughal India and the Ottoman Empire, 1556–1748, Delhi". The Indian Economic & Social History Review (بالإنجليزية). SAGE Publications. 31 (2). DOI:10.1177/001946469403100210. ISSN:0019-4646. Archived from the original on 2022-11-29.{{استشهاد بدورية محكمة}}:  صيانة الاستشهاد: ref duplicates default (link)
- Wiegand, Wayne A.; Davis, Donald G., eds. (1994). "India". Encyclopedia of Library History (بالإنجليزية). Garland Publishing, Inc. ISBN:0824057872.
- Farooqi, N. R. (Jan 1996). "Six Ottoman Documents On Mughal-Ottoman Relations During The Reign Of Akbar". Journal of Islamic Studies (بالإنجليزية). Oxford Centre for Islamic Studies. 7 (1). DOI:10.1093/jis/7.1.32. ISSN:0955-2340. Archived from the original on 2023-05-05.{{استشهاد بدورية محكمة}}:  صيانة الاستشهاد: ref duplicates default (link)
- Edwin J., Donald F.; Van Kley (1998). Asia in the Making of Europe (بالإنجليزية) (Paperback ed.). University of Chicago Press. Vol. III. ISBN:0226467686. Archived from the original on 2023-05-07.
- Alam Khan, Iqtidar (1999). Akbar and His Age (بالإنجليزية) (1st ed.). New Delhi: Northern Book Centre. ISBN:8172111088. Archived from the original on 2023-05-08.{{استشهاد بكتاب}}:  صيانة الاستشهاد: ref duplicates default (link)
- Jackson, Guida M. (1999). Women rulers throughout the ages: an illustrated guide (بالإنجليزية) (2nd revised ed.). Santa Barbara, Calif: ABC-CLIO. ISBN:9781576070918. Archived from the original on 2019-12-17.{{استشهاد بكتاب}}:  صيانة الاستشهاد: ref duplicates default (link)
- Jahangir, Nur-ud-Din Muhammad (1999). The Jahangirnama: memoirs of Jahangir, Emperor of India (بالإنجليزية). Translated by Wheeler M. Thackston. Oxford University Press. ISBN:0195127188.{{استشهاد بكتاب}}:  صيانة الاستشهاد: ref duplicates default (link)
- Michell, George; Zebrowski, Mark (1999). Architecture and Art of the Deccan Sultanates (بالإنجليزية). Cambridge University Press. DOI:10.1017/CHOL9780521563215. ISBN:0521563216. Archived from the original on 2023-05-05.
- Abu'l-Fazl (2000) [1907]. The Akbarnama of Abu'l-Fazl (بالإنجليزية). Translated by Henry Beveridge (reprinted ed.). Calcutta: The Asiatic Society. Vol. II. ISBN:8172360932.
- Eraly, Abraham (2000). Emperors of the Peacock Throne: The Saga of the Great Mughals (بالإنجليزية). Penguin books. ISBN:9780141001432. Archived from the original on 2020-12-03.{{استشهاد بكتاب}}:  صيانة الاستشهاد: ref duplicates default (link)
- Levi, S. C. (2002). The Indian Diaspora in Central Asia and Its Trade: 1550–1900 (بالإنجليزية). BRILL. ISBN:978-90-04-12320-5. Archived from the original on 2016-05-26. Retrieved أغسطس 2020. {{استشهاد بكتاب}}: تحقق من التاريخ في: |تاريخ الوصول= (help)صيانة الاستشهاد: ref duplicates default (link)
- Eraly, Abraham (2004). The Mughal Throne: The Saga of India's Great Emperors (بالإنجليزية) (1st ed.). London: Phoenix. ISBN:9780753817582. Archived from the original on 2022-12-06.{{استشهاد بكتاب}}:  صيانة الاستشهاد: ref duplicates default (link)
- Mukhia, Harbans (2004). "India's Islamic Traditions, Islam in Kashmir (Fourteenth to Sixteenth Century)". The Medieval History Journal (بالإنجليزية). 7 (2). DOI:10.1177/097194580400700210. ISSN:0971-9458. Archived from the original on 2023-05-07.{{استشهاد بدورية محكمة}}:  صيانة الاستشهاد: ref duplicates default (link)
- Sen, Amartya (2005). The Argumentative Indian (بالإنجليزية). London: Allen Lane. ISBN:0713996870. OCLC:57750786.{{استشهاد بكتاب}}:  صيانة الاستشهاد: ref duplicates default (link)
- Faroqhi, Suraiya (2006). The Ottoman Empire and the World Around It (بالإنجليزية). I.B.Tauris. ISBN:9781845111229. Archived from the original on 2019-12-17.{{استشهاد بكتاب}}:  صيانة الاستشهاد: ref duplicates default (link)
- Metcalf, Barbara, Thomas (2006). A Concise History of Modern India (بالإنجليزية). Cambridge University Press. ISBN:9780521863629. Archived from the original on 2021-03-08.{{استشهاد بكتاب}}:  صيانة الاستشهاد: ref duplicates default (link) صيانة الاستشهاد: أسماء متعددة: قائمة المؤلفين (link)
- Chandra, Satish (2007). History of Medieval India (بالإنجليزية). New Delhi: Orient Longman. ISBN:9788125032267.{{استشهاد بكتاب}}:  صيانة الاستشهاد: ref duplicates default (link)
- Khanna, Meenakshi (2007). Cultural History Of Medieval India (بالإنجليزية). Berghahn Books. ISBN:9788187358305. Archived from the original on 2019-12-13. Retrieved 2013-06-30.{{استشهاد بكتاب}}:  صيانة الاستشهاد: ref duplicates default (link)
- Moosvi, Shireen (2008). People, taxation, and trade in Mughal India (بالإنجليزية). Oxford: Oxford University Press. ISBN:9780195693157.{{استشهاد بكتاب}}:  صيانة الاستشهاد: ref duplicates default (link)
- Vashi, Ashish (23 Nov 2009). "Ahmedabad turned Akbar veggie". The Times of India (بالإنجليزية). Archived from the original on 2019-04-03. Retrieved 2009-11-23.{{استشهاد ويب}}:  صيانة الاستشهاد: ref duplicates default (link)
- Yamin, Mohammed (2009). Impact of Islam on Orissan Culture (بالإنجليزية). Readworthy. ISBN:9788189973964. Archived from the original on 2019-12-17. Retrieved 2013-02-10.{{استشهاد بكتاب}}:  صيانة الاستشهاد: ref duplicates default (link)
- Black, Antony (2011). The History of Islamic Political Thought: From the Prophet to the Present (بالإنجليزية). Edinburgh University Press. ISBN:9780748688784. Archived from the original on 2019-12-17.{{استشهاد بكتاب}}:  صيانة الاستشهاد: ref duplicates default (link)
- Collier, Dirk (2011). The Emperor'S Writings: Memories Of Akbar The Great (بالإنجليزية). Netherlands: Amaryllis Books and Lannoo. ISBN:9788191067361.{{استشهاد بكتاب}}:  صيانة الاستشهاد: ref duplicates default (link)
- Tharoor, Ishaan (Feb. 04, 2011). "Akbar the Great". Time (بالإنجليزية). New York. ISSN:0040-781X. Archived from the original on 2013-08-23. Retrieved October 2020. {{استشهاد بمجلة}}: تحقق من التاريخ في: |تاريخ الوصول=, |تاريخ=, and |تاريخ أرشيف= (help)
- Floor, Willem; Herzig, Edmund (2012). Iran and the World in the Safavid Age (بالإنجليزية). I.B.Tauris. ISBN:9781850439301. Archived from the original on 2019-12-24.
- Ferishta, Mahomed Kasim (2013). History of the Rise of the Mahomedan Power in India, Till the Year AD 1612 (بالإنجليزية). Cambridge University Press. ISBN:9781108055550.{{استشهاد بكتاب}}:  صيانة الاستشهاد: ref duplicates default (link)

## وصلات خارجية
- "جلالُ الدين أكبر.. ملكٌ مُحاربٌ وفيلسوفٌ لا يعرف القراءة والكتابة". جريدة الاتحاد. 26 تمُّوز [يوليو] 2013. مؤرشف من الأصل في 11 أيَّار [مايو] 2023. اطلع عليه بتاريخ 12 تمُّوز [يوليو] 2019. {{استشهاد ويب}}: تحقق من التاريخ في: |تاريخ الوصول=، |تاريخ=، و|تاريخ أرشيف= (مساعدة)
- مُصطفى الأنصاري (17 أيَّار [مايو] 2015). "لماذا يحتفي العالم بالسُلطان جلال الدين أكبر؟". قصَّة الإسلام لايت. مؤرشف من الأصل في 12 تمُّوز [يوليو] 2019. اطلع عليه بتاريخ 12 تمُّوز [يوليو] 2019. {{استشهاد ويب}}: تحقق من التاريخ في: |تاريخ الوصول=، |تاريخ=، و|تاريخ أرشيف= (مساعدة)
- كريم عبد المجيد (17 أيَّار [مايو] 2016). "اختراع الدين الإلٰهي: جودا أكبر بين السينما والتاريخ". شبكة إضائات. مؤرشف من الأصل في 12 تمُّوز [يوليو] 2019. اطلع عليه بتاريخ 12 تمُّوز [يوليو] 2019. {{استشهاد ويب}}: تحقق من التاريخ في: |تاريخ الوصول=، |تاريخ=، و|تاريخ أرشيف= (مساعدة)
- قصَّة جلال الدين أكبر - الدكتور عمرو خالد على يوتيوب.

| جلال الدين أكبر عاهل آل تيمورولد: 15 تشرين الأوَّل (أكتوبر) 1542 توفي: 13 تشرين الأوَّل (أكتوبر) 1605 |                            |                        |
| ألقاب ملكية                                                                                       |                            |                        |
| سبقه نصير الدين همايون                                                                            | سُلطان مغول الهند 1556–1605 | تبعه نورُ الدين جهانكير |